# Liste des voies d'Antibes
Pour un article plus général, voir Antibes.
Voici par ordre alphabétique les principaux noms de rues, chemins, boulevards, avenues, places et quartiers d’Antibes, commune des Alpes-Maritimes. L'article propose aussi des explications toponymiques.

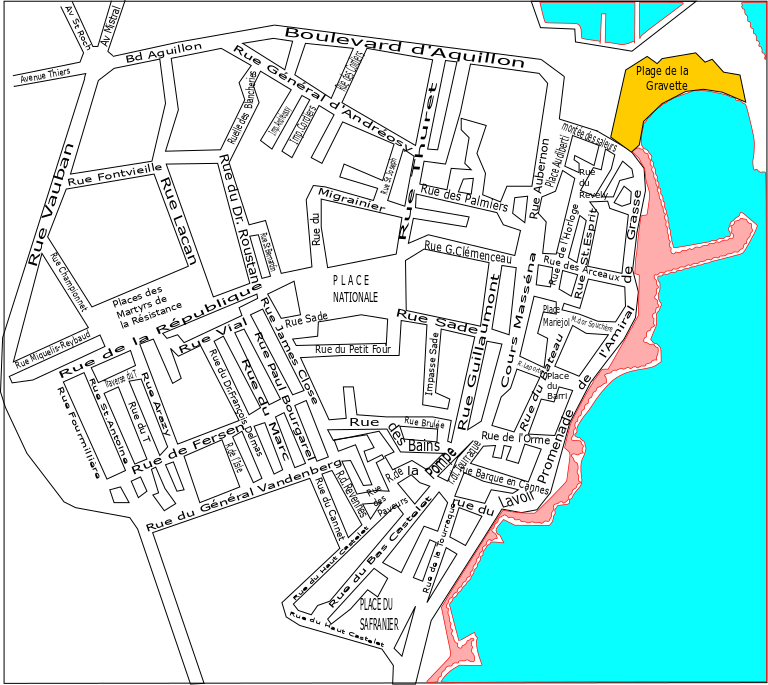
Plan des rues du Vieil Antibes.

## Historique
Les noms des rues d'Antibes sentent bon la Provence : beaucoup se réfèrent à des plantes et arbustes de la région. La passé d'Antibes est également évoque avec un nombre de militaires ayant fait honneur à la place forte, des maires et des hommes ayant développé l'endroit, surtout sur le Cap et Juan-les-Pins.
Et forcément nombre de rues portent le nom de célébrités françaises dans tous les domaines : politique, arts et science.

## Noms avec une date
- Square du 8-Mai 1945
- Avenue du 11-Novembre : date de l'Armistice de 1918
- Avenue du 24-Août : date de la libération d'Antibes 24 août 1944
- Traverse du 24-Août

- Haut – A
- B
- C
- D
- E
- F
- G
- H
- I
- J
- K
- L
- M
- N
- O
- P
- Q
- R
- S
- T
- U
- V
- W
- X
- Y
- Z

## A

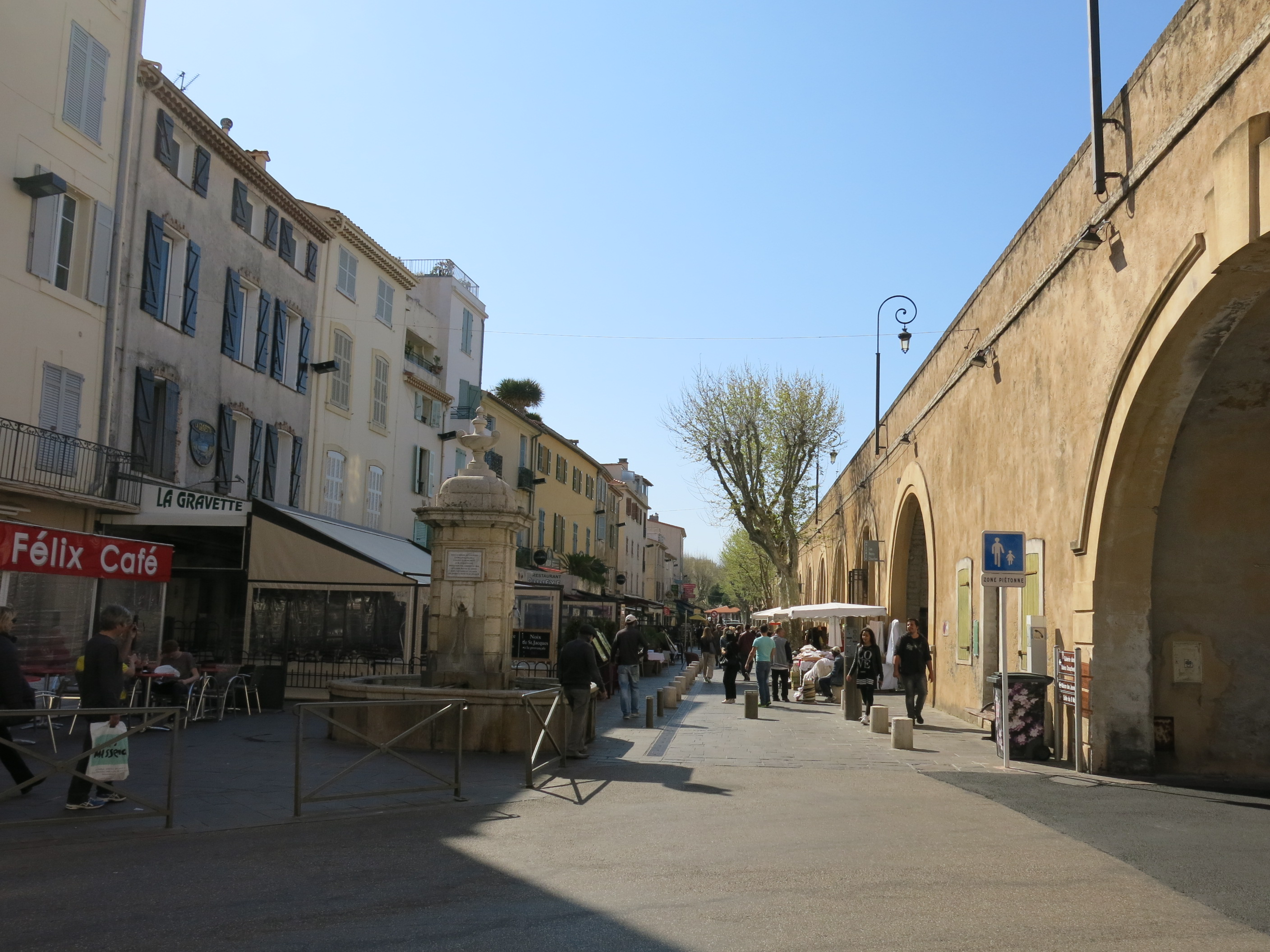
Le boulevard d'Aguillon.

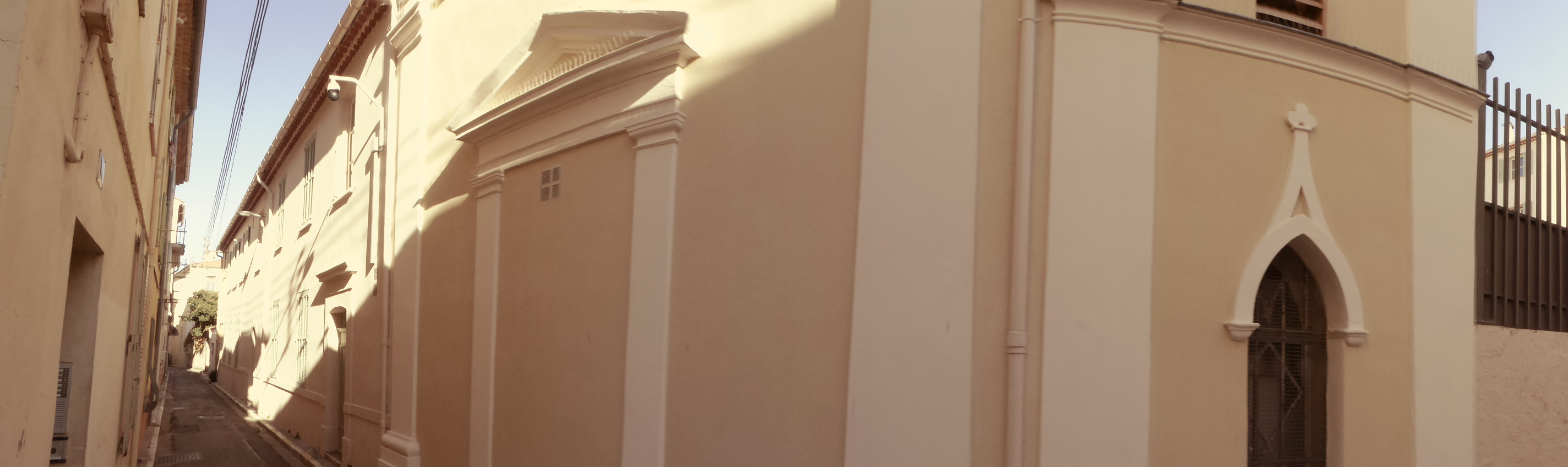
La rue Arazy.

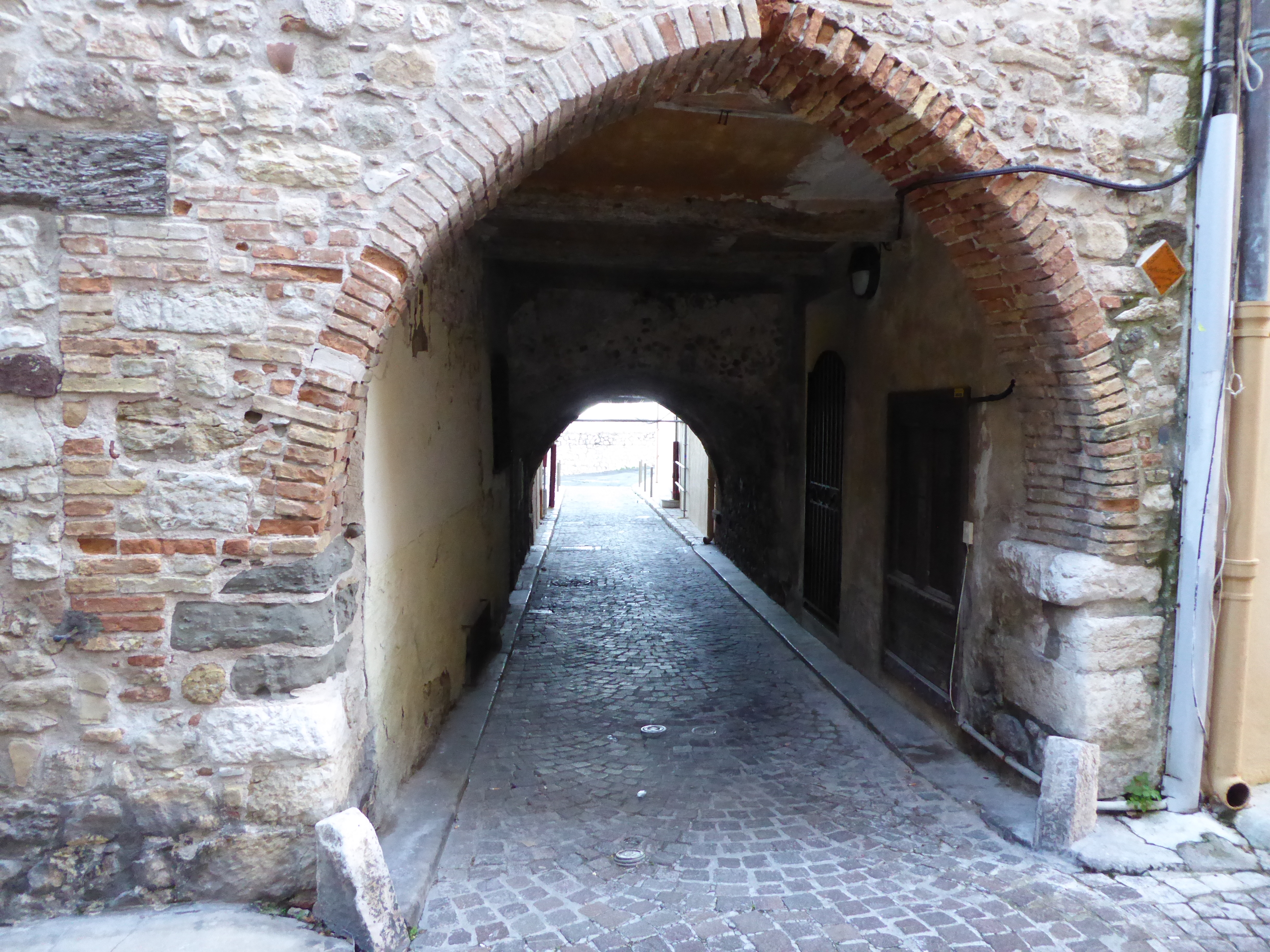
La rue des Arceaux.

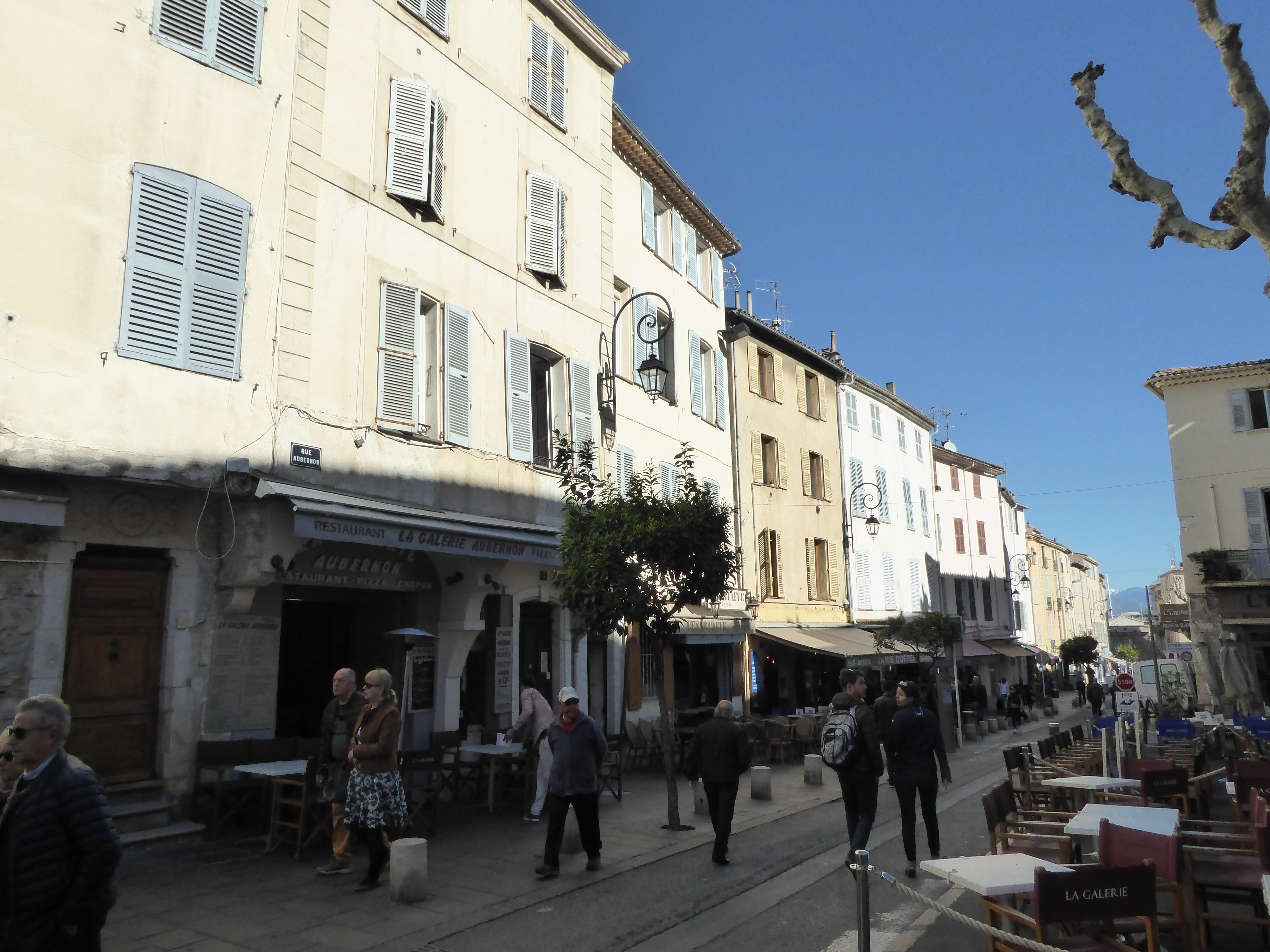
La rue Aubernon.

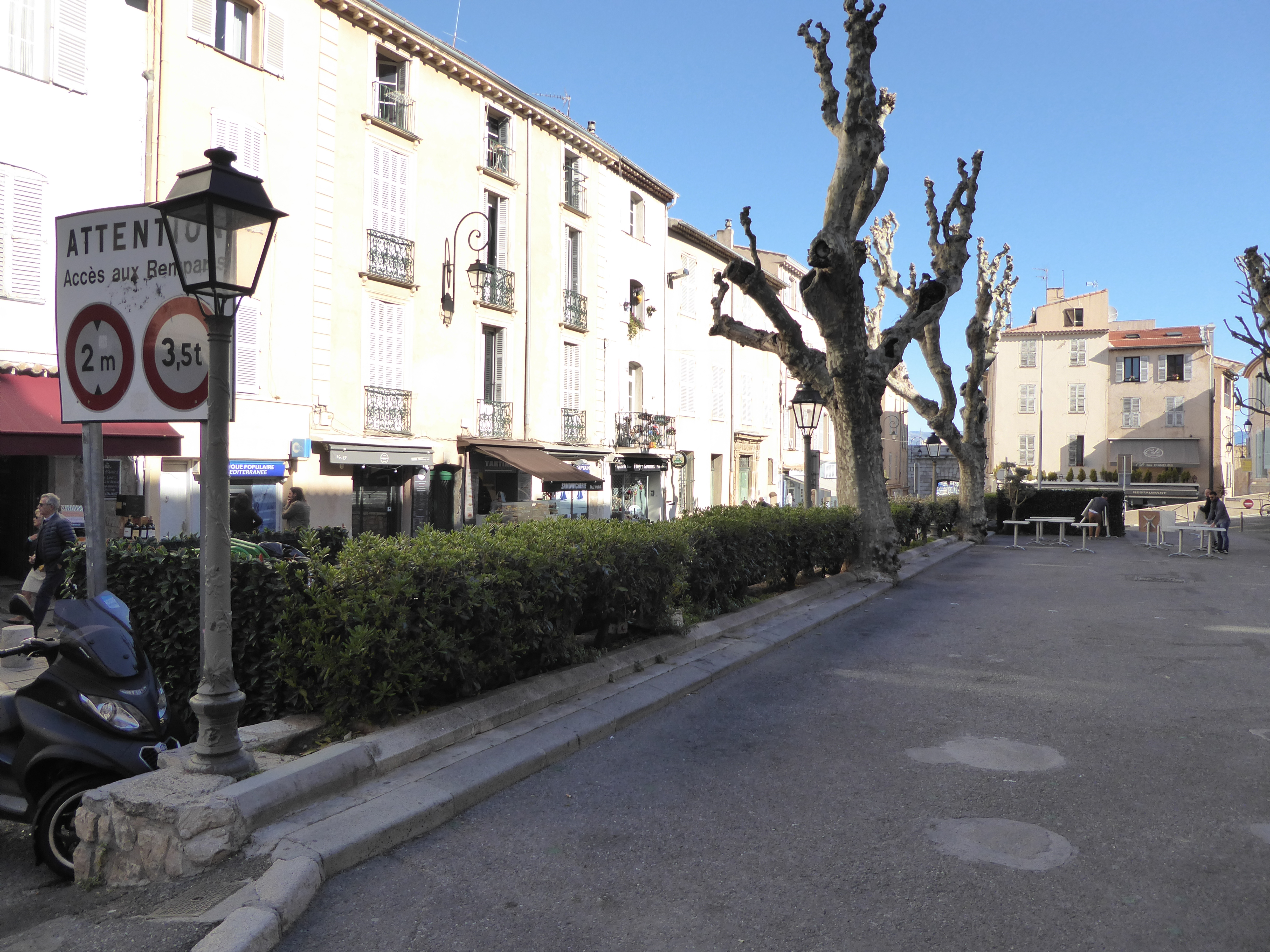
La place Audiberti.

- Adoua (Avenue d') : la bataille d'Adoua se déroule au cœur de la région du Tigré, dans le nord de l’Éthiopie, le 1er mars 1896.
- Aguillon (Boulevard d') : Louis d'Aguillon reconstruisit l'aqueduc de Fontvieille (1750)
- Aigles (Avenue des)
- Aimé-Bourreau (Avenue): maire d'Antibes de 1929 à 1935
- Aimé-Césaire (Square): Aimé Césaire (1913-2008) fut un écrivain et homme politique français
- Albany (Rue) : En 1880, l'actuel emplacement de Juan-les-Pins était découvert par le duc d'Albany (1853-1884), fils de la Reine Victoria, alors que Juan-les-Pins n'était qu'une forêt de pins, bordée de plages de sable idylliques; Juan LP s'appela ainsi jusqu'en 1884 Albany-les-Bains
- Albert-Ier (Boulevard) : voir ci-dessous
- Albert-Ier (Square) : Albert Ier (roi des Belges) (1875-1934) réputé roi-chevalier pendant la 1re guerre mondiale
- Alcide-Baccialone (Quai) : Alcide Baccialone (1910-1998) fut secrétaire de mairie d'Antibes
- Alexandre-III (Avenue) : Alexandre III (empereur de Russie) (1845-1894).
- Alger (Avenue d') : voir ci-dessous
- Alger (Rue d') : Alger est la capitale de l'Algérie
- Alisiers (Rue des) : Les sorbiers et les alisiers sont des plantes arbustives de la famille des Rosacées
- Aloès (Avenue des) : Aloe est un genre de plantes succulentes, les aloès, originaires principalement d'Afrique
- Aloès (Impasse des) : voir ci-dessus
- Alpes (Avenue des) : Les Alpes sont une chaîne de montagnes qui s'étend en Europe, recouvrant entre autres le Sud-Est de la France
- Alphonse-Daudet (Avenue) : Alphonse Daudet (1840-1897) fut un écrivain et auteur dramatique français
- Les Âmes-du-Purgatoire : Les Âmes du purgatoire est une nouvelle de Prosper Mérimée publiée dans la revue des deux mondes le 15 août 1834
  - Âmes-du-Purgatoire (Chemin des) : voir ci-dessus
- Amiral Barnaud (Place) : Léon Barnaud, vice-amiral français (Antibes 1845-Antibes 1909)
- Amiral Courbet (Avenue) : Amédée Courbet (1827-1885) fut un officier de marine français
- Amiral-de-Grasse (Promenade de l') : François Joseph Paul de Grasse (1722-1788) fut un officier de la Marine royale française ayant servi durant la guerre de Succession d'Autriche et de Sept Ans et la guerre d'indépendance américaine
- Amphores (Avenue des) : L'amphore est dans l'Antiquité le récipient le plus utilisé pour le transport de produits liquides de base
- Anatole-France (Rond-Point): Anatole France (1844-1924) fut un écrivain français
- André-Breton (Boulevard) : André Breton (1896-1966) fut un poète et écrivain français, principal animateur et théoricien du surréalisme
- André-Sella (Avenue) : En 1914, André Sella édifie une annexe moderne à l'hôtel Eden Roc en surplomb de la mer et reliée au bâtiment historique par une large allée
- André-Vinson (Allée)
- Anémones (Avenue des) : Les anémones sont des plantes à fleurs, appréciées et sélectionnées par les horticulteurs pour ses fleurs aux couleurs vive
- Antibes-les-Pins (Rond-Point d')
- Antiquité (Avenue de l') : l'Antiquité est une époque de l'Histoire caractérisée par le développement ou l'adoption de l'écriture
- Apollon (Avenue) : Apollon est le dieu grec des arts, du chant, de la musique, de la beauté masculine, de la poésie et de la lumière
- Aqueduc (Traverse de l') voir ci-dessous
- Aqueduc-Romain (Avenue de l') : L'aqueduc de Fontvieille est une œuvre d'architecture dans les Alpes-Maritimes qui amenait l'eau à la ville antique d'Antipolis, aujourd'hui Antibes
- Arazy (Rue) : Jean Arazy, historien d'Antibes et avocat en la cour du début du XVIIIe siècle
- Arceaux (Rue des) : un arceau est une courbure d'une voûte en berceau
- Aristide-Briand (Avenue) : Aristide Briand (1862-1932) fut un avocat et un homme politique, 11 fois président du Conseil et 26 fois ministre sous la Troisième République
- Arums (Chemin des) : voir ci-dessous
- Arums (Impasse des) : Arum est un genre de plantes dont la plus grande diversité d'espèces est observée sur le pourtour du bassin méditerranéen
- Asmodée (Chemin de l') : Asmodée est un démon de la Bible possédant de nombreux autres noms
- Aubernon (Impasse) : voir ci-dessous
- Aubernon (Rue) : Philippe Aubernon est un homme politique français, né le 7 janvier 1757 à Antibes (+Paris, 1832)
- Auguste-Donnet (Impasse) : Ferdinand-François-Auguste Donnet (1795-1882) fut homme d'Église, archevêque et cardinal français
- Auguste-Renoir (Avenue) : Pierre-Auguste Renoir (1841-1919) fut un célèbre peintre français
- Aureto (Chemin de l') : l'aureto est une légère brise de printemps
- Autrichiens (Chemin des) : l'autrichien est un habitant de l'Autriche

- Haut – A
- B
- C
- D
- E
- F
- G
- H
- I
- J
- K
- L
- M
- N
- O
- P
- Q
- R
- S
- T
- U
- V
- W
- X
- Y
- Z

## B
- Bacon (Boulevard de)

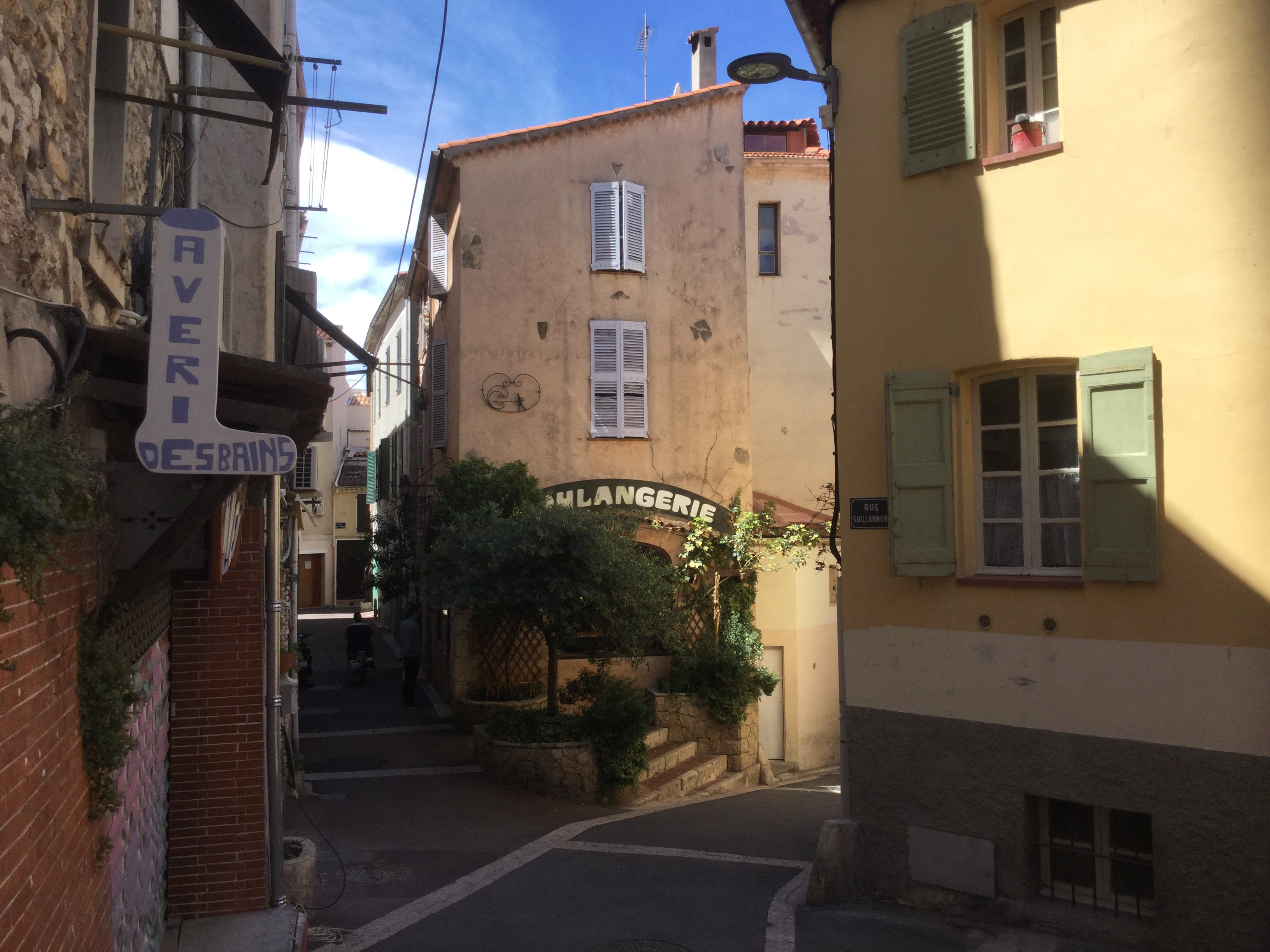
La rue des Bains.

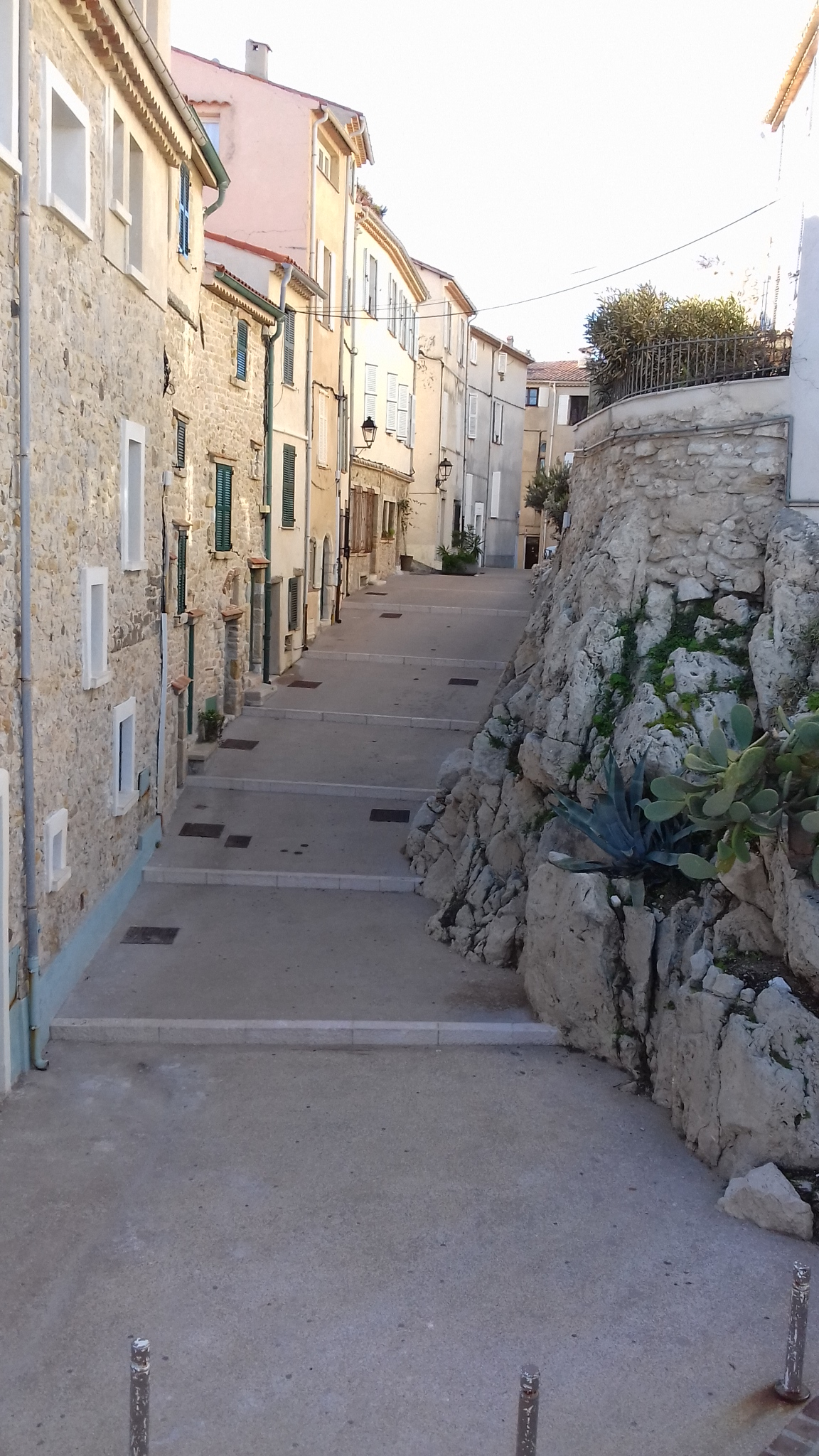
La rue Barque-en-Cannes.

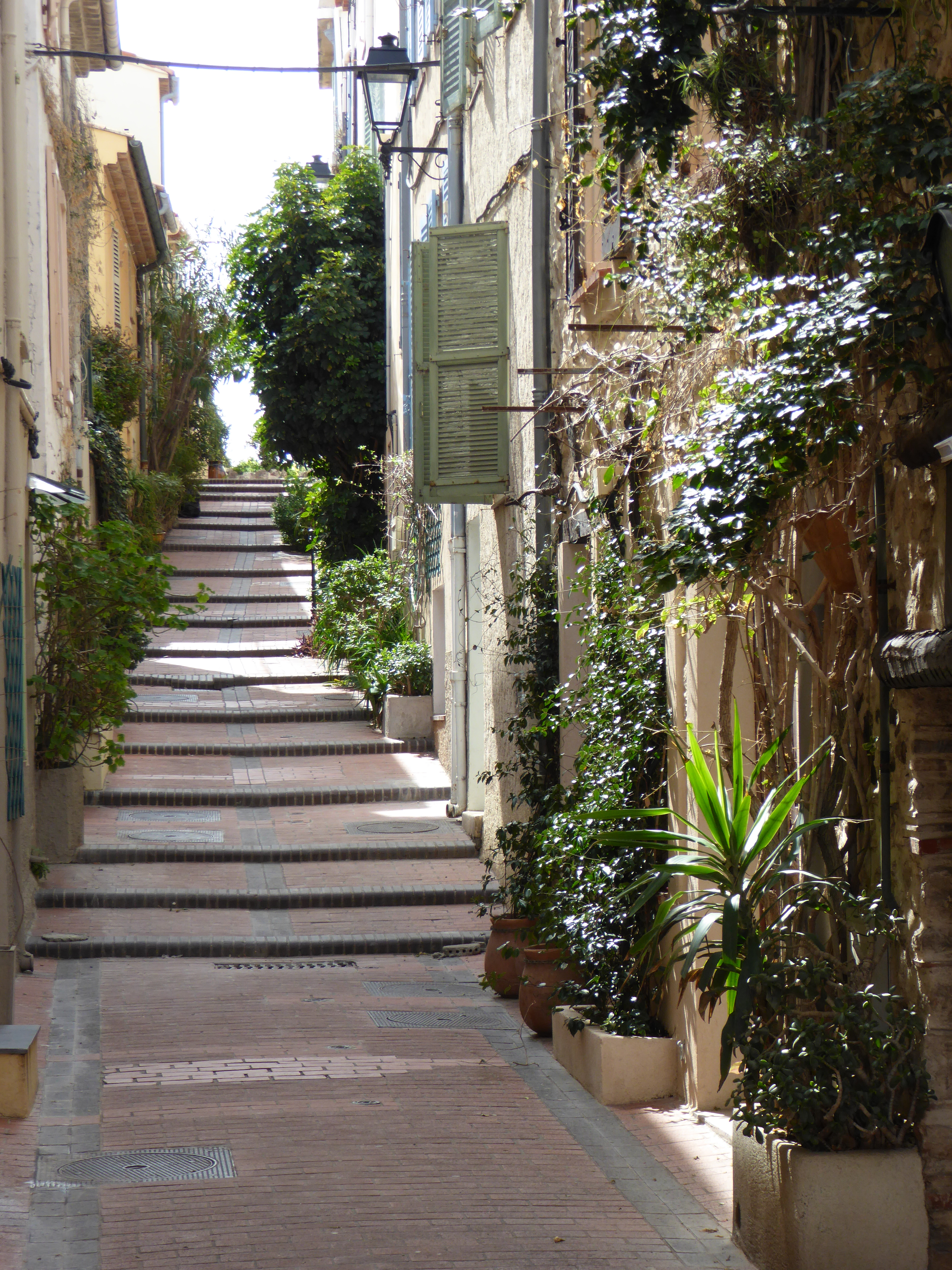
La rue du Bas-Castelet.

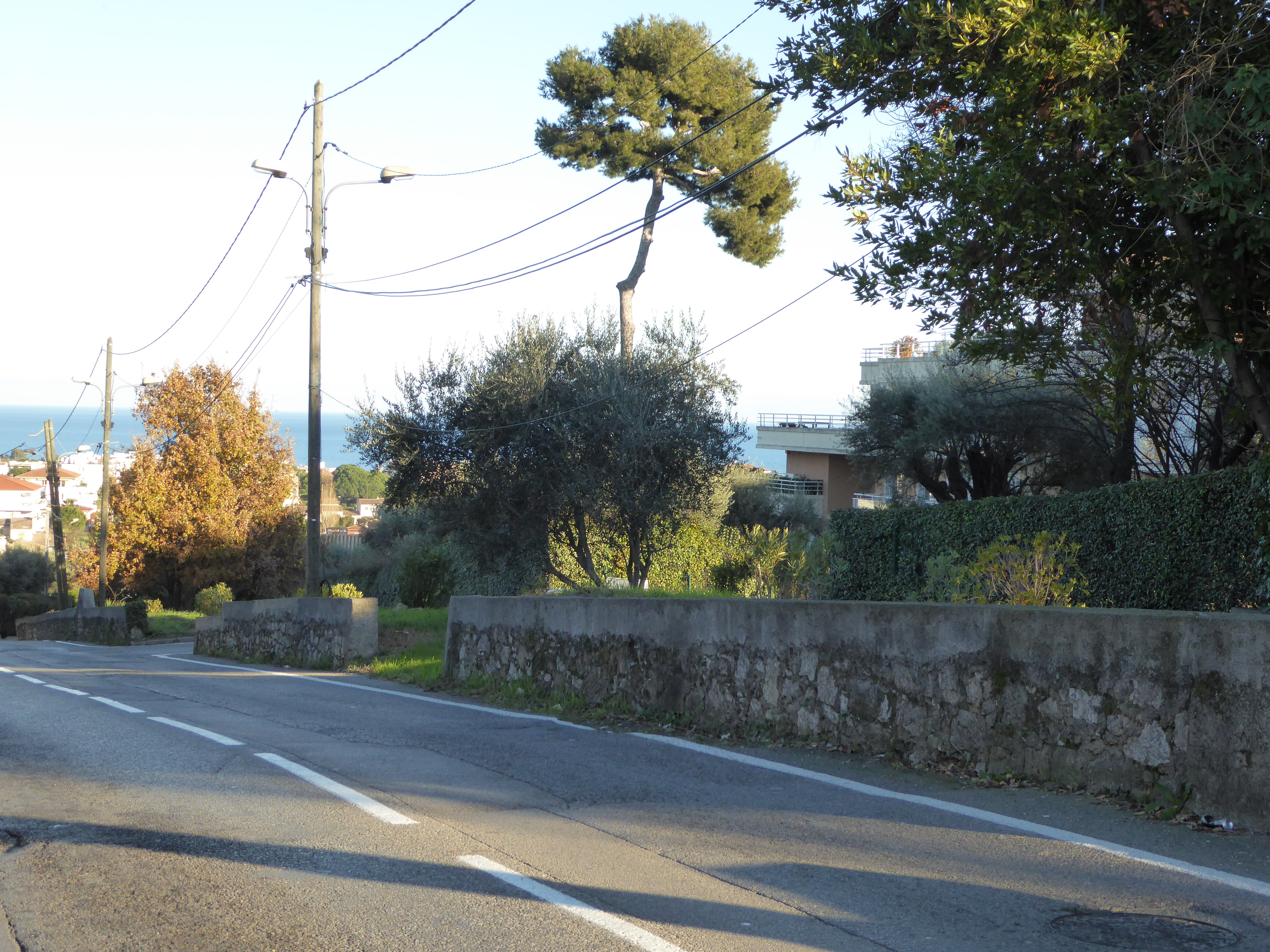
Le chemin de Beauvert.

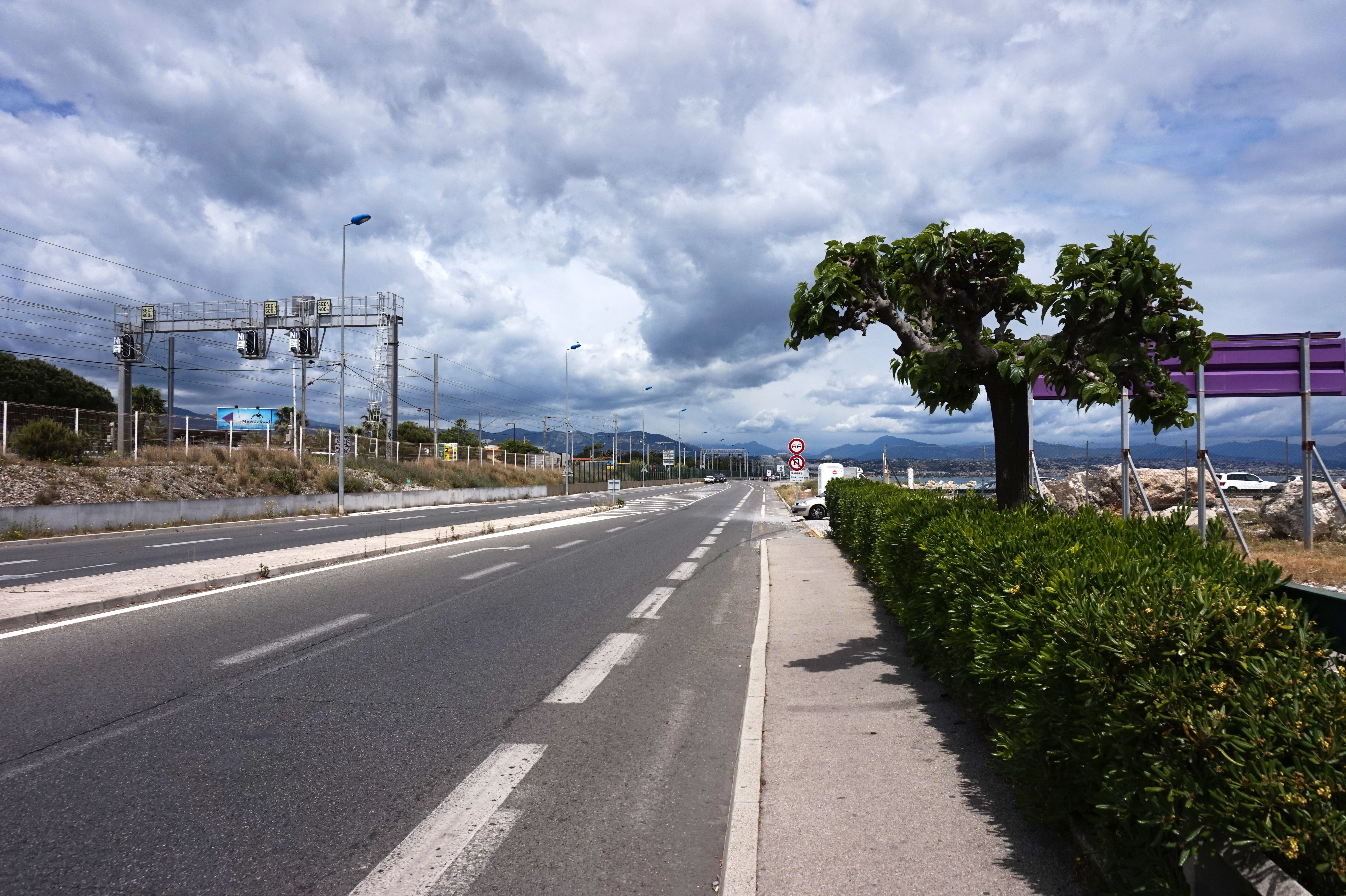
La route du Bord-de-Mer.

- Badine (Route de la) : la badine est une baguette mince et flexible servant de fouet, de cravache
- Bains (Impasse des)
- Bains (Rue des)
- Baptistin-Ardisson (Boulevard) : Baptistin Ardisson fut maire d'Antibes (RG) de 1914 à 1925 et conseiller général de 1919 à 1922
- Barque-en-Cannes (Rue)
- Barquier (Avenue) : Le comte Joseph-David de Barquier (°Antibes 1757-1844) fut un général français de la Révolution et de l'Empire; Maurice de Barquier de Clausonne (1769-1840) fut maire d'Antibes (1809-1814)
- Barri (Place du) : le barri signifie rempart en occitan
- Les Bastides
- Bateau (Impasse du)
- Bateau (Rue du)
- Beau-Rivage (Boulevard du)
- Beau-Rivage (Impasse)
- Beau-Rivage Prolongé (Boulevard)
- Beauvert
- Beauvert (Chemin de)
- Beauvert (Impasse)
- Bégonias (Avenue des) : Les bégonias sont des plantes à fleurs de la famille des Bégoniacées, avec plus de 1 500 espèces
- Bel Air (Impasse)
- Bel-Air (Avenue)
- Belle Vue (Allée)
- Bellevue (Boulevard)
- Bellevue (Traverse)
- Belvedere (Place du)
- Bengalis (Avenue des) : Les Bengalis sont le principal groupe ethnique de la région du Bengale partagée entre le Bangladesh et l'Inde
- Benoît-Carriat (Avenue) : horticulteur spécialisé dans la culture des œillets à Antibes
- Bernard (Allée)
- Bertaina (Rue) : François Marius Bertaina, né le 24 novembre 1888 à Antibes, tombé à Moncourt le 14 août 1914
- Bertrand-Lebon (Voie)
- Bicon (Rue) : Bicon est un personnage grec du temps d'Alexandre le Grand ou un hameau d'Artonne (Puy-de-Dôme)
- Bijou Plage (Boulevard)
- Biot (Route de) : Biot (Alpes-Maritimes) est une commune française située au nord d'Antibes
- Bir-Hakeim (Quai)
- Blacasse (Chemin de la)
- Blancheries (Ruelle des)
- Bleuets (Avenue des) : Le Bleuet est une plante herbacée de la famille des Astéracées
- Bonaparte (Avenue) : la Maison Bonaparte est une famille patricienne corse originaire d'Italie, reconnue noble en France sous l'Ancien Régime et devenue maison impériale
- Bord-de-Mer RN 98 (Route du)
- Bosquet (Avenue du) : le bosquet est un petit bois en occitan
- Boué-de-Lapeyrère (Avenue) : Auguste Boué de Lapeyrère (1852-1924) fut un amiral français, ministre de la Marine de 1909 à 1911
- Boula-de-Mareuil (Avenue) : le comte Gaston Boula De Mareüil (1885-1937), décédé à Antibes
- Bouvard (Impasse) : Alexis Bouvard (1767-1843) fut un astronome français issu du duché de Savoie
- Brague (Impasse de la) : La Brague est un fleuve côtier français du département des Alpes-Maritimes se jetant dans la mer Méditerranée.
- Brague (Plaine de la): voir ci-dessus
- Les Bréguières forment un promontoire, culminant à 30 m au-dessus de la vallée de la Brague; bréguières dériverait du provençal breguiero ou bruguiero qui signifie champ couvert de bruyères[1]
  - Basses-Bréguières (Chemin des)
  - Hautes-Bréguières (Chemin des)
  - Moyennes-Bréguières (Chemin des)
- Brejneff (Chemin) : Léonid Brejnev (1906-1982) fut secrétaire général du Parti communiste de l'Union soviétique de 1964 à 1982
- Breton (Chemin)
- Bricka (Rue) : Les époux Bricka achetèrent des terrains à Juan LP à Ernest Macé et purent ainsi édifier leur villa Pauline en 1897
- Brulée (Rue)
- Brusquets (Chemin des) : le mot brusquet est dérivé de l'occitan brusc : bruyère
  - Moyens-Brusquets (Chemin des) : voir ci-dessus
  - Vieux-Brusquets (Chemin des) : voir ci-dessus
- Bussière (Impasse) : une bussière est un lieu-dit où pousse le buis

- Haut – A
- B
- C
- D
- E
- F
- G
- H
- I
- J
- K
- L
- M
- N
- O
- P
- Q
- R
- S
- T
- U
- V
- W
- X
- Y
- Z

## C

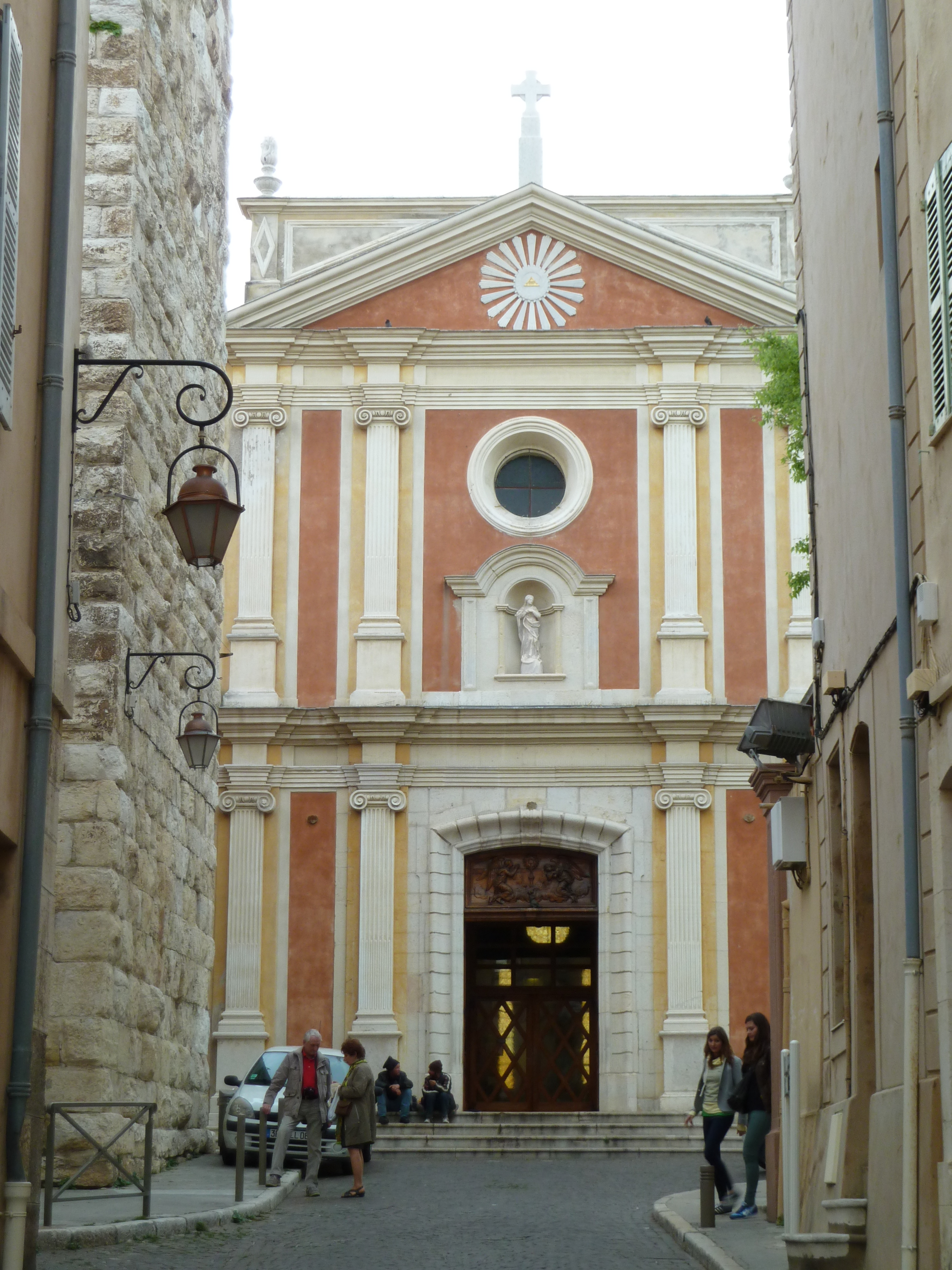
La rue Chessel.

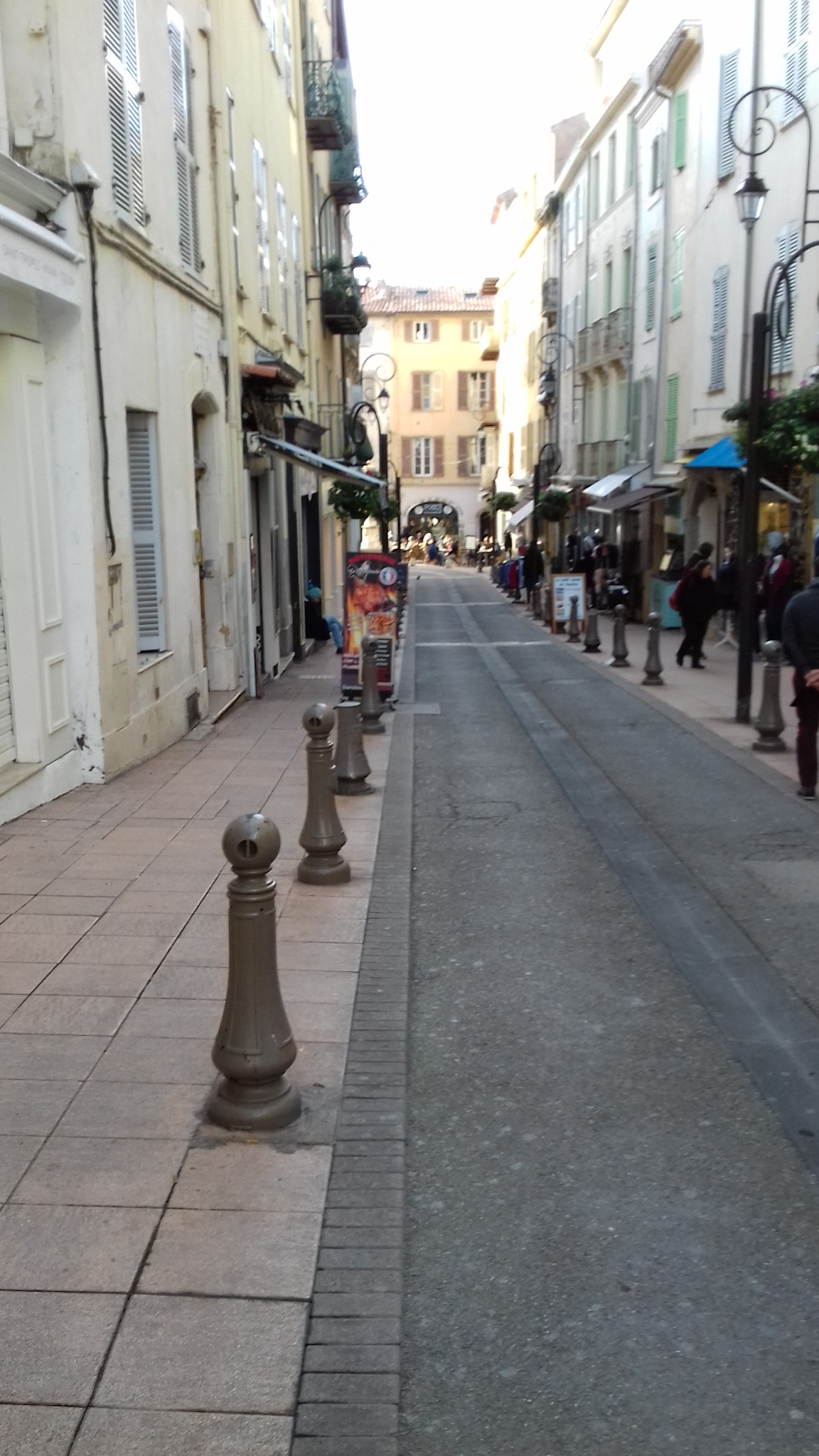
La rue Clemenceau.

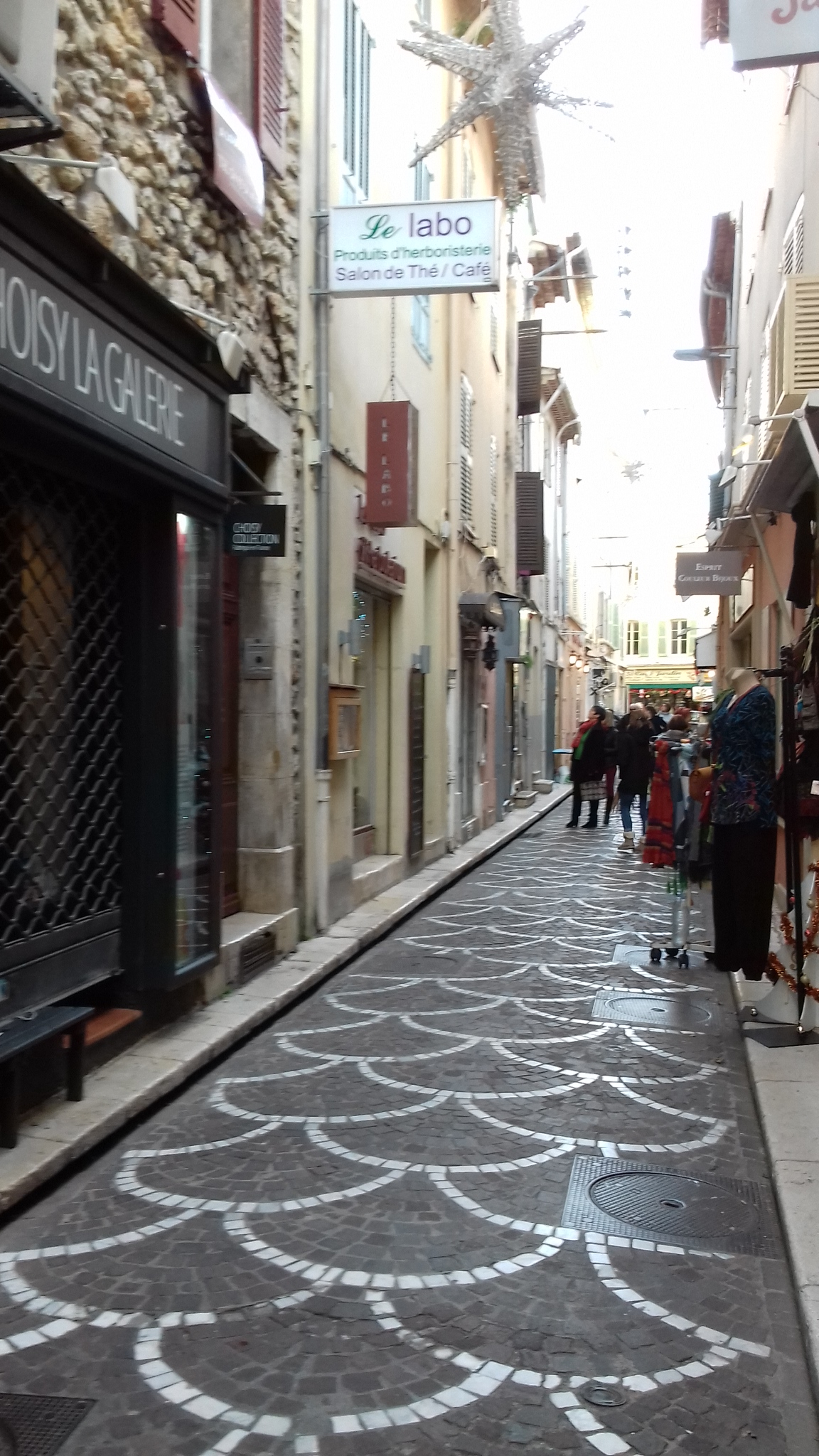
La rue James-Close.

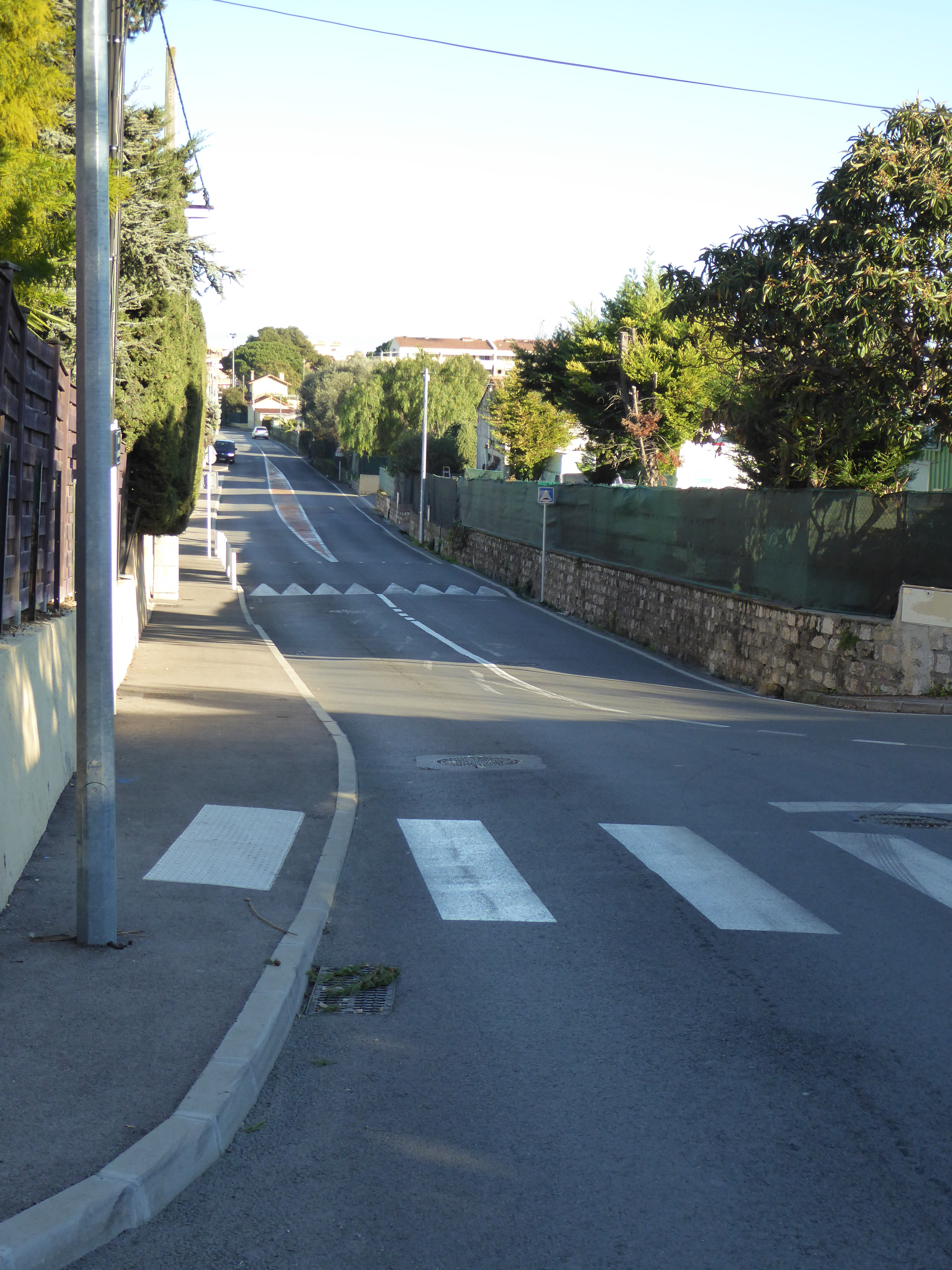
Le chemin de la Constance.

- Cactus (Avenue des) : les Cactus sont une famille de plantes plantes grasses ou plantes succulentes à fleurs
- Calvaire (Chemin du) : le Golgotha ou mont du Calvaire était une colline située dans l'Antiquité à l'extérieur de Jérusalem, sur laquelle les Romains Jésus a été exécuté, d'après les évangiles
- Cannes (Avenue de) : Cannes est une commune française à l'ouest d'Antibes
- Cannet (Rue du) : Le Cannet est une commune française à l'ouest d'Antibes
- Cantogril (Chemin) : un cantogril est un terrain sec, aride, lande ou garrigue; de Cante-Grillet : lieu où chante le grillon
- Le Cap : le cap d'Antibes désigne communément une presqu'île située au sud d'Antibes
  - Cap (Boulevard du)
- Capucines (Avenue des) : La capucine est une fleur nommée d'après une allusion à la forme de ses fleurs en forme de capuchon
- Casemates (Rue des) : Une casemate est un local d'un fort qui est à l'épreuve des tirs ennemis
- Bas Castelet (Rue du)
- Haut Castelet (Rue du)
- Causse Goiran (Place): Anne-Marie Goiran, veuve de Joséphin Causse, sœur du général Goiran fit don d'un terrain pour construire l'église Saint-Joseph de la Fontonne à Antibes
- Cauvi (Impasse): voir ci-dessous
- Cauvi (Passage) : la famille Cauvi possédait une exploitation horticole au chemin du Puy
- Cèdres (Avenue des) : le cèdre est un genre de conifères de la famille des Pinacées
- Centre (Allée du)
- Champ de Tir (Chemin du)
- Championnet (Rue) : Jean Étienne Championnet (1762-1800) est un général de division de la Révolution française mort à Antibes et enterré au Fort Carré
- Chapelle-Saint-Jean (Rond-Point de la)
- Charles-Cros (Place): Charles Cros (1842-1888) fut un poète et inventeur français
- Charles-Guillaumont (Boulevard) : Charles Guillaumont, maire d'Antibes de 1925 à 1929 et de 1948 à 1950
- Charles-Naudin (Impasse): Charles Naudin (1815-Antibes 1899) fut un biologiste et botaniste français
- Charmettes (Avenue des) : une charmette provient du français populaire charme : pâturage du sommet, terre inculte et le suffixe diminutif -ette :
- Châtaignier (Allée du) : Castanea est un genre d'arbres de la famille des Fagaceae, comprenant notamment le châtaignier commun (Castanea sativa) renommé pour son fruit, la châtaigne
- Châtaignier (Avenue du): voir ci-dessus
- Château (Avenue du)
- Château Laval (Impasse)
- Château-de-l'Espée (Avenue du) : Château entouré d'un somptueux parc de 3 ha où on trouve des essences rares; construit vers la fin du second empire par le baron de l'Espée, il appartint ensuite à la famille des champagnes Pol Roger
- Château-de-la-Brague (Avenue du)
- Château-de-la-Pinéde (Avenue)
- Chênes (Avenue des) : Chêne est le nom vernaculaire de nombreuses espèces d'arbres et d'arbustes appartenant au genre Quercus
- Chênes-Salis (Avenue des) : voir ci-dessus
- Chênes-Verts (Avenue des) : voir ci-dessous
- Chênes-Verts (Parc des) : Le Chêne vert est une espèce d'arbres à feuillage persistant de la famille des Fagacées, présent sous forme de bois clairs et garrigues
- Cigales (Allée des): La famille des cigales regroupe des insectes de l'ordre des hémiptères
- Cigarone (Chemin de la)
- Cistes (Rue des) : Les cistes sont des arbrisseaux dicotylédones poussant le plus souvent sur le pourtour méditerranéen
- La Colle
- Colle (Chemin de La)
- Colle (Vieux Chemin de La) : La Colle-sur-Loup est une commune française au nord d'Antibes
- Colombier (Chemin du)
- Colonel-Paul-Gignoux (Avenue) : Paul Gignoux fut lieutenant-colonel d'infanterie au régiment de Karrer, commandant les recrues pour les colonies de 1729-1764; Paul Gignoux (1893-1990), ingénieur, fut lieutenant-Colonel Aviateur à l'escadrille VB101 pendant la première guerre mondiale
- Commandant-Jean-Giraud (Avenue) : le commandant Jean-Baptiste Giraud[2] (1772-1813), officier volontaire promu capitaine de la 69e brigade le 1er avril 1799, mort au siège de Castro Urdiales
- Commandant-Garbe (Avenue) : le lieutenant-aviateur Esprit Garbe (1897-1919), mort pour la France
- Combattants-français-d'Afrique-du-Nord (Quai des)
- Les Combes
- Combes (Chemin des)
- Concorde (Avenue de la)
- La Constance
- Constance (Chemin de la)
- Constantine (Avenue) : Constantine est une commune du Nord-Est de l'Algérie
- Contrebandiers (Chemin des)
- Cordiers (Impasse des)
- Cordiers (Rue des)
- Corps-expéditionnaire-français-d'Indochine (Quai du): Le corps expéditionnaire français en Extrême-Orient (ou CEFEO) est une force des armées françaises qui fut déployée après la capitulation du Japon et participa surtout à la guerre d'Indochine
- Corps-expéditionnaire-français-d'Italie (Quai du): Le corps expéditionnaire français en Italie (CEFI), commandé par le général Juin, qui de novembre 1943 à juillet 1944 combattirent avec les Alliés lors de la campagne d'Italie, repoussant les forces allemandes d'une grande partie de la péninsule
- Les Cougoulins
- Cougoulins (Avenue des)
- Cougoulins (Corniche des) : probablement de l'occitan coucouri, coucouli, gougouli : cône de pin, il désigne une hauteur
- Courbe (Avenue)
- Croë (Chemin de la) : Le château de la Croë est un château français 2 000 m2 construit en 1927 dans le style victorien pour Sir William Pomeroy Burton au Cap d'Antibes
- La Croix-Rouge
- Croûton (Chemin du)
- Les Croutons
  - Croutons (Zone Ind des)

- Haut – A
- B
- C
- D
- E
- F
- G
- H
- I
- J
- K
- L
- M
- N
- O
- P
- Q
- R
- S
- T
- U
- V
- W
- X
- Y
- Z

## D

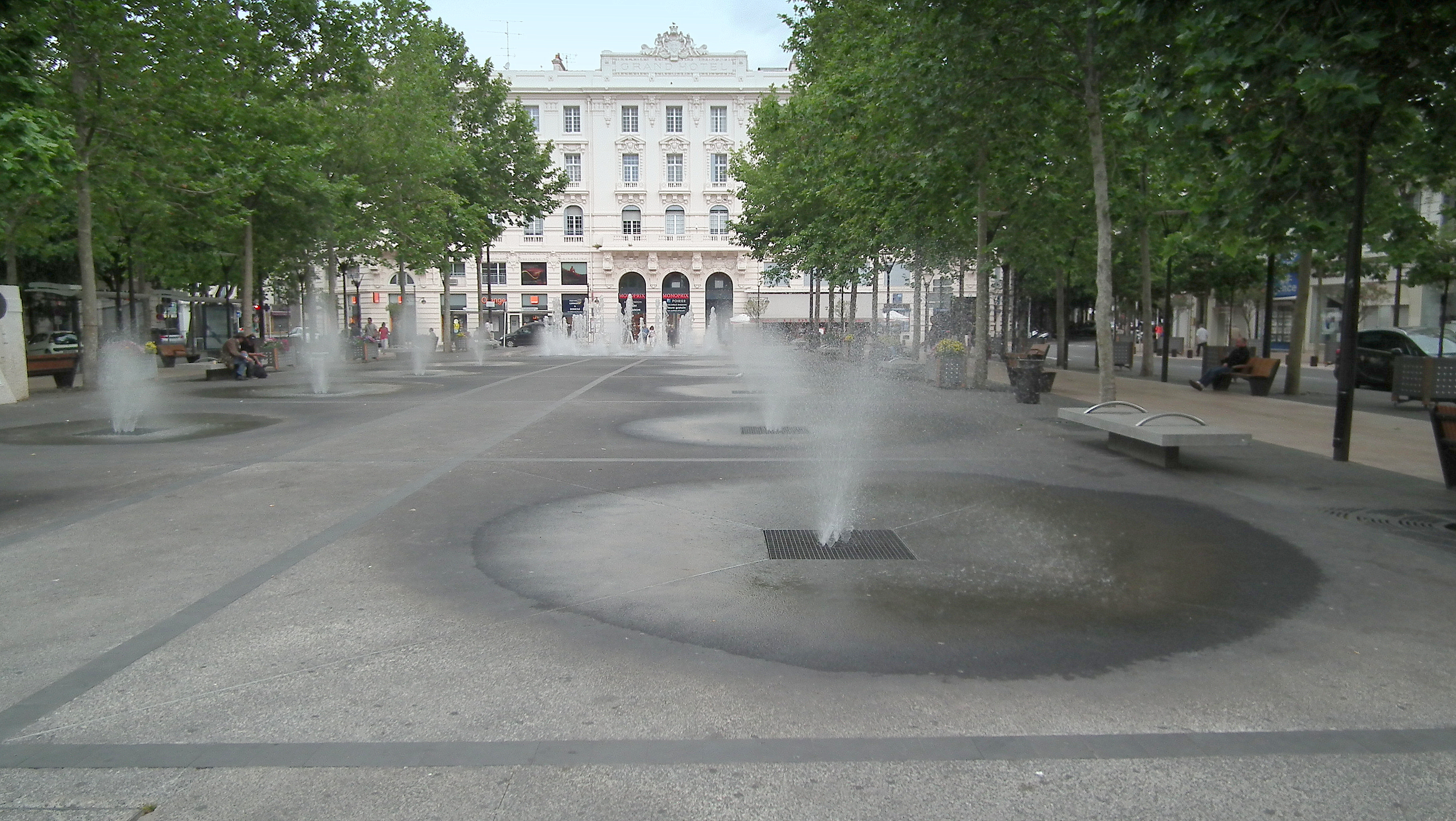
Place Général-de-Gaulle

- Dames-Blanches (Avenue des): L'appellation dame blanche est donnée à des mythes ou à des apparitions de natures diverses
- Daudel (Avenue) : Raymond Daudel (1920-2006) fut un chimiste théorique spécialisé en chimie quantique; assistant d'Irène Joliot-Curie à l'Institut du Radium; ami politique de la peintre et élue municipale antiboise Nicole Lemaire d'Aggagio[3] ; le capitaine Daudel commande en 1849 le 3e bataillon du 31e régiment d'infanterie de Ligne à Antibes
- Deuxième Avenue
- Diable (Passage, du)
- Diables-bleus (Carrefour des) : lors des batailles de décembre 1914 dans les Vosges, les 28° et 30° B.C.A. de chasseurs alpins gagneront à la Tête des Faux le nom de diables noirs qu'ils transformeront en Diables bleus en référence à leur tenue
- Diane (Avenue de)
- Directeur-Chaudon (Rue): Roger Chaudon (°1908, Les Milles), directeur de coopérative, socialiste et résistant, fusillé le 18 juillet 1944 à Signes (Var).
- Docteur-Baillière (Impasse): Le DrGustave-Germer Baillière (°1837), neveu de Jean-Baptiste Baillière fut un éditeur-libraire d'œuvres de médecine et homme politique
- Docteur-Dautheville (Avenue) : François Dautheville (1792-1875) fut un homme politique français
- Docteur-Fabre (Avenue) : Henri Fabre (médecin) (1920-2012) fut un médecin français, cofondateur du Mouvement français pour le planning familial
- Docteur-François-Delmas (Rue du) : Le Dr Dieudonné-François Delmas (1877-1957) fut le père de Pierre Delmas
- Docteur-Hochet (Avenue)
- Docteur-Rostan (Rue du) : Jean-Baptiste Rostan 1795-1898), maire d'Antibes (1830-1865)
- Dor-de-la-Souchère (Montée) : Romuald Dor de la Souchère (1888-1977), archéologue français, curateur du musée Picasso
- Douaniers (Chemin des)
- Droits-de-l'Enfant (Esplanade des)
- Dugommier (Boulevard) : Jacques François Dugommier (1738-1794) fut un général français, mort lors de la bataille de la Sierra Negra
- Dulys (Pont)
- Dulys (Rue)
- Dulys (Square)
- Dulys Prolongée (Rue)

- Haut – A
- B
- C
- D
- E
- F
- G
- H
- I
- J
- K
- L
- M
- N
- O
- P
- Q
- R
- S
- T
- U
- V
- W
- X
- Y
- Z

## E

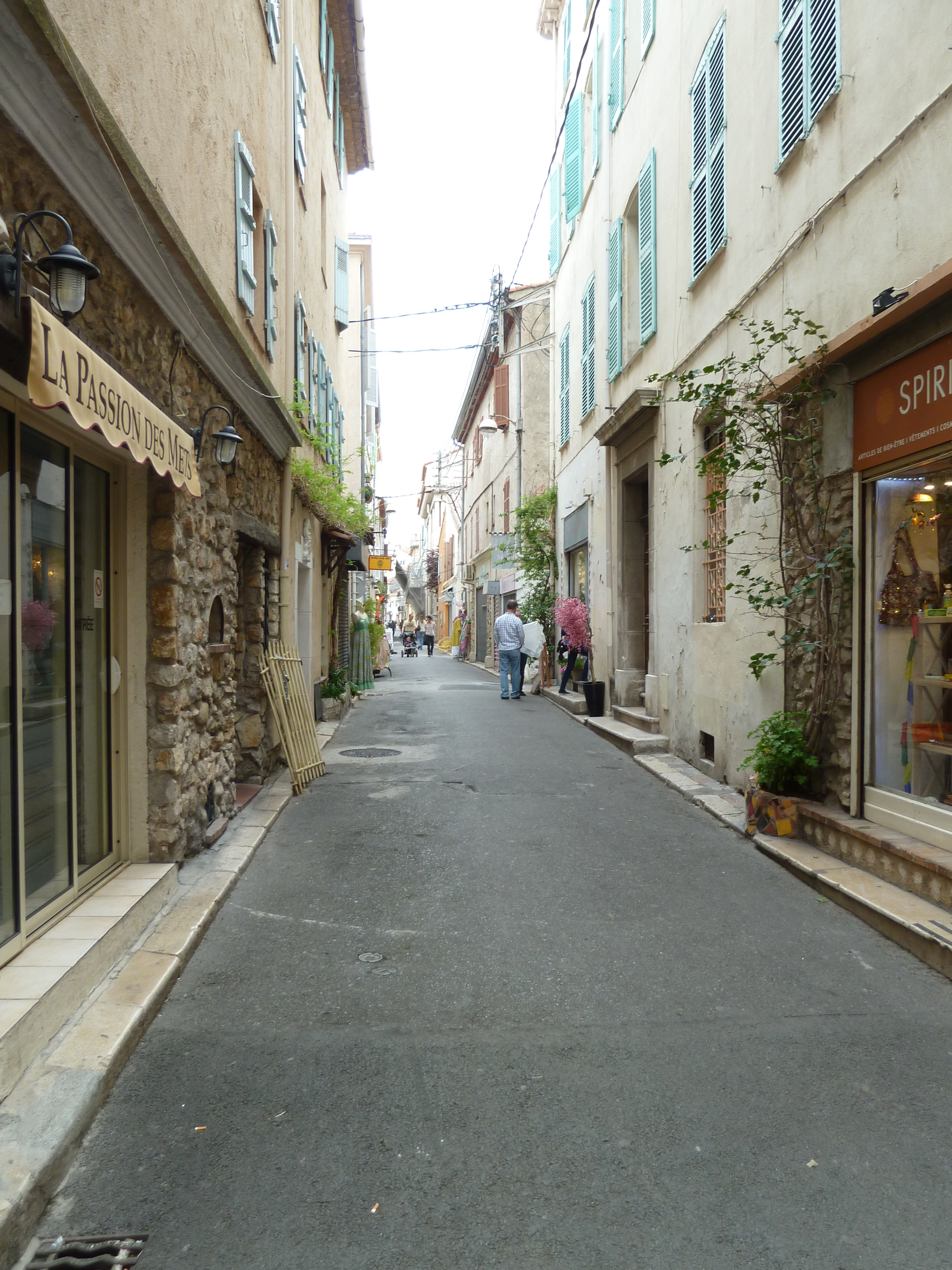
La rue Fersen.

- Edmond-Salvy (Avenue) : Edmond Salvy fut un librettiste français productif à la fin du XIXe siècle
- Édouard-Baudoin (Boulevard) : Édouard Baudoin fut conseiller Général des Alpes Maritimes ; il fera construire le casino de Juan-les-Pins
- Églantiers (Allée des)
- Église (Rue de l')
- El-Sol (Avenue)
- Élie-Lévy (Square)
- Émile-Hugues (Rue) : Émile Hugues (Vence, 1901-Paris, 1966) fut un homme politique français
- Émilie (Avenue)
- Émilie (Rue)
- Empel : L'horticulteur et acclimateur Henry de Vilmorin (1843-1899) possédait sur le cap d'Antibes un établissement horticole réputé, le domaine d'Empel
- Entr-Acte (Chemin de l')
- Ermitage (Chemin de l')
- Edmond-d'Esclevin (Avenue) : Balthazar Joseph Emond d'Esclevin ( Antibes, 1765- 1813) fut un général français du Premier Empire; son descendant, Edmond d'Esclevin fait don dans les années 1960 d'un terrain à Juan-les-Pins, où les pêcheurs installent non loin de la Pointe du Croûton, un petit abri construisant deux maisonnettes maintenant englobées dans le restaurant La Maison des Pêcheurs.
- Éric-Tabarly (Quai): Éric Tabarly (1931-1998) fut un navigateur français, mort en mer d'Irlande le 13 juin 1998 à la suite d'une chute à la mer
- Ernest-Gauthier (Avenue)
- Ernest-Macé (Rue) : L'architecte parisien Ernest Macé est l'auteur du plan des nouveaux quartiers d'Antibes, sur 24 ha libérés par la démolition des fortifications d'Antibes à la fin du XIXe siècle; les nouveaux quartiers sont composés d'îlots avec de larges avenues articulées autour de la place Macé, appelée plus tard place du Général De Gaulle; Macé dessina les plans de la future station de Juan LP et construisit pour lui-même la première villa; il fit également édifier le Grand Hôtel de Juan les Pins; en échange de ses services, il obtint le droit exclusif de vendre les terrains.
- Esperon (Rue de l') : mot occitan désignant un éperon
- L'Estagnol : estagnol provient du latin stagnolum : petit étang
- Estagnol (Allée de l') : La réserve naturelle nationale de l'Estagnol (RNN 27) est une réserve naturelle nationale située dans la région Occitanie
- Esterel (Avenue de l') : Le massif de l'Esterel est un massif montagneux volcanique de faible altitude situé sur le bord de la mer Méditerranée
- Eucalyptus (Avenue des)
- Eucalyptus (Chemin des)
- Europe (Avenue de l')
- Évadés-de-Guerre (Quai des)

- Haut – A
- B
- C
- D
- E
- F
- G
- H
- I
- J
- K
- L
- M
- N
- O
- P
- Q
- R
- S
- T
- U
- V
- W
- X
- Y
- Z

## F

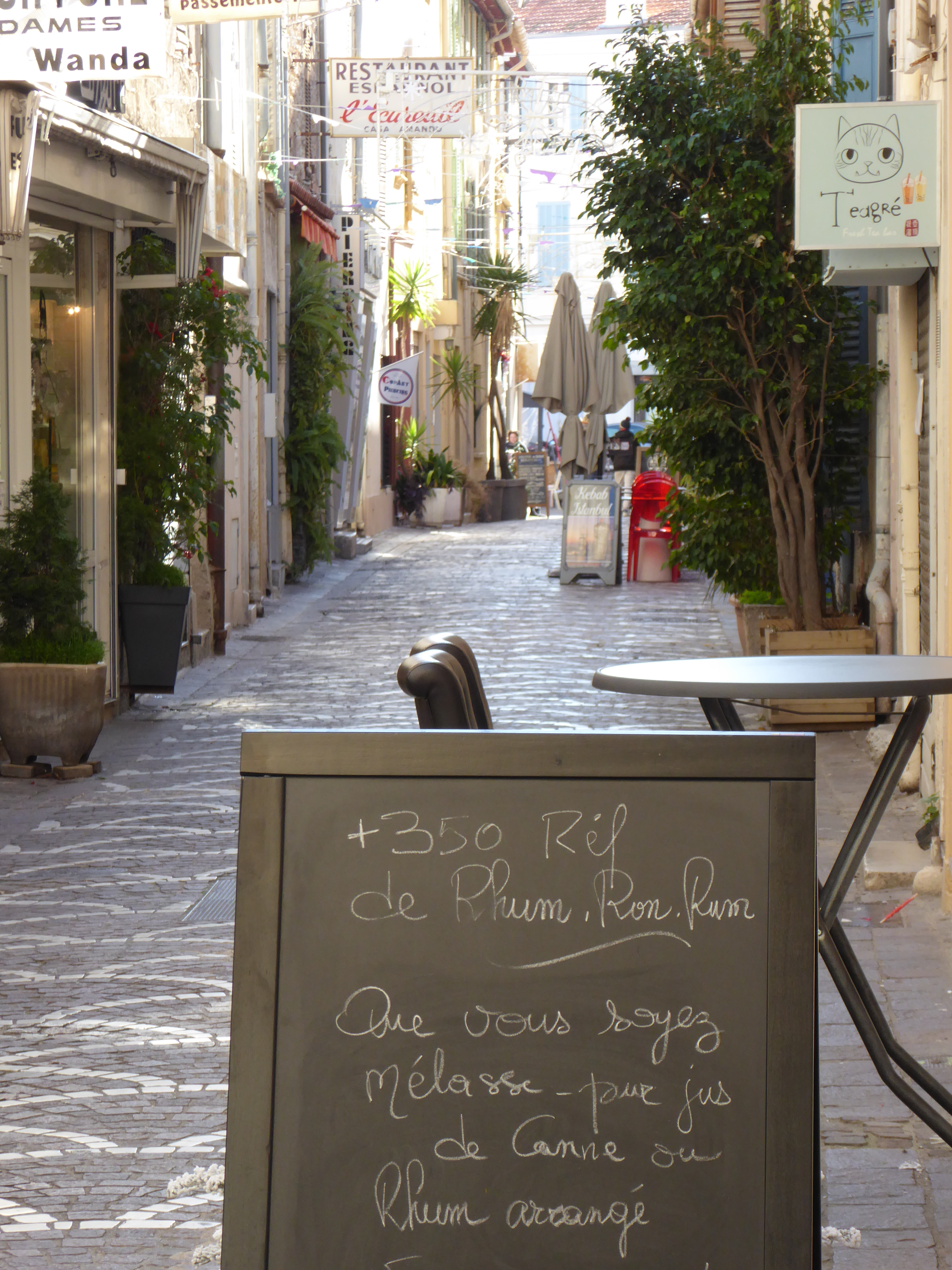
La rue Fourmillière.

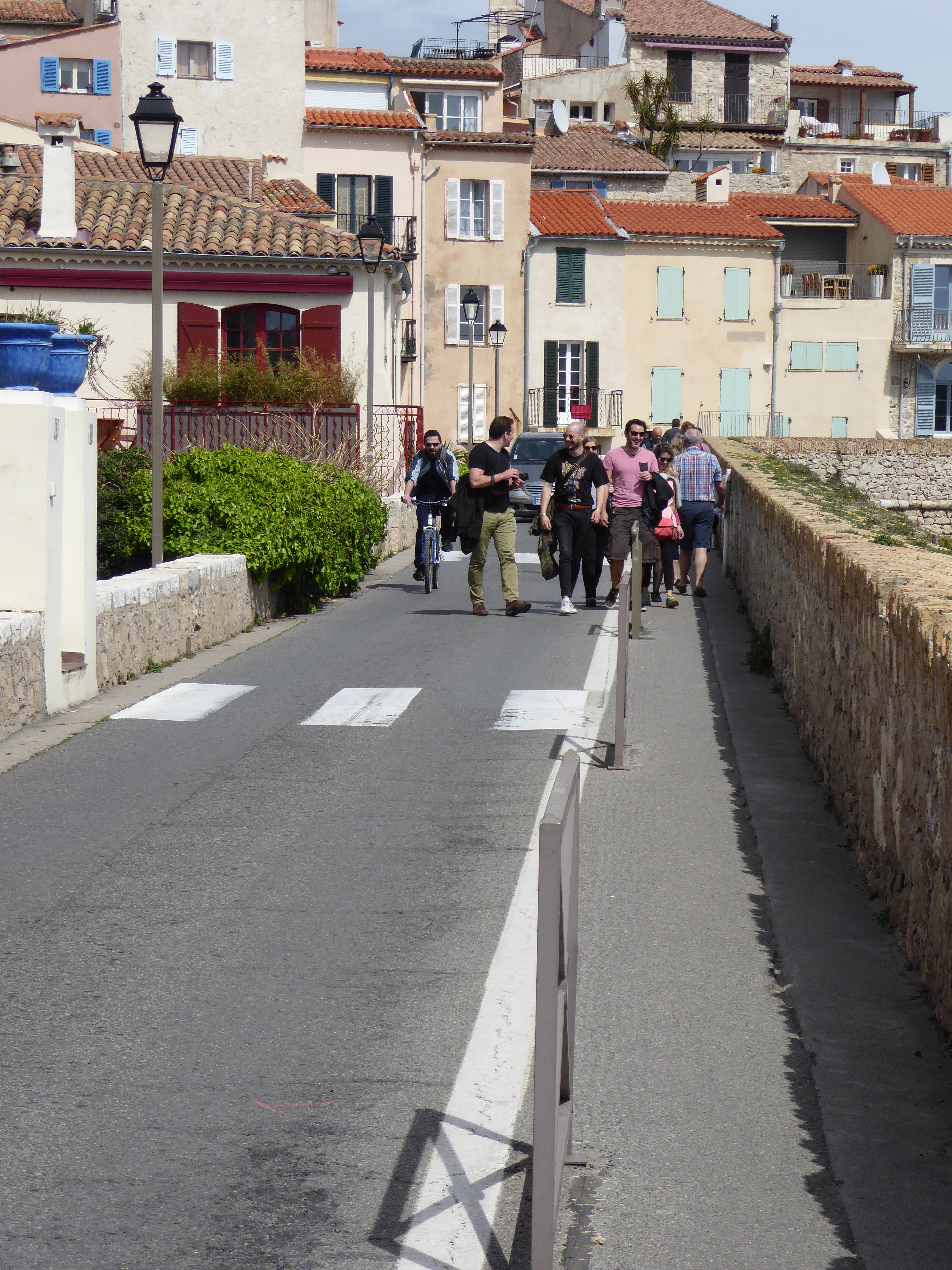
La promenade Amiral-de-Grasse.

- Falcini (Allée) : Falcini était le nom de la criée de fleurs d'Antibes et d'un producteur-maraîcher au Val Claret
- Fées (Allée des)
- Félix (Impasse): M. Félix était commandant de Marine et propriétaire exploitant du restaurant Félix au Port près de la porte marine d’Antibes[4]
- Félix-Bessy (Avenue)
- Felon (Rue)
- Fernand-Riccardi (Esplanade)
- Fersen (Rue de) : le comte de Fersen, colonel et aide de camp du tsar, se fixa en 1863 à Antibes au château de la Reynarde; il désenclave alors le Cap d'Antibes en traçant une route autour de la presqu'île
- Fleurie (Impasse)
- Fleurs (Avenue des)
- Fleurs (Impasse)
- Fleurs-Cap (Avenue des)
- Fleurs-Super-Antibes (Allée des)
- Font Sardine
- Fontaine du Pin (Rue de la)
- Fontmerle
- Fontmerle (Chemin de)
- Fontmerle (Traverse de)
- La Fontonne
- Fontonne (Avenue de la)
- Fontvieille (Rue)
- Forêt (Chemin de la)
- Fourmillière (Rue)
- Le Fournel
- Fournel-Badine (Chemin)
- Fournel-Badine (Impasse)
- Foussillon : voir Fouzilhon
- Francis-Meilland (Boulevard) : en 1935, l'horticulteur Francis Meilland (1912-1958) fut créateur d'une de la rose la plus vendue au monde : Madame Antoine Meilland
- Francisque-Perraud (Allée)
- Francisque-Perraud (Avenue)
- François-Marius-Spagnon (Avenue) : François (dit Marius) Spagnon fut conseiller municipal d'Antibes et membre du syndicat horticole
- François-Pierre-Cerruti (Allée et Square) : François Cerutti (1935-1957) du 405e R.A.A. tombé le 21 novembre 1957 à Beni-Saf (Algérie)
- Françoise-Dolto (Allée) : Françoise Dolto (1908-1988) fut une pédiatre et psychanalyste française; elle s'intéresse particulièrement à la psychanalyse des enfants
- Frank-Jay-Gould (Square): Frank Jay Gould (1877-Juan-les-Pins, 1956) est un homme d'affaires américain, dernier fils du financier Jay Gould
- Frédéric-Isnard (Rue) : Frédéric Isnard fut maire d'Antibes en 1878
- Frédéric-Mistral (Avenue)
- Frères-Garbero (Chemin des) : Les trois frères Garbéro : Casimir (1891–1976), Hector (1882-1977) initiateur de Guynemer et Joseph (1885–1978), chef pilote de l'École Hanriot étaient passionnés par l'aviation; ils disposaient en 1912 de deux hangars Bessoneau sur le Pré aux Pêcheurs dont un était destiné à abriter leur hydravion Ville d'Antibes, un Hanriot libellule équipé de flotteurs
- Frères-Olivier (Avenue des) : Emmanuel, premier adjoint en 1815 et Edouard Olivier, maire d'Antibes de 1878 à 1882 furent en fait père et fils
- Frères-Roustan (Avenue des) : Adrien Roustan né le 17 mai 1892 à Vallauris et son frère Henri Roustan né le 2 aout 1894 à Vallauris, lieutenants de vaisseau, ont péri lors de la catastrophe du Dixmude en 1923 au large de Sciacca (Sicile)

- Haut – A
- B
- C
- D
- E
- F
- G
- H
- I
- J
- K
- L
- M
- N
- O
- P
- Q
- R
- S
- T
- U
- V
- W
- X
- Y
- Z

## G

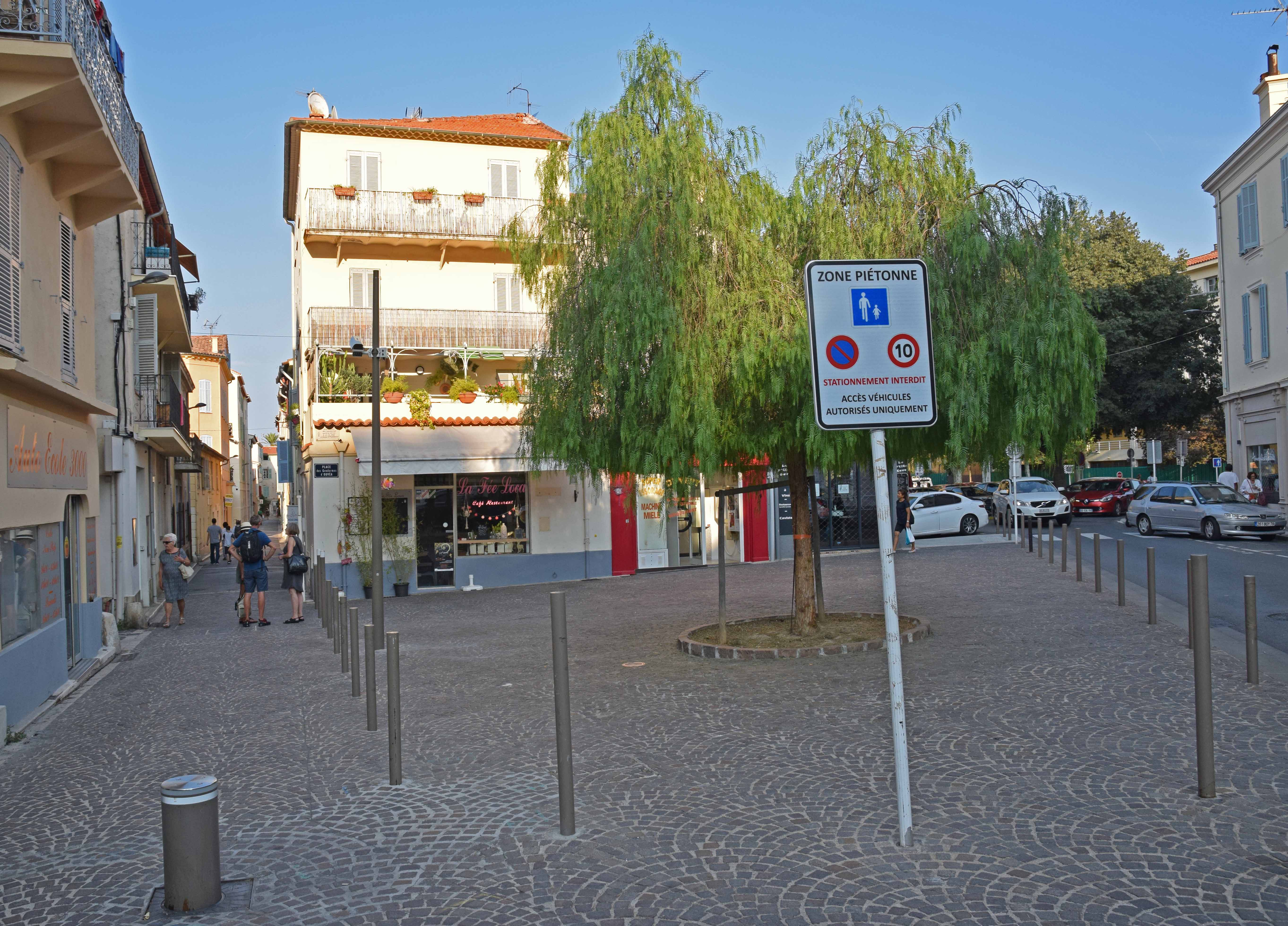
La place des Gendarmes-d'Ouvéa.

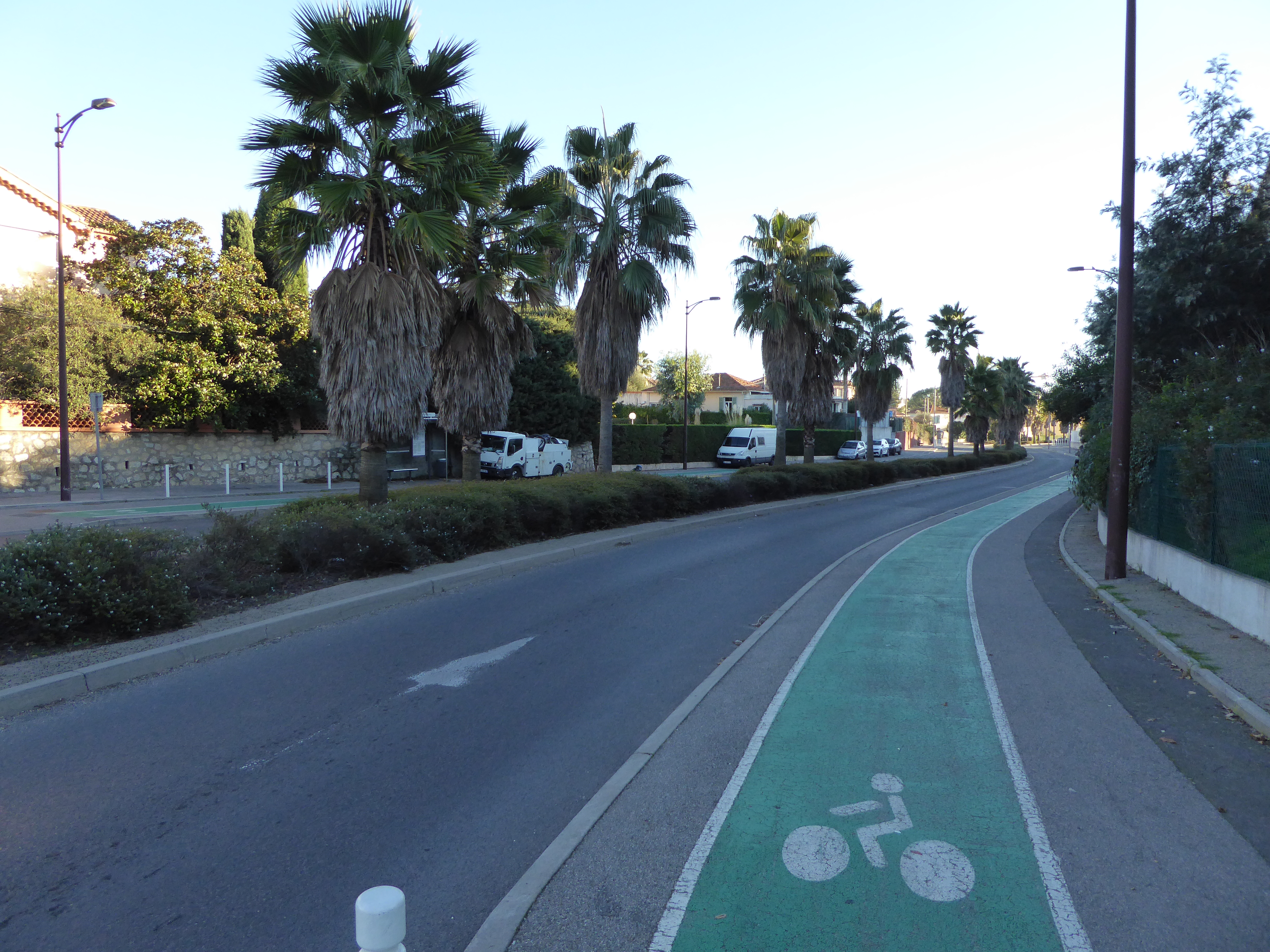
L'avenue Jules-Grec.

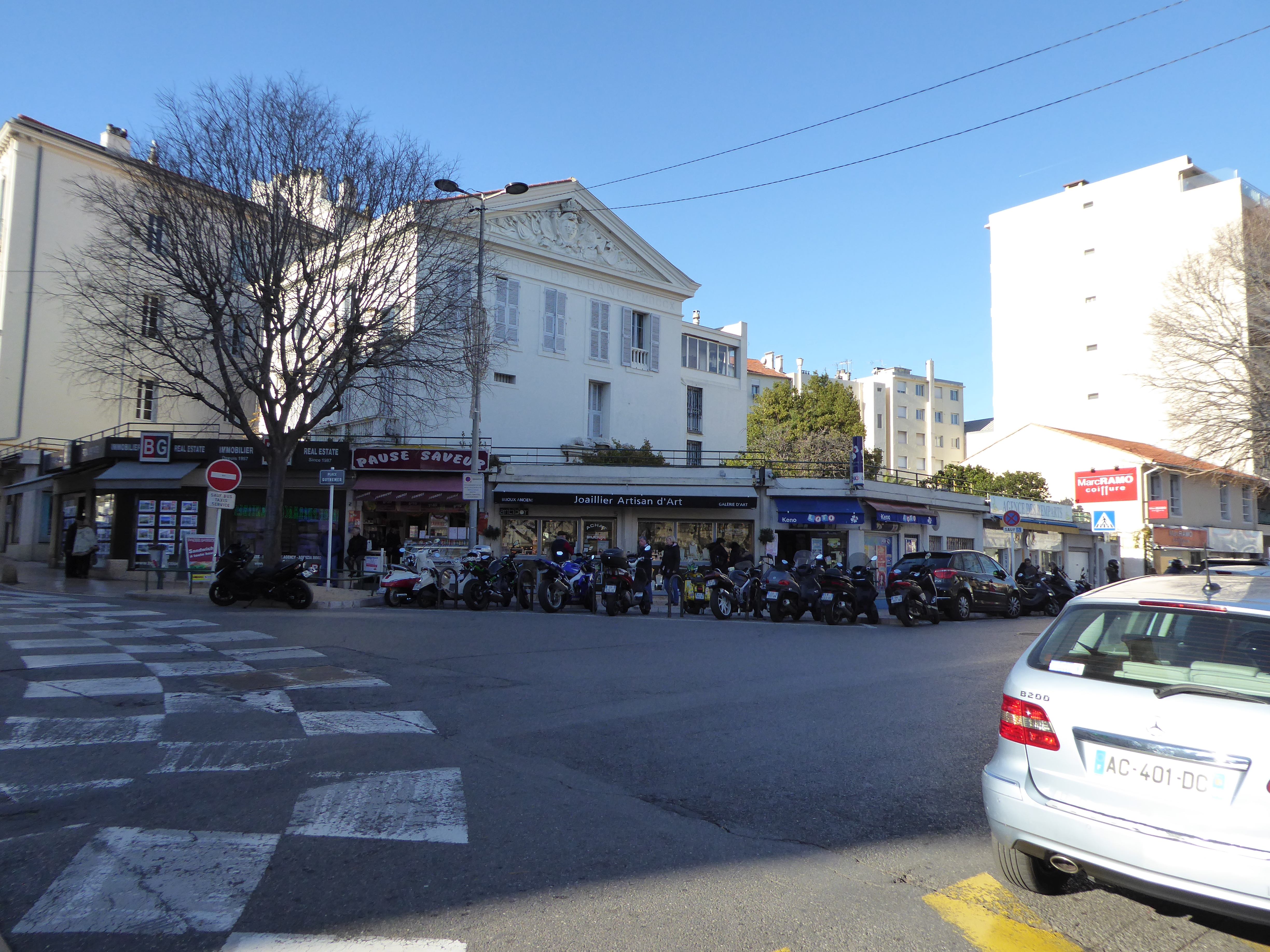
La place Guynemer.

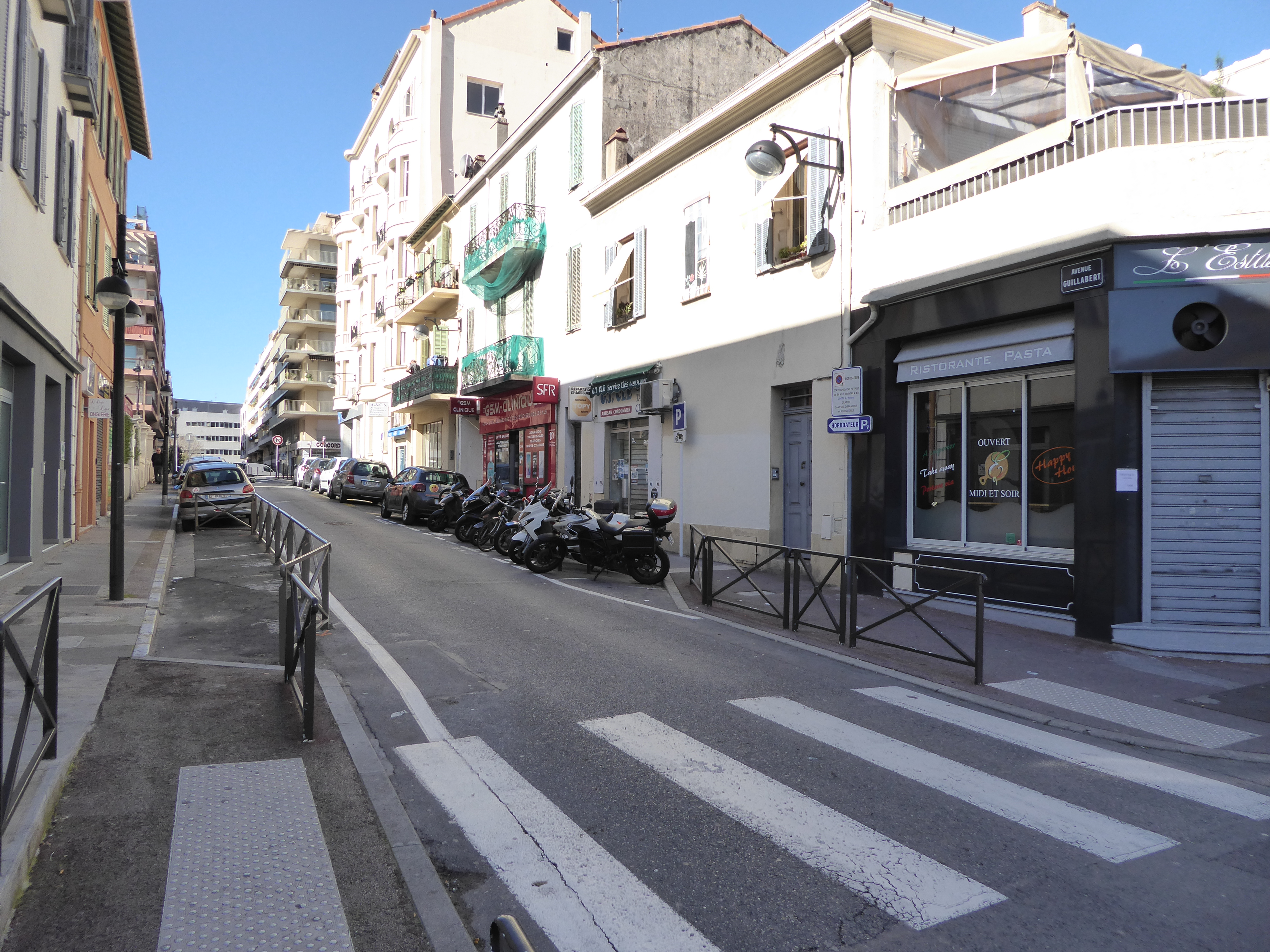
L'avenue Guillabert.

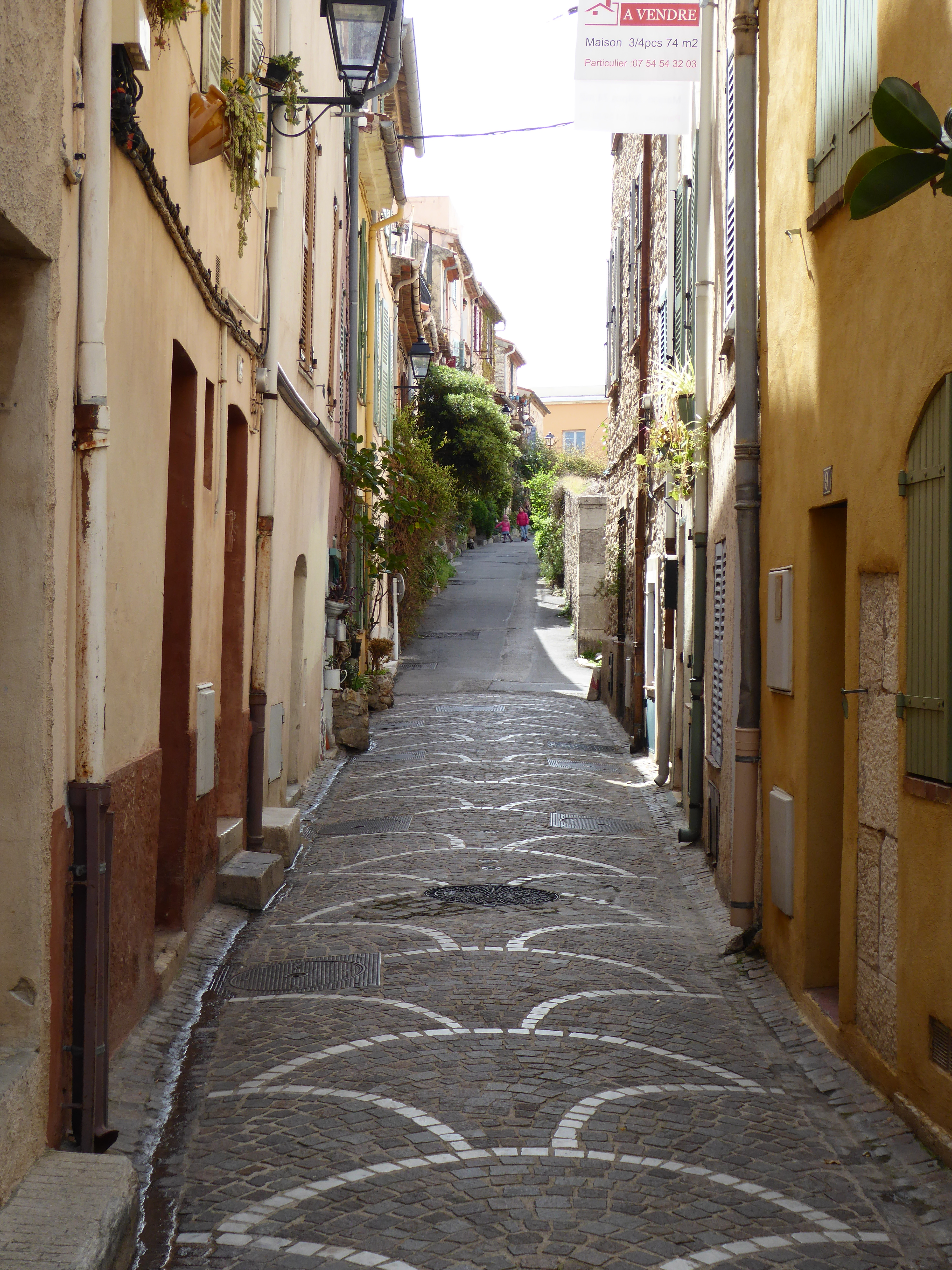
La rue du Haut-Castelet.

- Gabriel-Cordier (Place) : Gabriel Cordier (1865-1934) dirigea de 1902 jusqu'à sa mort l'Énergie électrique du littoral méditerranéen (EELM)
- Gairaud (Rue): La propriété de Edouard Gairaud, reçu de sa mère Virginie Terruse en 1858, s'étendait sur tout le quartier de Laverne[4]
- Gambetta (Avenue) : Léon Gambetta (1838-1882) fut un homme politique français républicain
- Gardiole-Bacon (Boulevard) : La Gardiole est un lieu-dit du Cap d'Antibes
- Georges-Cuvier (Avenue) : Georges Cuvier (1769-1832) fut un anatomiste français
- Georges-Gallice (Avenue)
- Georges-Gallice (Passage) : Georges Gallice acquit en 1893 des terrains situés au début de la route du Cap (à Juan LP); un petit port accroché à sa propriété deviendra le Port Gallice
- La Gardiole : Sur le Boulevard de la Garoupe, juste après les Criques du Bacon, se trouve la plage de la Gardiole.
- Gare-Juan-les-Pins (Place)
- Gare-des-Autobus (Place)
- La Garoupe : de l'occitan garopa, indique la camélée ou le daphné garou
- Garoupe (Boulevard de la)
- Garoupe (Chemin de la)
- Gaston Bourgeois (Avenue): Gaston Bourgeois (1899-1963) fut proviseur de lycée; il est nommé Juste parmi les nations en 1989, élu par le comité français pour Yad Vashem
- Gastaud (Chemin) : Pierre Gastaud (1920-2009) fut un peintre français natif de Nice et décédé à Saint-Martin-Vésubie
- Gazan (Avenue) : Honoré Théodore Maxime Gazan (1765-1845), comte de la Peyrière, fut un général français de la Révolution et de l’Empire
- Gendarmes-d'Ouvéa (Place des) : du 22 avril au 3 mai 1988 quatre gendarmes français sont tués lors d'une prise d'otages sur l'île d' Ouvéa
- Général-Andréossy (Impasse) : voir ci-dessous
- Général-Baron-d'Andreossy (Rue) : Le baron Victor Antoine Andréossy (1747-1819, mort à Antibes fut un général français de la Révolution et de l’Empire.
- Général-Ferrié (Avenue) : Gustave Ferrié (1868-1932) fut un ingénieur et général français, pionnier de la radiodiffusion
- Général-de-Gaulle (Place) : Charles de Gaulle, président français
- Général-Heusch (Avenue) : Jules-Eugène-Amédée Heusch (1875-1934) fut général de division et membre du Comité technique du génie le 30 septembre 1927, commandant de la 10e division d'infanterie (France) le 5 mai 1929 et commandant de la 5e région militaire (à Orléans) du 4 décembre 1931 au 7 septembre 1934
- Général-Maizière (Avenue) : Ulrich de Maizière (1912-2006) fut un général allemand, issu d’une famille de la noblesse huguenote originaire de Maizières-lès-Metz.
- Général-Vandenberg (Rue du) : Charles Alexis Vandenberg (Antibes 1858- Antibes 1942) fut un officier français, Général de division qui s'est distingué au cours de campagnes militaires en Afrique du Nord et au Tonkin, ainsi que pendant la Première Guerre mondiale
- Général-Vautrin (Boulevard) : Jean Vautrin (1897-1943) fut un résistant français
- Général-Baron-Vial (Avenue) : Honoré Vial (Antibes 1766- Leipzig 1813) fut un général français de la Révolution et de l'Empire.
- Genêts (Allée des) : Les genêts sont des arbustes ou arbrisseaux appartenant à la famille des Fabaceae
- Georges-Bizet (Avenue) : Georges Bizet (1838-1875) fut un compositeur français
- Georges-Clemenceau (Rue) : Georges Clemenceau (1841-1929) fut président du Conseil de 1906 à 1909 puis de 1917 à 1920
- Georges-Moulié (Place): Georges Moulié (17/7/1934-23/4/1988) major commandant l'escadron de gendarmerie mobile 7/22 d'Antibes; victime d'une attaque de la gendarmerie locale de Fayaoué (Ouvéa) le 22/04/1988 par un groupe de partisans du FLNKS; décédé le lendemain à l'hôpital de Sydney; capitaine à titre posthume
- Georges-V (Avenue) : George V (1865-1936) fut roi du Royaume-Uni et des dominions et empereur des Indes du 6 mai 1910 jusqu'à sa mort
- Géraniums (Allée des)
- Gilbert-Auvergne (Rond-Point): Gilbert Auvergne (1905-Antibes 1976) est un athlète français, spécialiste des épreuves de sprint
- Goa (Rue de) : Goa est un État de la côte sud-ouest de l'Inde
- Gouverneur-de-Chavannes (Rue) : Fortuné-Charles de Chavannes (1853- Antibes, 1940) fut un administrateur colonial français
- Grand-Cavalier (Avenue du)
- Grand-Pin (Avenue du)
- Grands-Ducs (Avenue des)
- Grasse (Route de) : Cette voie fut celle qui jadis menait en direction de Grasse, ville au nord d'Antibes
- Grillons (Allée des) : Les grillons sont une famille d'insectes orthoptères du sous-ordre des ensifères
- Grimpette (Chemin de la)
- Grimpette (Traverse de la)
- Les Groules
  - Groules (Boulevard des)
  - Groules (Chemin des)
- Guérande (Chemin de) : Guérande est une commune de l'Ouest de la France, située dans le département de la Loire-Atlantique, connue pour le sel
- Guide (Avenue) : Henri Guide, maire d'Antibes de 1797 à 1799
- Guillabert (Avenue) : André Guillabert (1918-2010) fut un avocat, homme politique et diplomate sénégalais, plusieurs fois ministre, député, sénateur, maire de Louga et de Saint-Louis
- Guillaume-Apollinaire (Boulevard) : Guillaume Apollinaire (1880-1918) fut un poète et écrivain français
- Guillaumont (Rue) : Charles Guillaumont, maire d'Antibes de 1925 à 1929 et de 1948 à 1950
- Gustave-Raymond (Chemin)
- Gustave-Chancel (Boulevard) : Gustave-Évariste Chancel (1859-1926) fut maire d'Antibes de 1901 à 1914
- Guy-de-Maupassant Juan (Avenue) : Guy de Maupassant (1850-1893) fut un écrivain et journaliste littéraire français
- Guynemer (Place) : Georges Guynemer (1894-1917) est l'un des pilotes de guerre français les plus célèbres de la Première Guerre mondiale

- Haut – A
- B
- C
- D
- E
- F
- G
- H
- I
- J
- K
- L
- M
- N
- O
- P
- Q
- R
- S
- T
- U
- V
- W
- X
- Y
- Z

## H
- Hector-Berlioz (Avenue) : Hector Berlioz (1803-1869) fut un compositeur, chef d'orchestre, critique musical et homme de lettres français
- Henri-Doniol (Avenue) : Jean Henri Antoine Doniol (1818-1906) fut un historien et haut fonctionnaire français
- Henri-Duvernois (Avenue) : Henri Duvernois (1875-1937), nom de plume d'Henri-Simon Schwabacher, fut un écrivain, scénariste et dramaturge français
- Henri-Laugier (Rue) : Henri Laugier (1888-Antibes 1973) fut un physiologiste français
- Henri-Rambaud (Quai) : Henri Rambaud fut maire d'Antibes de 1950 à 1953
- Honneur (Quai d')
- Honoré-Ferrare (Rue) : soldat du 111e régiment d'infanterie tombé pour la patrie le 20 août 1914
- Honoré-Verola (Quai) : Jean-Honoré Verola fut syndic de Coaraze (1834-1835)
- Horizon (Boulevard de l')
- Horloge (Rue de l')
- Hôtel-des-Postes (Rue de l')

- Haut – A
- B
- C
- D
- E
- F
- G
- H
- I
- J
- K
- L
- M
- N
- O
- P
- Q
- R
- S
- T
- U
- V
- W
- X
- Y
- Z

## I
- Îles (Chemin des)
- Îles (Rue des)
- Iles-Parc-Saramartel (Avenue des)
- Îlette (Avenue de l')

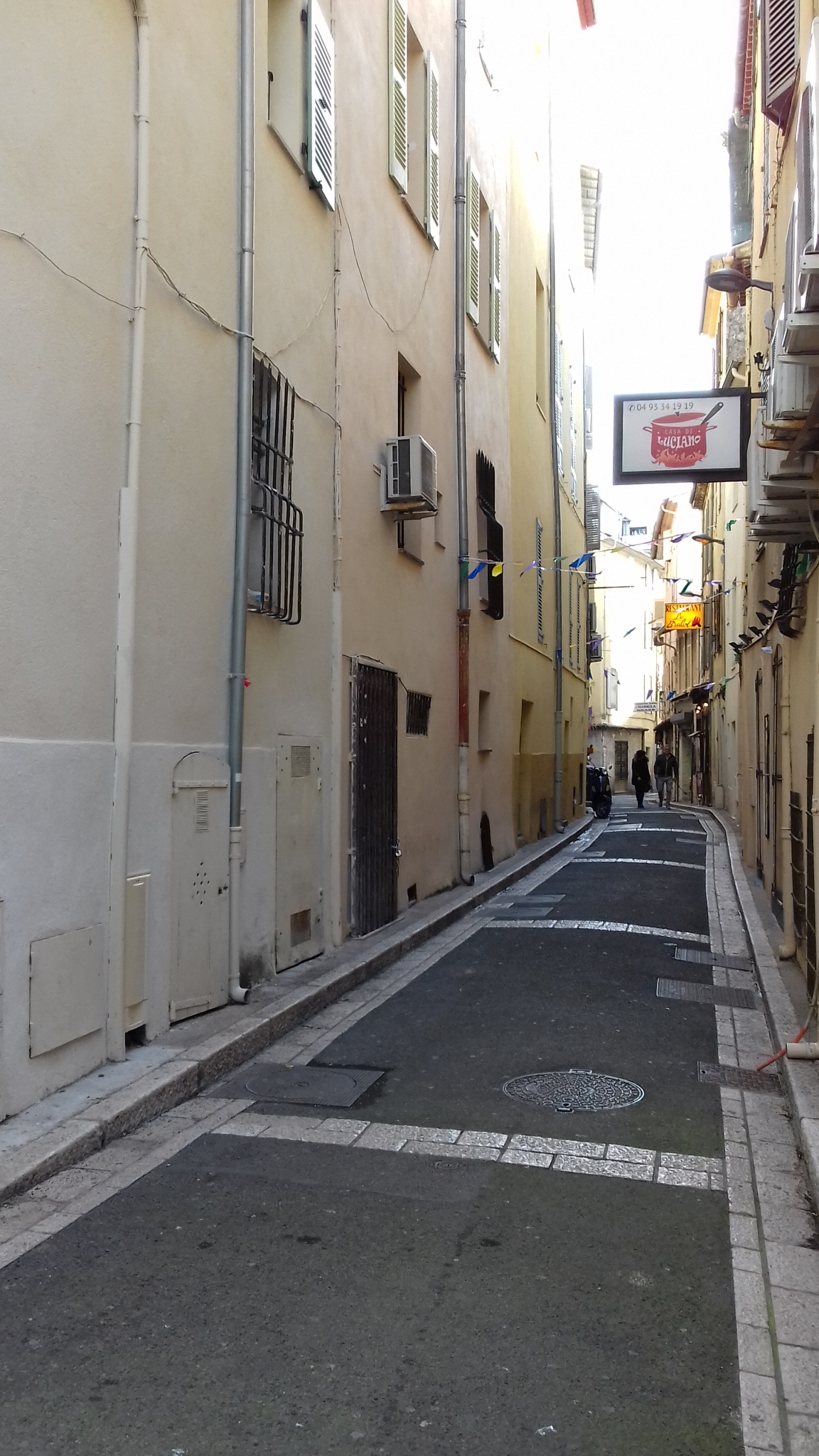
La rue Frédéric-Isnard.

- Indicas (Chemin des): L' indica est une plante herbacée annuelle de la famille Cannabaceae, désormais considérée comme l'unique espèce du genre botanique Cannabis
- Iris (Traverse des): L'Iris est un genre de plantes vivaces à rhizomes ou à bulbes de la famille des Iridacées
- Isle (Rue de l'): L'Isle est une rivière du sud-ouest de la France dans la région Nouvelle-Aquitaine, et un affluent de la Dordogne

- Haut – A
- B
- C
- D
- E
- F
- G
- H
- I
- J
- K
- L
- M
- N
- O
- P
- Q
- R
- S
- T
- U
- V
- W
- X
- Y
- Z

## J

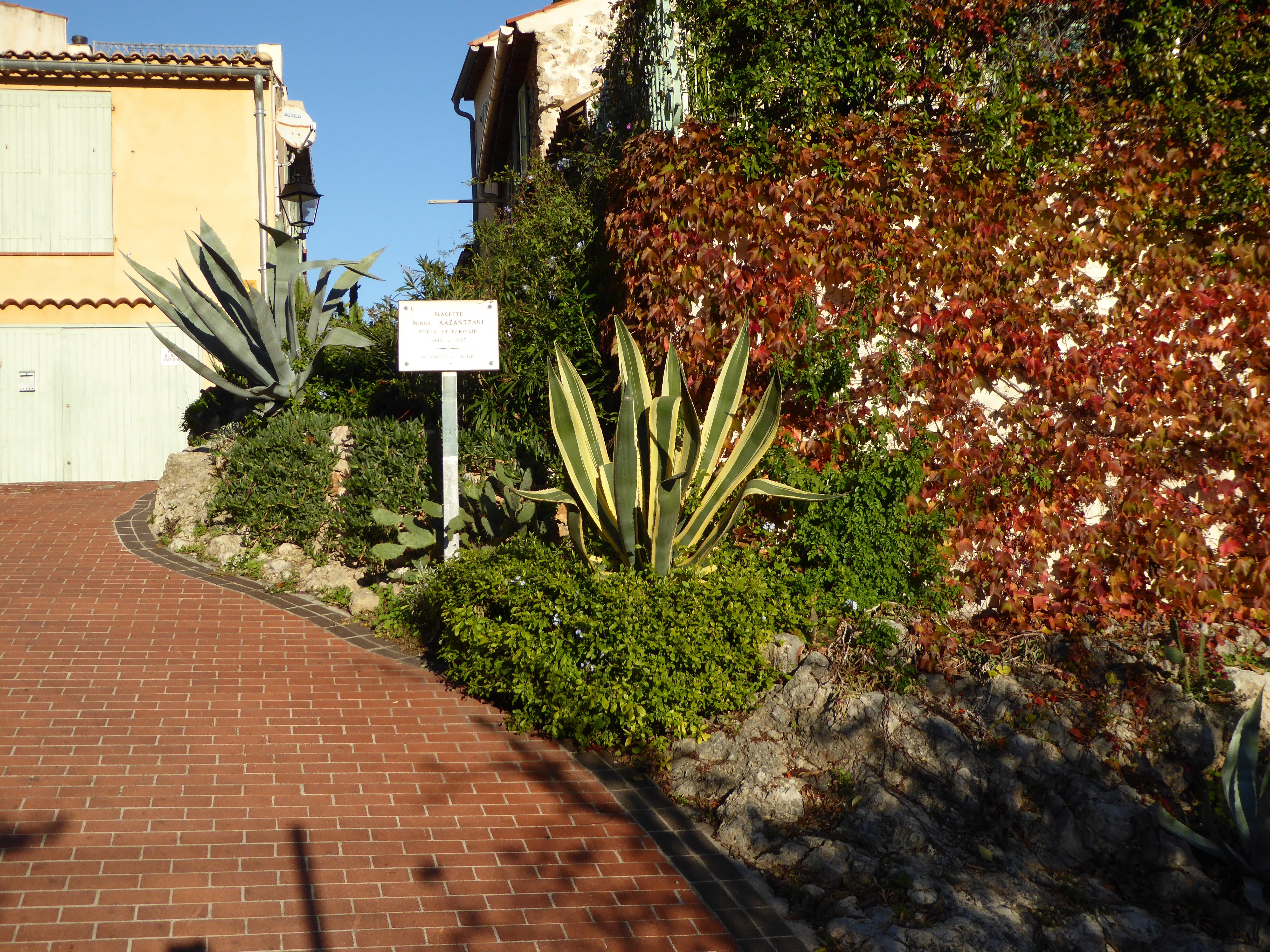
La placette Kazantzakis.

- Jacques-Audiberti (Place) : Jacques Audiberti, écrivain, poète et dramaturge français, né le 25 mars 1899 à Antibes (+Paris, 1965)
- Jacques-Cartier (Avenue) : Jacques Cartier (1491-1557) fut un navigateur, explorateur et écrivain français
- James-Close (Impasse)
- James-Close (Rue) : Le chevalier James Close, ancien banquier du roi de Naples François II, s'établit en 1864 à Antibes et y achète 17 000 m2 de terrains au Cap et réalise la première spéculation foncière d’Antibes. Il succombe à une crise cardiaque en 1865 et laisse les travaux inachevés.
- James-Wyllie (Boulevard) : James Wyllie (°1820), philanthrope écossais habita la villa Eilenroc du Cap d'Antibes, après son retour d'Inde; il fait aménager le parc par des jardiniers aussi célèbres que Ringuisen; champion au jeu de dames
- Jardin-Secret (Rue du)
- Jardin-des-Roses (Impasse, du)
- Jazz (Rond-Point du)
- Jean-Aude (Place)
- Jean-Joannon (Rue)
- Jean-de-la-Fontaine (Allée) : Jean de La Fontaine (1621-1695) fut un poète français, connu pour ses fables
- Jean-Giraud (Quai) : le commandant Jean-Baptiste Giraud[2] (1772-1813), officier volontaire promu capitaine de la 69e brigade le 1er avril 1799, mort au siège de Castro Urdiales
- Jean-Marie-Charcot (Avenue)
- Jean-Marie Poirier (Parking) : Jean-Marie Poirier (homme politique) (1929-2007) fut un enseignant, journaliste et homme politique français
- Jean-Mensier (Impasse) : À partir de 1923, le Colonel Mensier administra une Société Civile Familiale appelée à sauvegarder la Chapelle Saint Jean
- Jean-Mermoz (Avenue) : Jean Mermoz (1901-1936) fut un aviateur français, figure légendaire de l'Aéropostale, surnommé l' Archange
- Jean-Michard-Pellissier (Avenue) : Jean Michard-Pellissier (1909-1976) fut un homme politique français
- Jean-Moulin (Esplanade): Jean Moulin (1899-1943) fut un haut fonctionnaire et résistant français
- Jeanne-d'Arc (Avenue) : Jeanne d'Arc (1412-1431) fut une héroïne de l'histoire de France, chef de guerre et sainte de l'Église catholique
- John-Fitzgerald-Kennedy (Boulevard) : John Fitzgerald Kennedy (1917-1963) fut le 35e président des États-Unis.
- Joliette (Impasse de la) : La Joliette est un quartier de Marseille
- Jonnard (Rue) : Paul Jonnard-Pacel fut un graveur et reproducteur d'art français entre 1863 et sa mort (+1902)
- Jonquet (Avenue du)
- Jonquet (Impasse du)
- Jonquilles (Avenue des)
- Juan (Impasse)
- Jules-Blanc (Avenue) : Jules Blanc (1881-1960) fut une personnalité du Parti communiste français.
- Jules-Constant (Avenue)
- Jules-Grec (Avenue) : Jules Grec fut professeur et directeur de l'école d'horticulture fut maire d'Antibes de 1935 à 1941
- Jules-Verne (Avenue) : Jules Verne (1828-1905) fut un écrivain français dont l'œuvre est, pour la plus grande partie, constituée de romans d'aventures évoquant les progrès scientifiques du XIXe siècle
- Julien-Baudino (Quai) : pilote du port d'Antibes (1945-1974), président de la corporation des Marins (1977-1996), conseiller municipal, commandeur de l'Ordre du Mérite maritime

- Haut – A
- B
- C
- D
- E
- F
- G
- H
- I
- J
- K
- L
- M
- N
- O
- P
- Q
- R
- S
- T
- U
- V
- W
- X
- Y
- Z

## L
- La Baume (Rue de)
- Laborde (Chemin de)

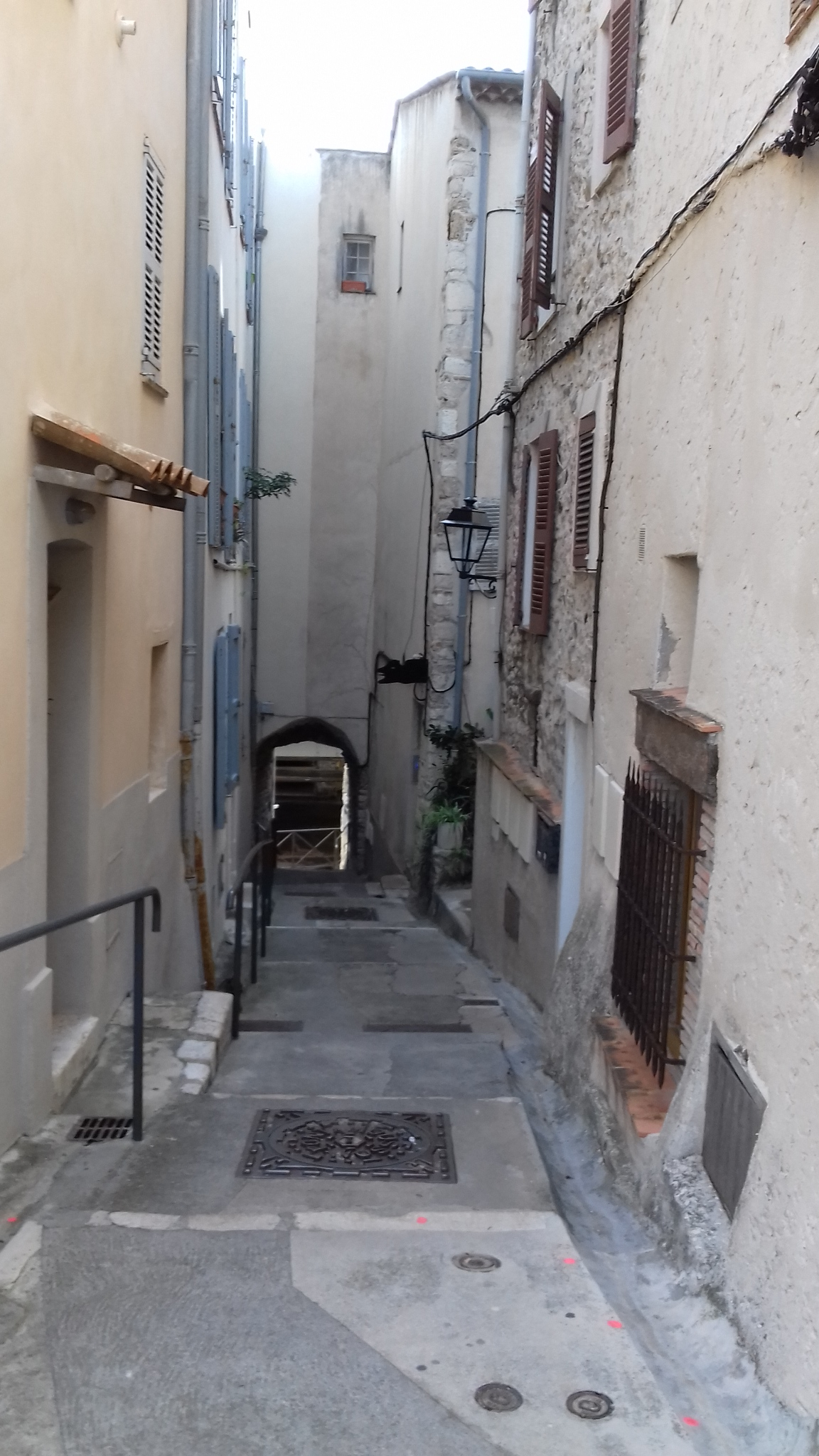
La rue René-Laporte.

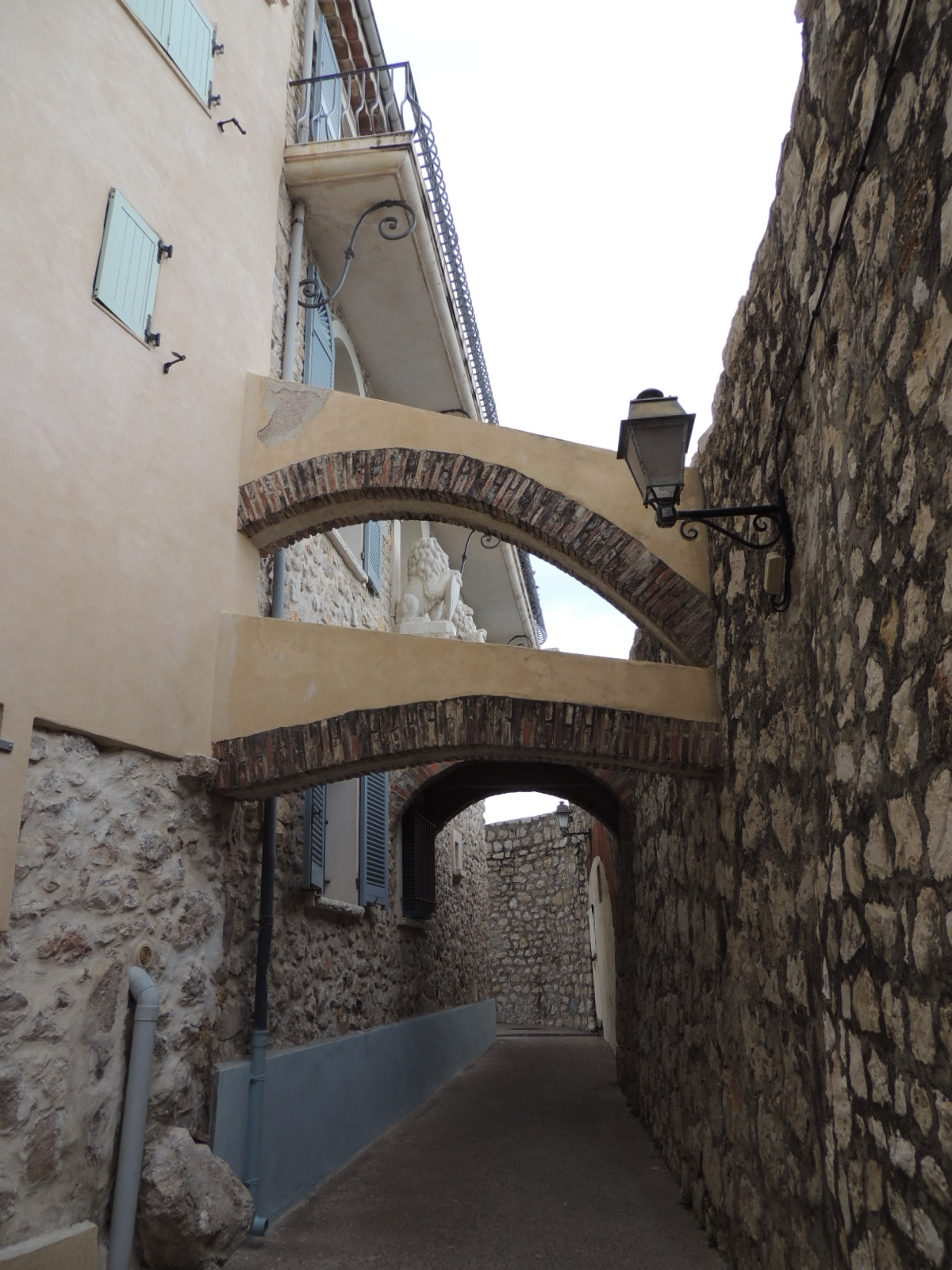
La rue du Lavoir.

- Lacan (Rue): Jacques Lacan (1901-1981) fut un psychanalyste français
- Lamartine (Avenue) : Alphonse de Lamartine (1790-1869) fut un poète, romancier, dramaturge français et personnalité politique
- Lamberts (Route des)
- Latone (Avenue de)
- Lauriers (Avenue des)
- Lauriers (Chemin des)
- Lauvert : quartier dit de Saint-Maymes-Lauvert.
  - Lauvert (Chemin de)
  - Lauvert Sud
  - Bas-Lauvert
  - Haut-Lauvert
- Laval
- Laverne (Avenue de)
- Lavoir (Rue du) : lavoir de la Tourraque où les ménagères faisaient la bugade
- Lentisques (Boulevard des): le lentisque est un arbrisseau qui croît dans le Midi et dont on tire la résine connue sous le nom de mastic
- Lentisques (Impasse des)
- Lérins (Avenue de) : Les îles de Lérins forment un archipel français situé en Méditerranée au large de Juan-les-Pins
- Libération (Avenue de la)
- Liberté (Cours de la)
- Lierres (Allée des)
- Line-Renaud-Loulou-Gasté (Rue): Line Renaud (°1928) est une chanteuse, meneuse de revue et actrice française; son mari, Loulou Gasté (1908-1995) fut un compositeur français de chansons
- Liserons (Chemin des) : le liseron est un nom vernaculaire ambigu désignant en français certaines plantes herbacées vivaces à rhizome plus ou moins charnu
- Lits-Militaires (Chemin des)
- Long (Camp)
- Longo-Maï (Chemin de) : la Coopérative européenne Longo Maï est une coopérative agricole et artisanale autogérée fondée en 1973 à Limans
- Lorini (Impasse)
- Louis-Gallet (Avenue) : Louis Gallet (1835-1898) fut un librettiste et auteur dramatique français
- Louise (Avenue)
- Louise-Weiss (Square)
- Lucioles (Avenue des)
- Lycée-Jacques-Dolle (Rond-Point du)

- Haut – A
- B
- C
- D
- E
- F
- G
- H
- I
- J
- K
- L
- M
- N
- O
- P
- Q
- R
- S
- T
- U
- V
- W
- X
- Y
- Z

## M
- Magnique (Chemin)
- Maicon (Promenade)

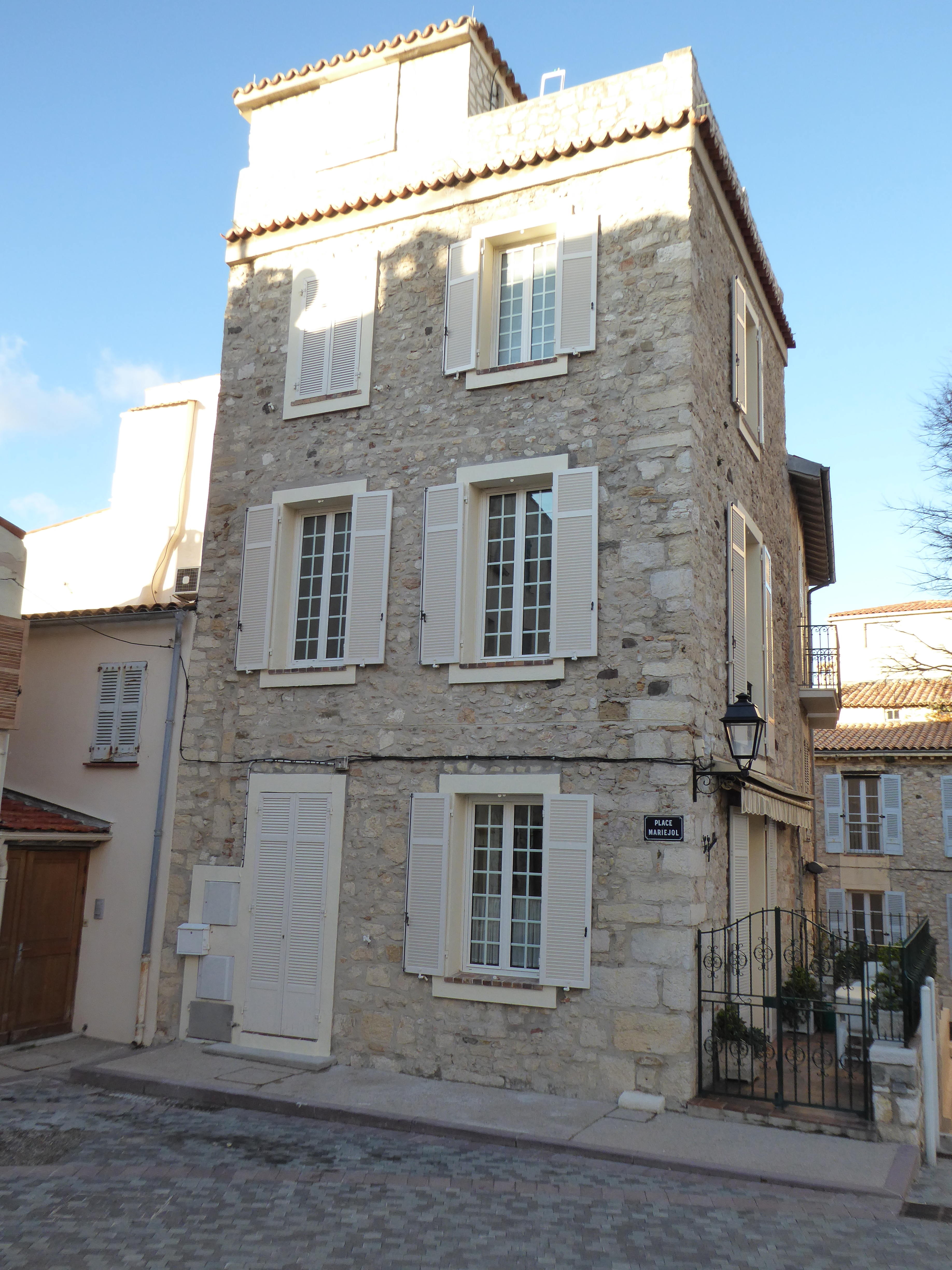
La place Mariéjol.

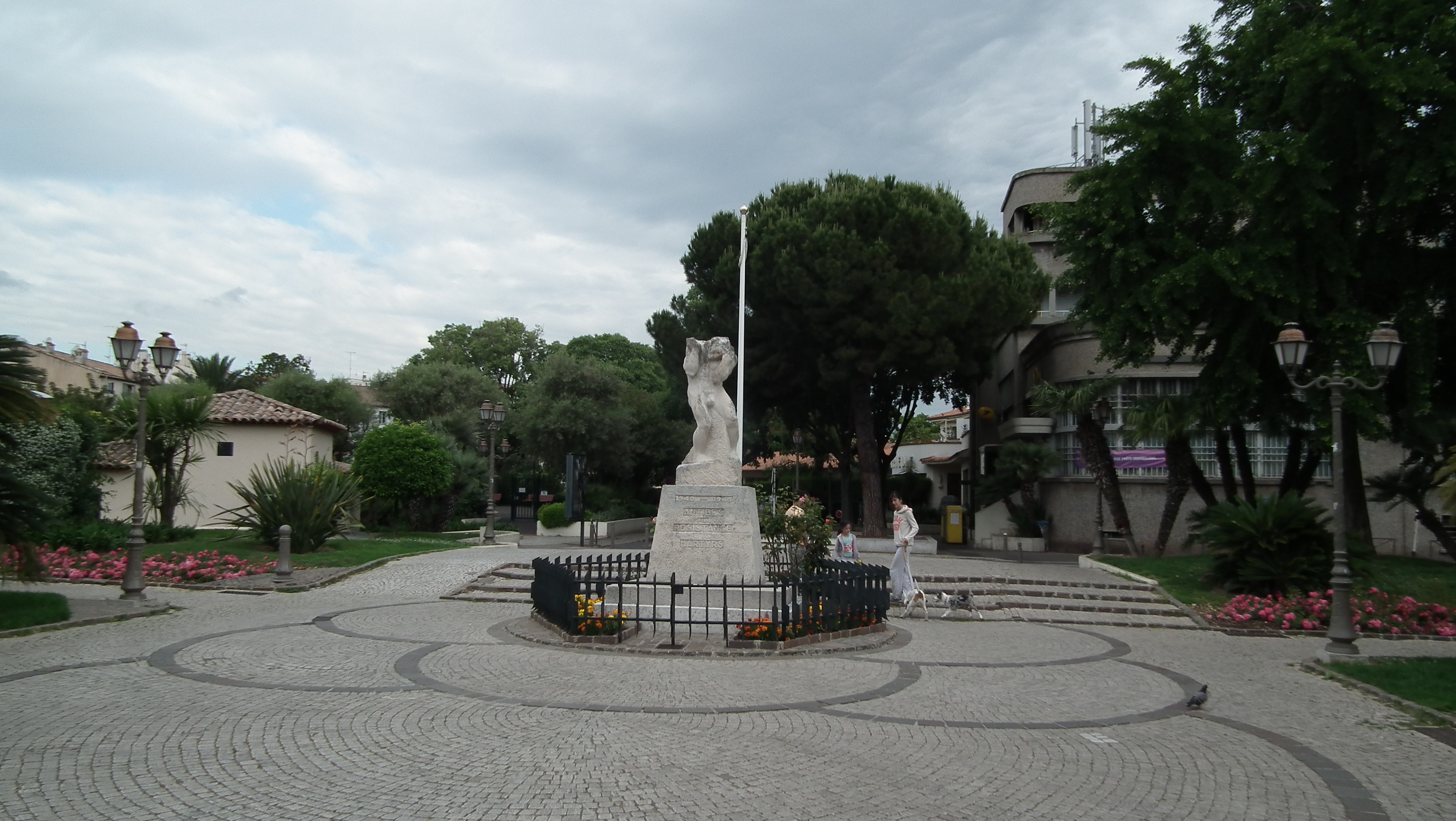
La place des Martyrs-de-la-Résistance.

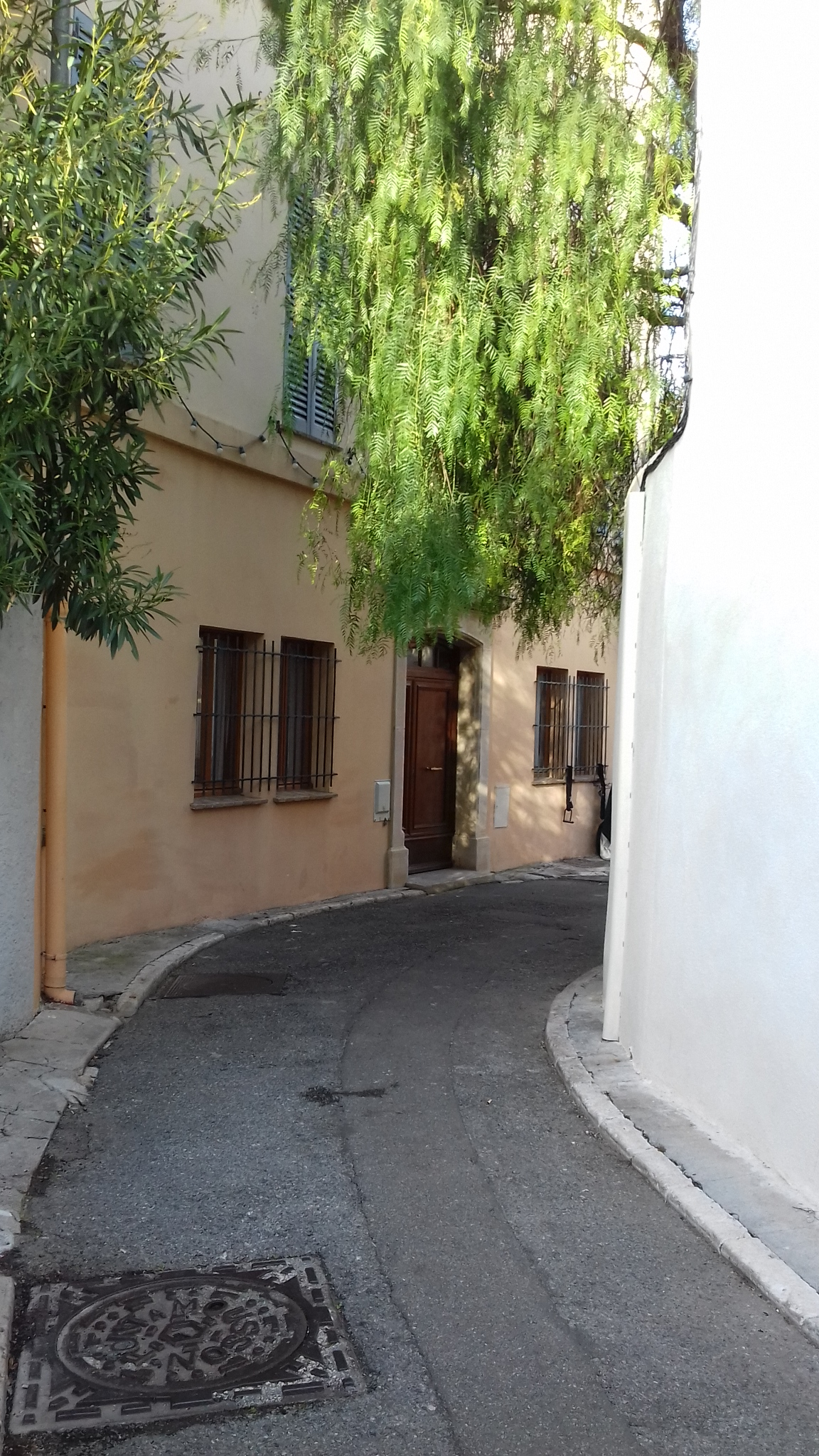
La rue du Migrainier.

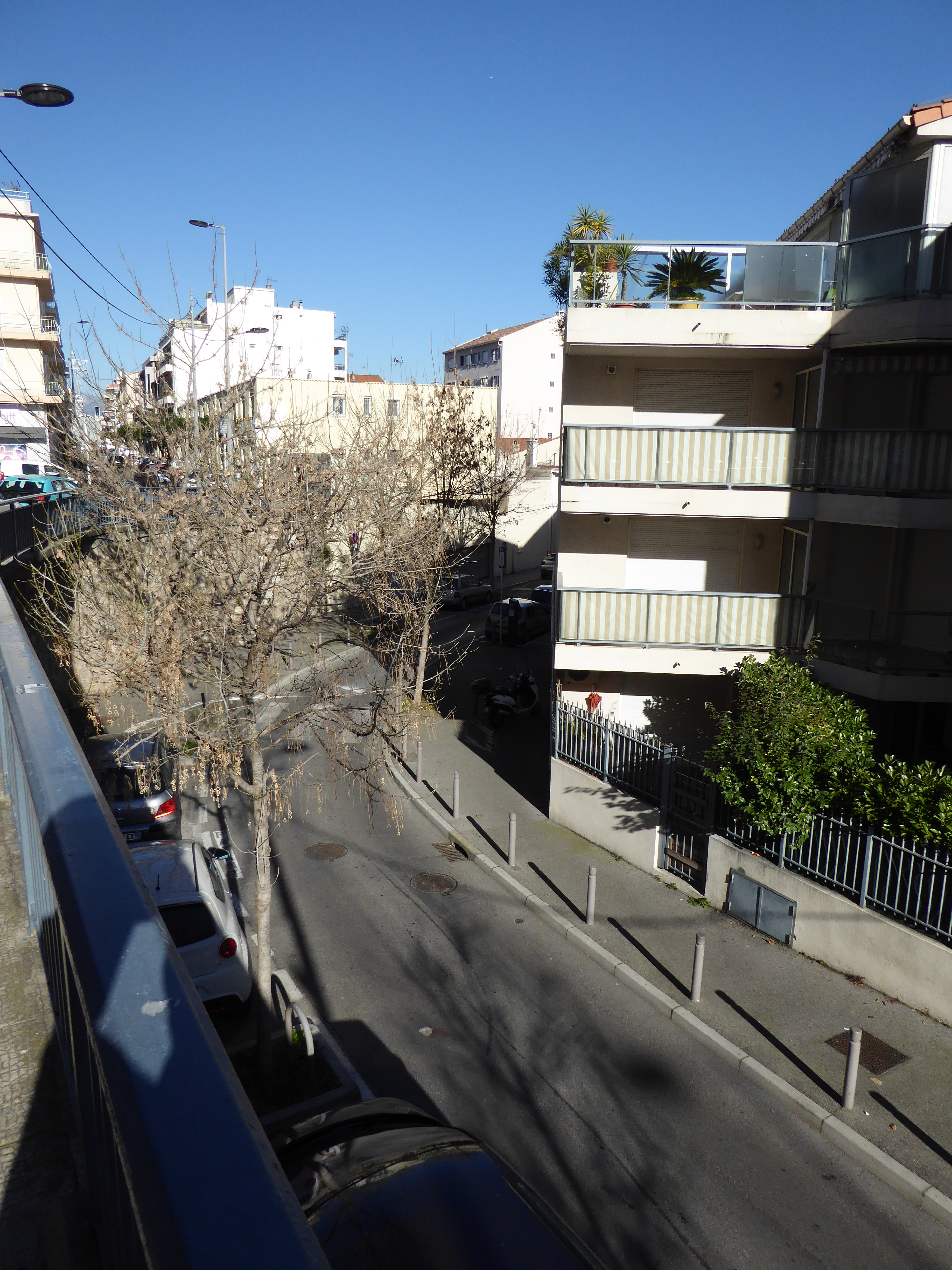
La rue Ernest-Macé.

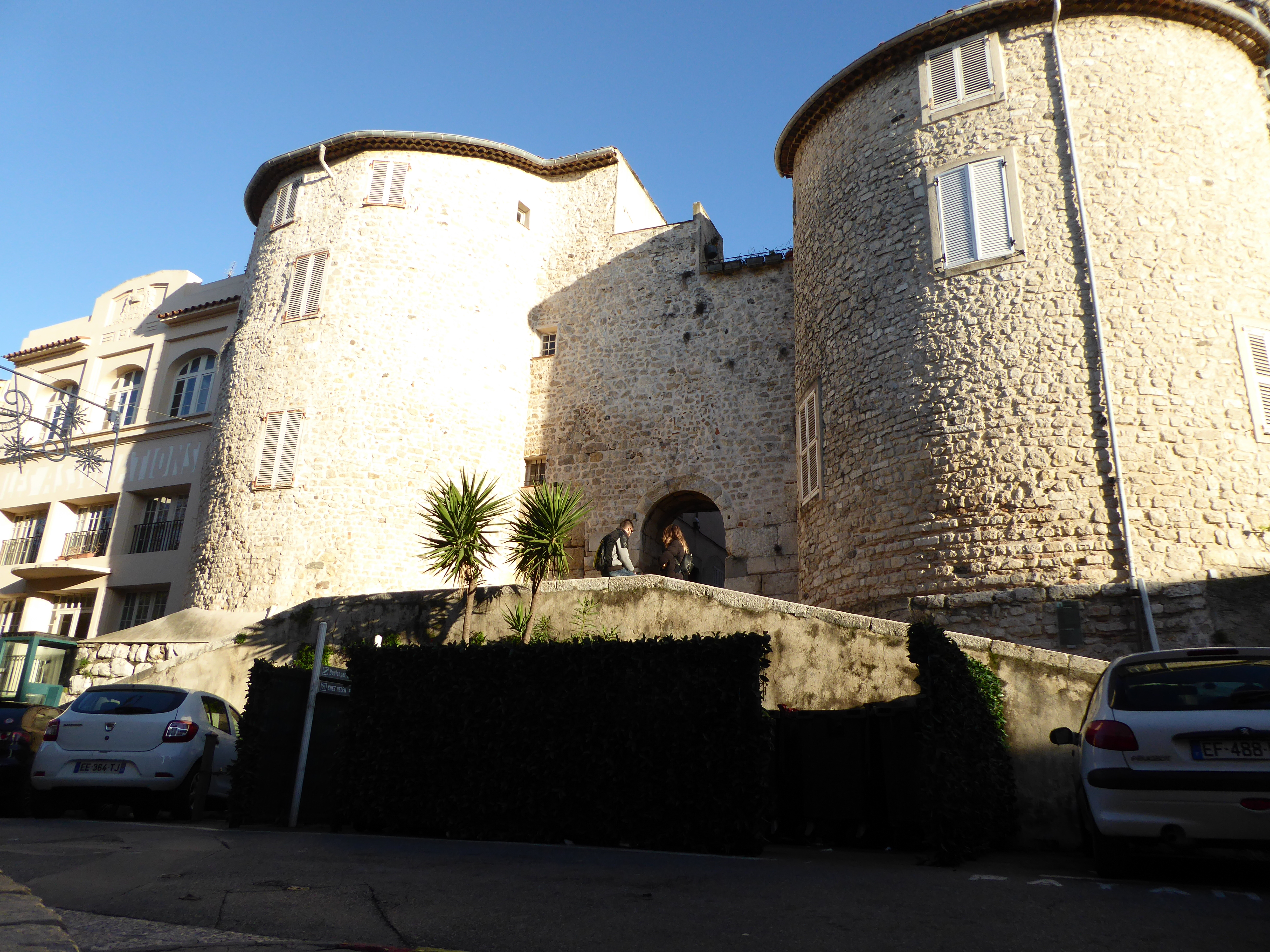
Le cours Masséna.

- Malespine (Avenue) : voir ci-dessous
- Malespine (Place) : Les (de) Malespine sont une ancienne famille noble de Provence
- Marc (Rue du)
- Marc-Pugnaire (Avenue) : Marc Pugnaire fut maire d'Antibes de 1953 à 1959
- Marcel-Gilli (Quai)
- Marcel-Paul (Rue) : Marcel Paul (1900-1982) est un homme politique français, syndicaliste et militant communiste, ministre du général de Gaulle en 1945
- Maréchal-Foch (Boulevard du) : Ferdinand Foch (1851-1929) fut un général et académicien français, maréchal de France, de Grande-Bretagne et de Pologne.
- Maréchal-Joffre (Avenue) : Joseph Joffre (1852-1931) fut un officier général français de la Première Guerre mondiale
- Maréchal-Juin (Boulevard du) : Alphonse Juin (1888-1967) fut un général d'armée élevé à la dignité de maréchal de France
- Maréchal-de-Lattre-de-Tassigny (Avenue) : Jean de Lattre de Tassigny (1889-1952) fut un officier général français, élevé à la dignité de maréchal de France
- Maréchal-Leclerc (Boulevard du) : Philippe de Hauteclocque, dit « Leclerc » (1902-1947) fut un militaire français; il est inhumé dans un tombeau de la Crypte des Invalides.
- Maréchal-Reille (Avenue) : Honoré Charles Reille (Antibes 1775- Paris 1860) fut un général français de la Révolution et de l’Empire, élevé à la dignité de maréchal de France par Louis-Philippe
- Maréchaux (Avenue des)
- Marie-Antoinette (Montée)
- Marie-Antoinette (Passage) : Marie-Antoinette de Habsbourg-Lorraine (1755-1793) fut la dernière reine de France et de Navarre
- Marie-Fischer (Voie) : Maria Fischer (1897-1962) fut une résistante autrichienne trotzkiste et antifasciste
- Marie-Guignon (Avenue)
- Mariéjol (Place) : Jean Hippolyte Mariéjol (Antibes, 1855-Antibes, 1934) fut un universitaire et historien français, spécialiste des XVIe et XVIIe siècles.
- Marronniers (Allée des)
- Martelly (Traverse) : À partir de 1923, Georges Martelly assurait la gestion d'une Société Civile Familiale appelée à gérer la chapelle Saint-Jean. En 1978, André Lescan, époux de Françoise Martelly put créer l'Association pour la Sauvegarde de la Chapelle Saint Jean
- Martyrs-de-la-Résistance (Avenue des)
- Mas-Ensoleillé (Avenue du)
- Masséna (Cours) : André Masséna (1758-1817) fut un général français de la Révolution et de l’Empire, élevé à la dignité de maréchal d'Empire par Napoléon
- La Maure
- Maures (Chemin des)
- Maurice-Lémeray (Avenue) : Maurice-Charles-Ernest Lémeray (1860-1926), ingénieur civil de la marine à Saint Nazaire et scientifique, se retira à Antibes en 1917
- Maurice-Perez (Avenue)
- Max-Jacob (Rue) : Max Jacob (1876-1944) fut un peintre, poète moderniste et romancier français.
- Max Mauray (Avenue) : Max Maurey (1866-1947) fut un auteur dramatique français, directeur du théâtre des Variétés et du Grand-Guignol
- Meissonnier (Avenue) : Jean-Louis Ernest Meissonier (1815-1891) fut un peintre et sculpteur français, spécialisé dans la peinture historique militaire
- Mer (Rond-Point de la)
- Michel-Genty (Passage souterrain): Michel Genty (°1949) est un artiste contemporain français
- Midi (Avenue du)
- Migrainier (Rue du) : migrainier est le nom local donné au grenadier
- Millot (Chemin de) : Pierre Millot (1892-1916), soldat antibois du 104e Régiment d'Artillerie Lourde tué à l'ennemi à Rahmanli (Macédoine) le 10 novembre 1916
- Millot-Nord (Chemin de)
- Mimosas (Allée des)
- Mimosas-Juan-les-Pins (Allée, des)
- Miquelis-Raybaud (Rue) : Séraphin Miquelis, tombé le 7 mars 1915 à Reichacherkoph (68) et Édouard Eugène Raybaud, tombé le 20 septembre 1914 à Nouvron-Vingré (02) furent des victimes de la 1re guerre mondiale
- Mirabeau (Avenue)
- Miramar (Avenue)
- Miramar (Parc)
- Mont-Fleuri (Traverse du)
- Mont-Plaisant (Impasse du)
- Mont-Saint-Jean (Avenue du)
- Montfleury (Chemin)
- Mosquée (Chemin de la)
- Motels (Avenue des)
- Mouettes (Allée des)
- Mougins (Chemin des)
- Les Moulieres
- Moulin-à-Vent (Impasse du)
- Mozart (Avenue)
- Mrs-LD-Beaumont (Avenue) : veuve du richissime américain Louis Dudley Beaumont; elle fit don de la Villa Eilenroc à la ville d'Antibes
- Mûriers (Avenue des)
- Muterse (Avenue) : Auguste Muterse (1809-Antibes 1879) fut capitaine de vaisseau et commandeur de la Légion d'honneur
- Myrtes (Allée des)

- Haut – A
- B
- C
- D
- E
- F
- G
- H
- I
- J
- K
- L
- M
- N
- O
- P
- Q
- R
- S
- T
- U
- V
- W
- X
- Y
- Z

## N
- Nationale 7
- Napoléon (Impasse)
- Nationale (Place)
- Nations (Boulevard des)
- Nice (Avenue de)
- Nice (Route de)

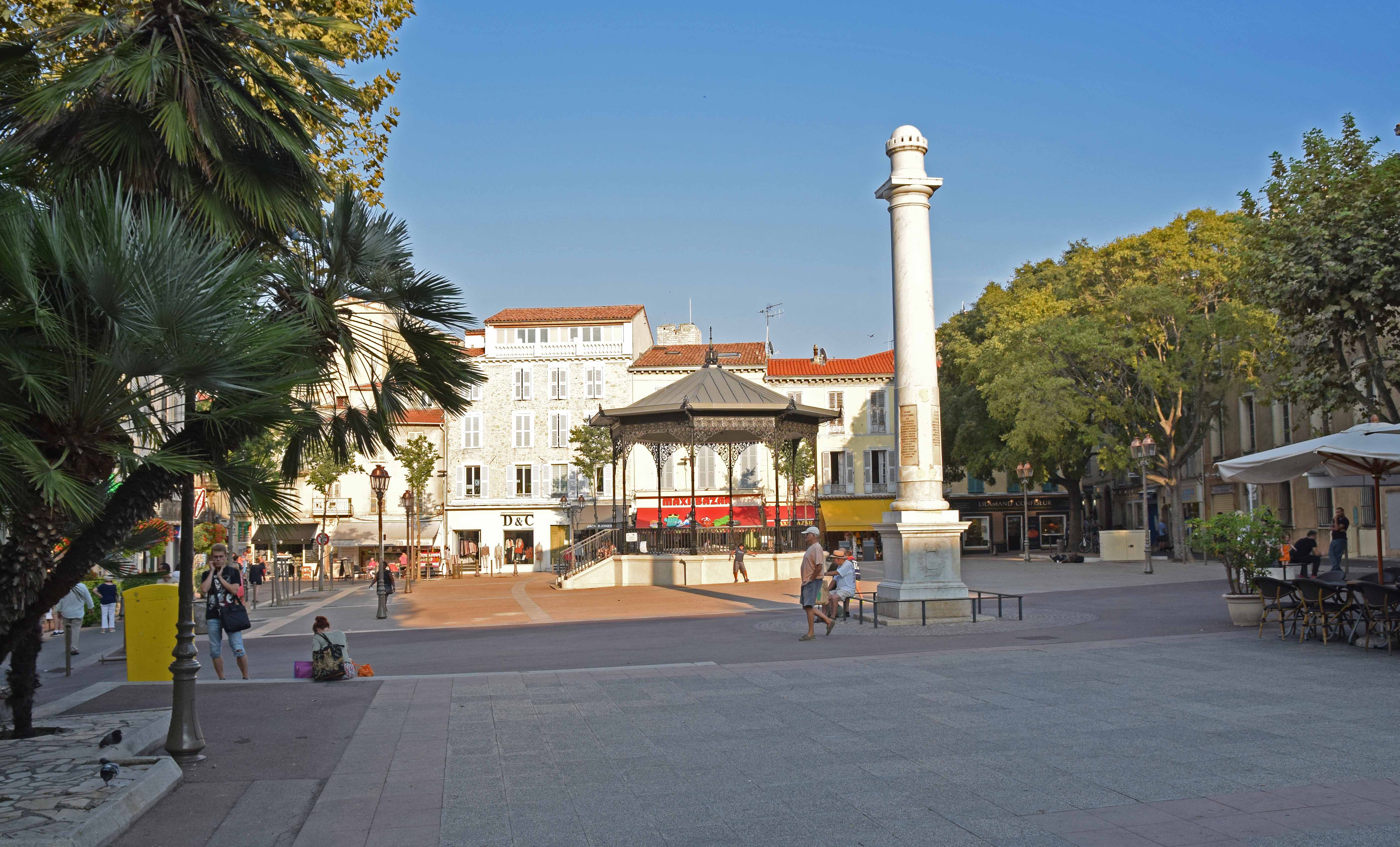
Place Nationale.

- Nicolas-Aussel (Avenue) : variété de rose introduite en France par Jean-Marie Gaujard en 1930 sous le nom de Madame Nicolas Aussel; elle fut décorée de la médaille d'or comme plus belle rose de France le 15 septembre 1931
- Les Nielles
  - Nieilles (Chemin des) : la nielle des blés (Agrostemma githago), est une espèce de plante herbacée annuelle de la famille des Caryophyllaceae en voie de raréfaction
  - Nielles (Traverse des)
- Nikos-Kazantzakis (Placette) : Níkos Kazantzákis (1883- 1957), écrivain grec qui passa une partie de son exil à Antibes
- Niquet (Avenue) : Antoine Niquet (1640-1726) fut ingénieur général des fortifications de Provence, de Dauphiné, de Languedoc
- Noblemaire (Rue) : Gustave Noblemaire (1832 - 1924) fut un ingénieur des mines et industriel, qui a fait presque toute sa carrière dans les chemins de fer
- Notre-Dame
- Notre-Dame (Chemin)
- Notre-Dame (Avenue)
- Notre-Dame (Boulevard)
- Notre-Dame d'Entrevignes (Avenue) : la chapelle Notre-Dame-d'Entrevignes est une chapelle catholique située en France sur la commune de Sigale
- Nouvelle-Orléans (Carrefour de la)
- Nova-Antipolis (Rond-Point)
- Numéro 10 (Avenue)
- Numéro 6 (Avenue)

- Haut – A
- B
- C
- D
- E
- F
- G
- H
- I
- J
- K
- L
- M
- N
- O
- P
- Q
- R
- S
- T
- U
- V
- W
- X
- Y
- Z

## O

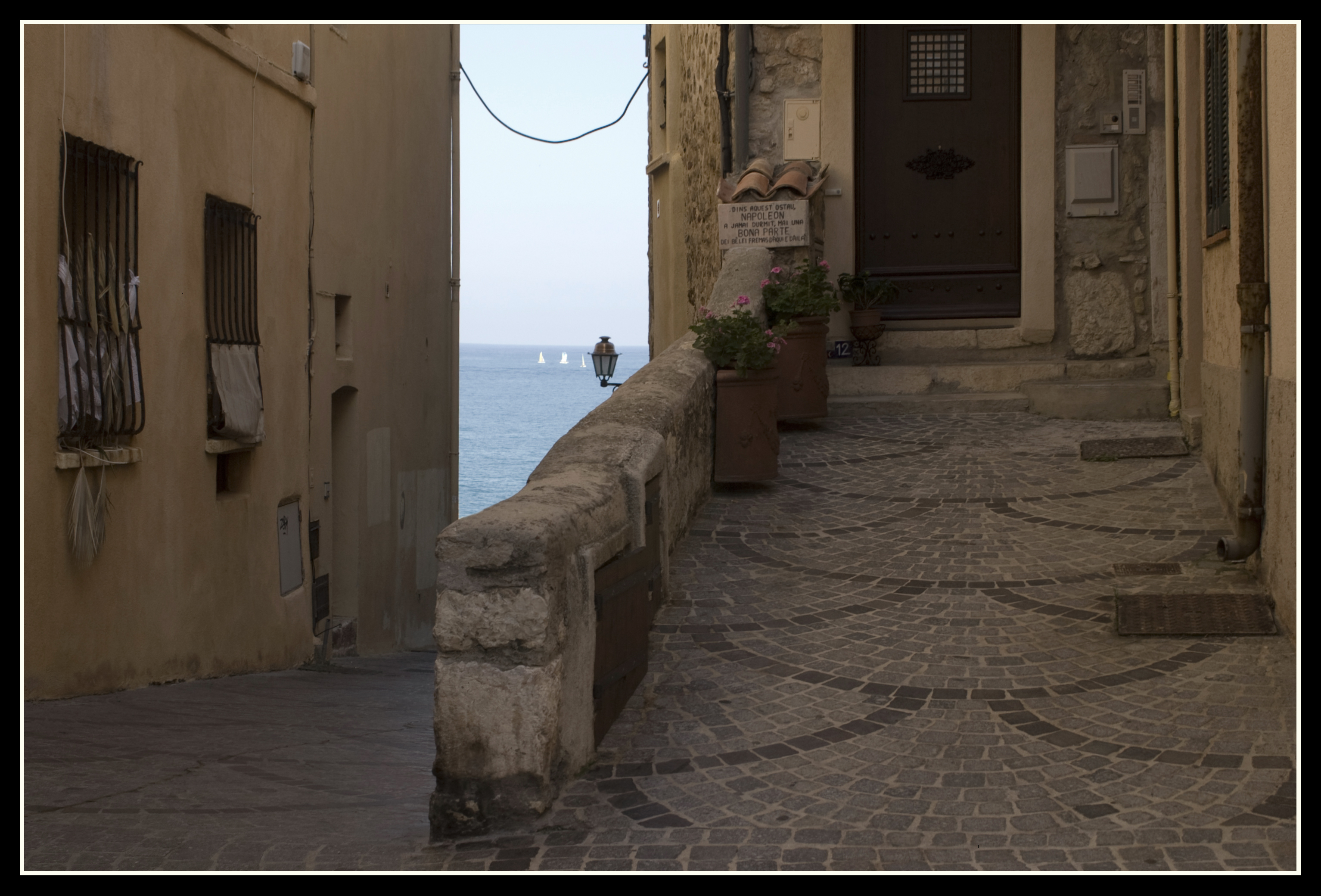
La rue de l'Orme.

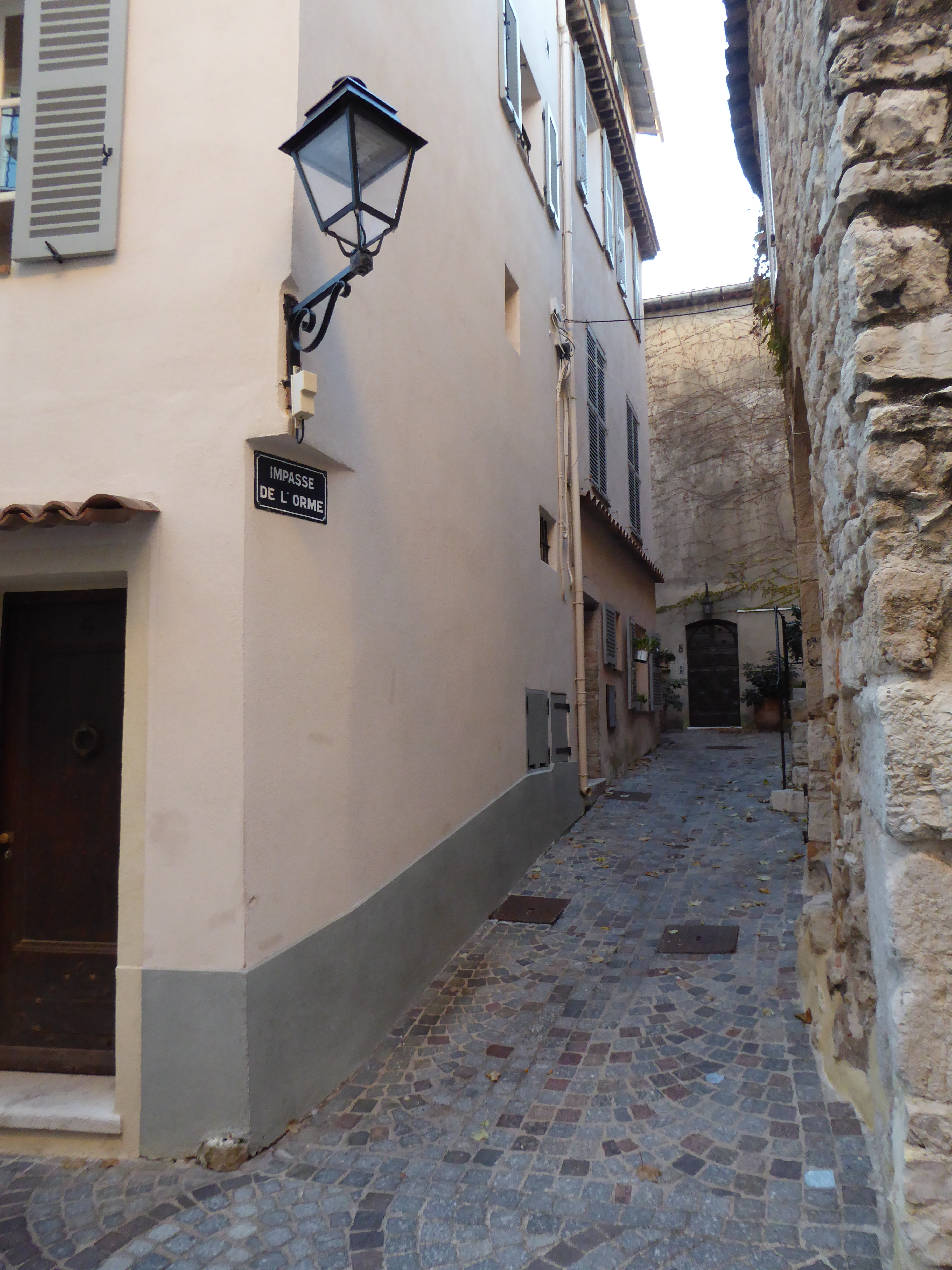
L’ impasse de l'Orme.

- Œillets (Impasse des) : l’Œillet est un nom vernaculaire ambigu désignant en français diverses plantes herbacées, souvent utilisées comme fleurs à couper, jadis spécialité d'Antibes
- Oiseaux (Avenue des)
- Olivette (Chemin de l') : une olivette peut désigner une oliveraie, olivaie ou une petite olive
- Oliviers (Allée des) : voir ci-dessous
- Oliviers (Chemin des) : voir ci-dessous
- Oliviers (Impasse des) : voir ci-dessous
- Oliviers (Parc des) : L'Olivier est un arbre fruitier qui produit les olives
- Oliviers Badine (Avenue des) : voir ci-dessus
- Oliviers Eucalyptus (Avenue)
- Ondes (Chemin des)
- Oran (Avenue d') : Oran est la deuxième plus grande ville d'Algérie
- Orangerie (Avenue de l') : voir ci-dessous
- Orangerie (Chemin de l') : Une orangerie est un bâtiment clos, doté de vastes fenêtres et d'un chauffage dans lequel on abrite, pendant la mauvaise saison, les agrumes plantés dans des bacs ou pots
- Orangers (Allée des) : L'oranger est une espèce d'arbustes fruitiers de la famille des Rutacées
- Oratoire (Rue de l') : Un oratoire est un lieu consacré à la prière ou petit édifice appelant à la prière
- Orme (Impasse de l') : voir ci-dessous
- Orme (Rue de l') : les ormes sont des arbres de haute futaie et fournissant un excellent bois d'œuvre
- Oustal-Doré (Chemin de l') : en occitan, le mot oustal signifie hôtel avec l'idée de recevoir, d'accueillir

- Haut – A
- B
- C
- D
- E
- F
- G
- H
- I
- J
- K
- L
- M
- N
- O
- P
- Q
- R
- S
- T
- U
- V
- W
- X
- Y
- Z

## P

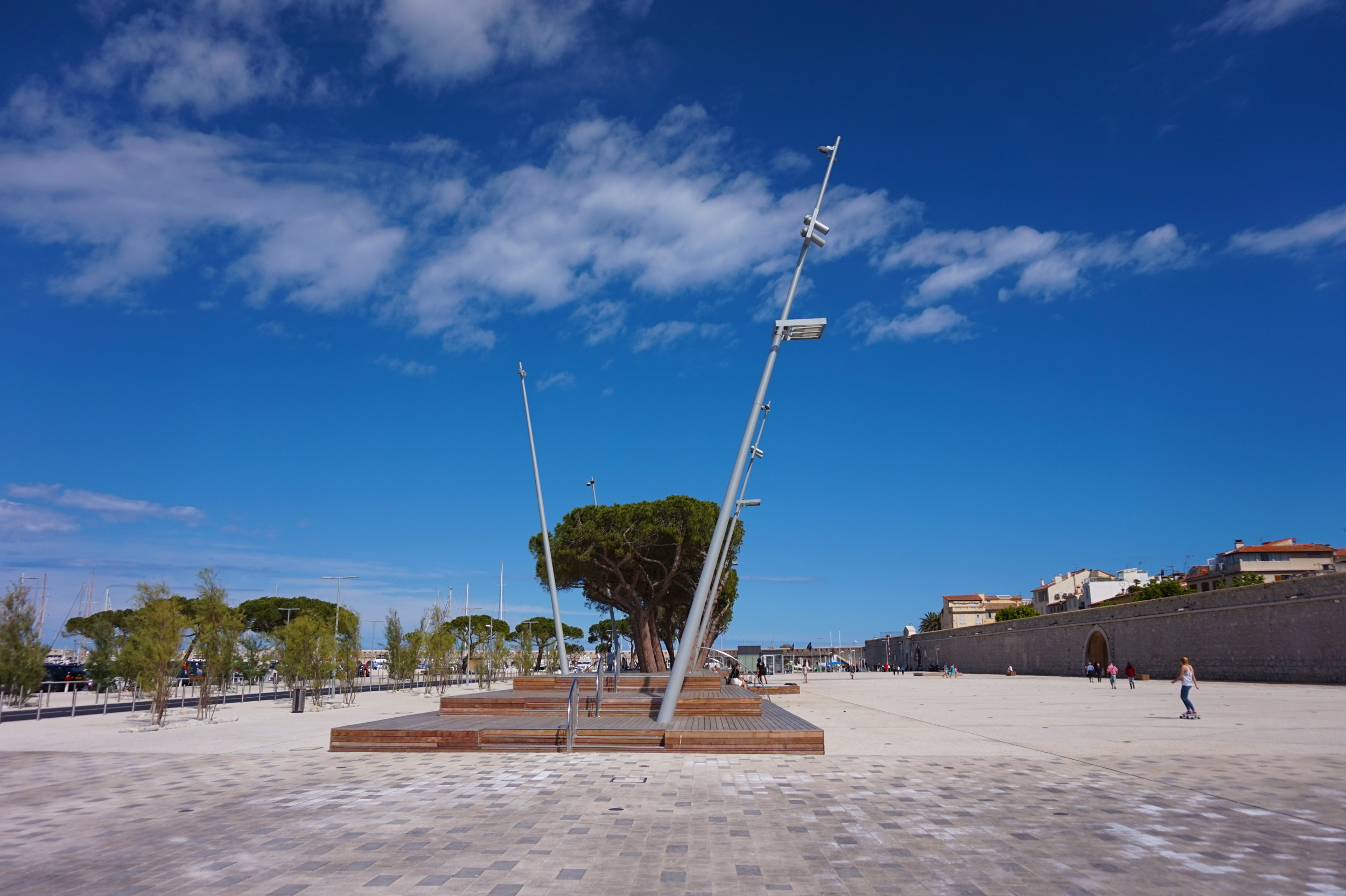
L’esplanade du Pré-aux-Pêcheurs.

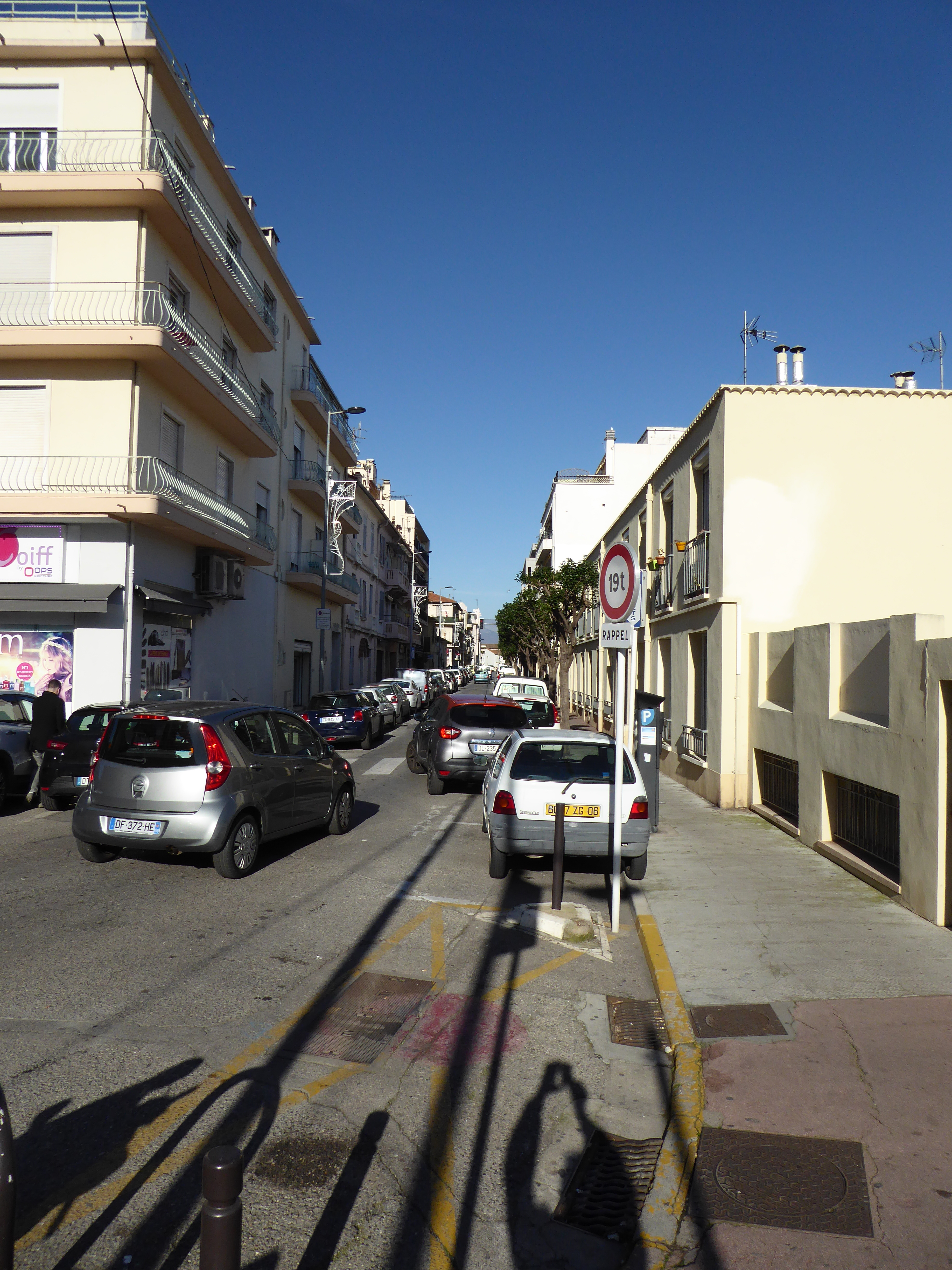
L’avenue Pasteur.

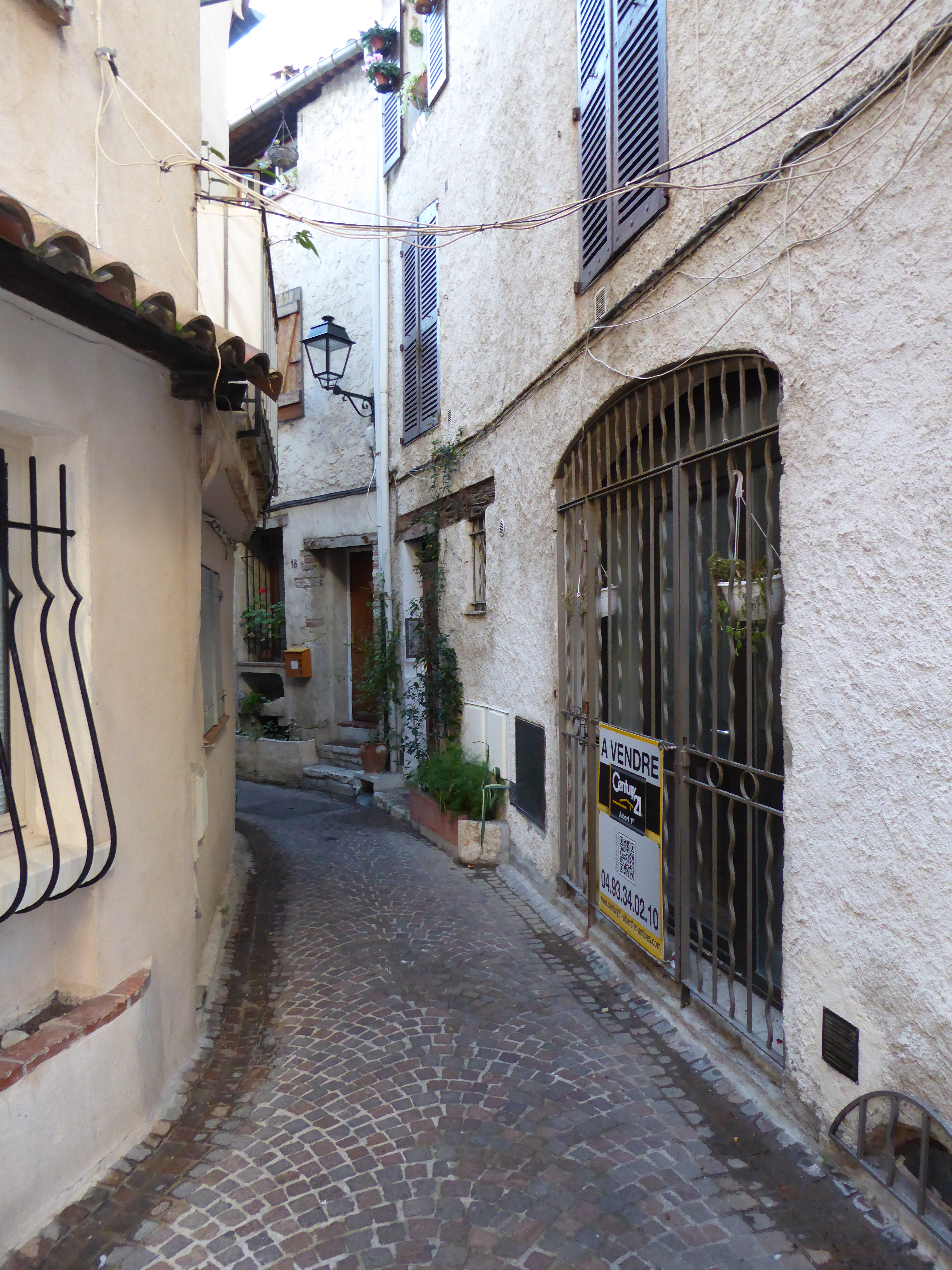
La rue des Paveurs.

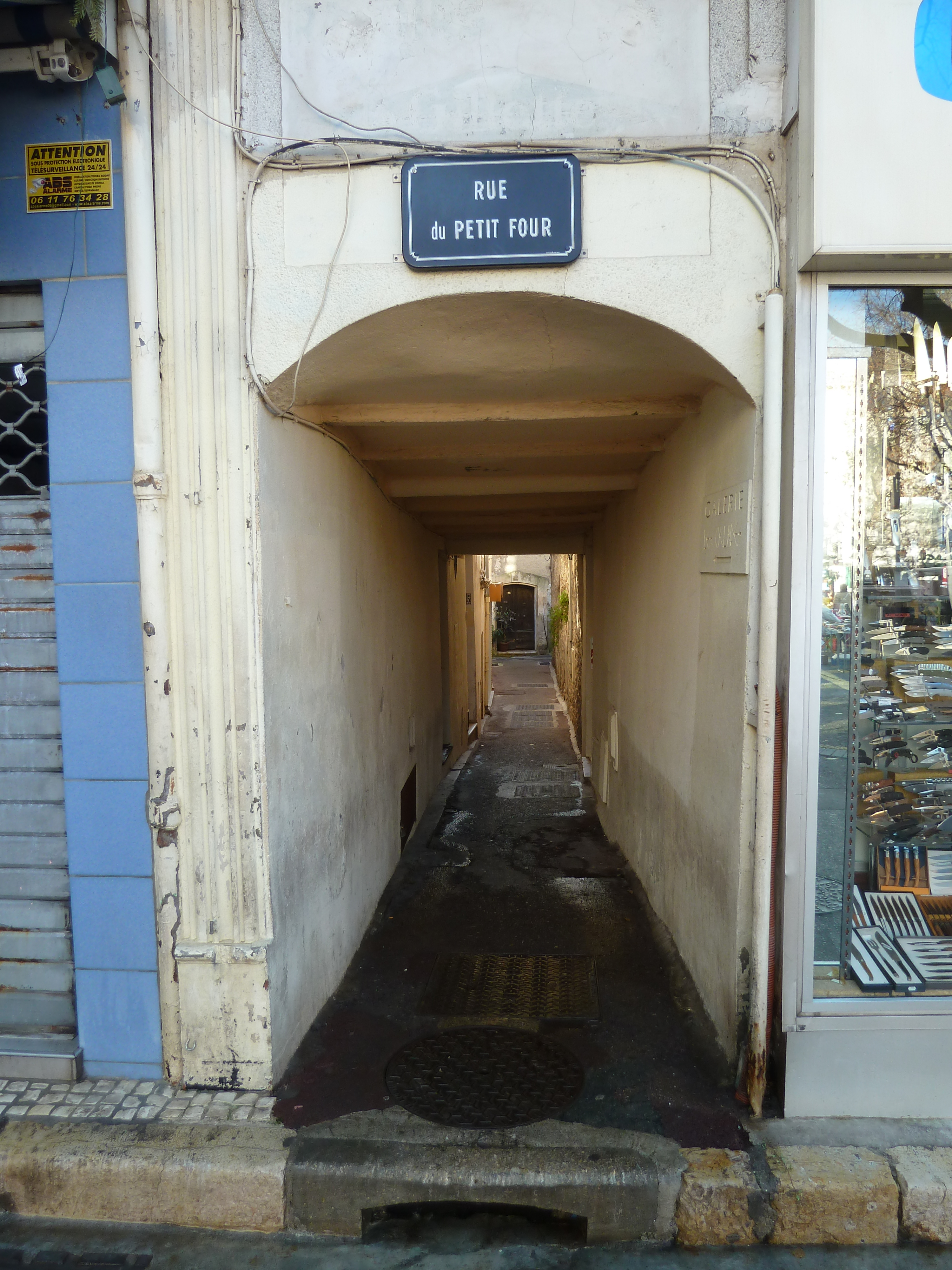
La rue du Petit-Four.

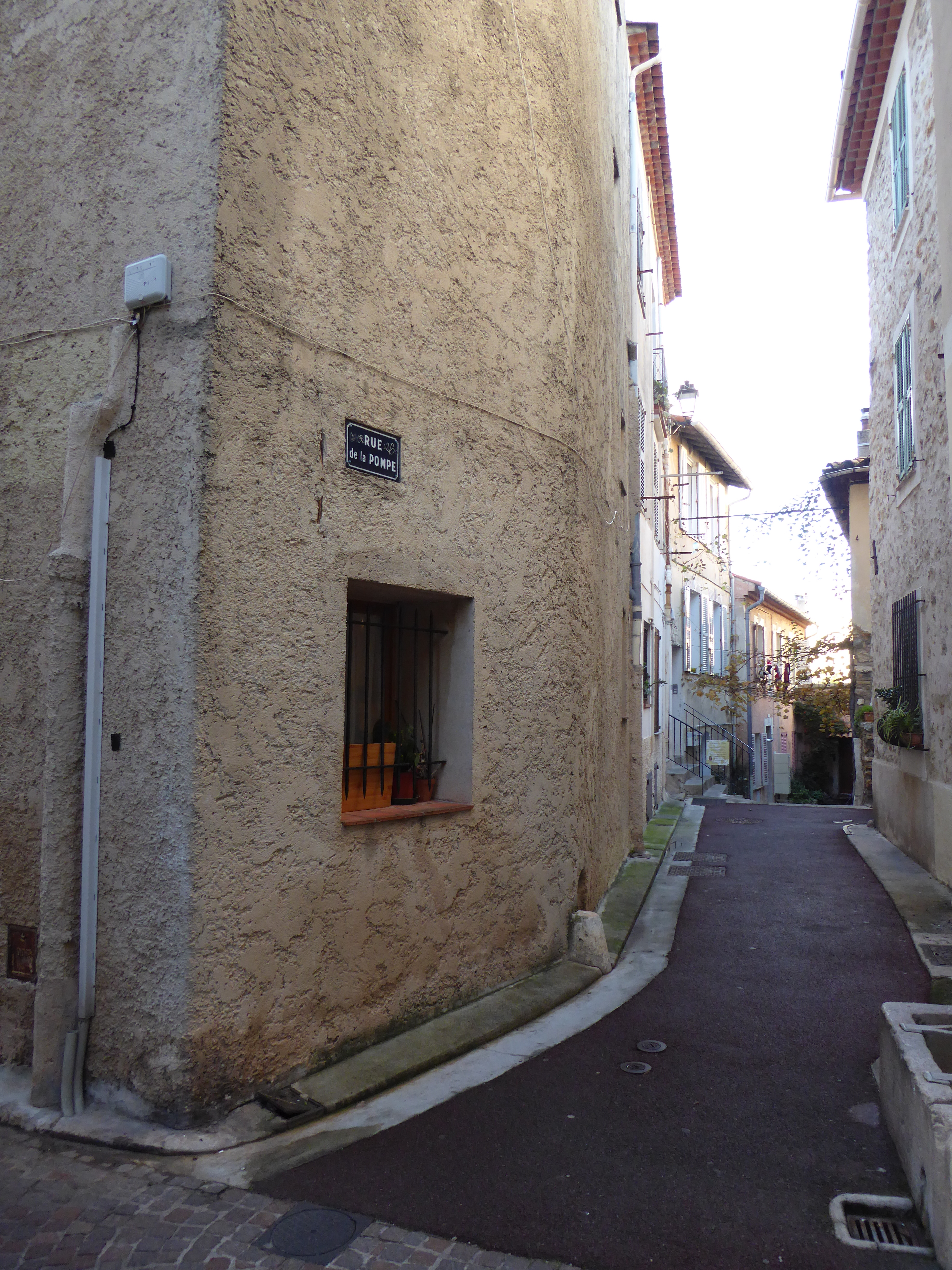
La rue de la Pompe.

- La Pagane : du latin paganus, du français payen (païen), à l'origine utilisé pour désigner l'habitant du pagus (donc un paysan)
- Paganette (Avenue de la) : féminin de pagane (ci-dessus)
- Palais-des-Congrès (Rond-Point du)
- Palmiers (Avenue des) : voir ci-dessous
- Palmiers (Impasse) : voir ci-dessous
- Palmiers (Rue des) : Les palmiers ou Arecaceae forment une famille de plantes monocotylédones
- Palmiers Badine (Allée des)
- Palmiers Cap (Allée des)
- Palmiers Saramartel (Avenue des)
- Panorama (Impasse du)
- Panorama de la Constance (Impasse du)
- Parc-Laval (Avenue du)
- Parc-Saramartel (Chemin du)
- Parouquine (Chemin de la) : parouquine signifie probablement paroisse (de parousse) en langue locale
- Pas-du-Diable (Traverse)
- Pasteur (Avenue) : Louis Pasteur (1822-1895) fut un scientifique français, chimiste et physicien, inventeur des vaccins
- Principal-Pastour (Avenue)
- Paul-Arène (Avenue) : Paul Arène (1843-1896) fut un poète provençal et écrivain français, mort à Antibes et inhumé à Sisteron
- Paul-Bourgarel (Rue) : Paul Bourgarel (1870 - 1945), physicien, astronome et mathématicien antibois
- Paul-Bourget (Rue) : Paul Bourget (1852-1935) fut un écrivain et essayiste catholique français, académicien
- Paul-Doumer (Avenue) : Paul Doumer (1857-1932) fut un homme d'État français, mort assassiné
- Pauline (Rue)
- Paveurs (Rue des)
- Pêcheurs (Avenue des)
- Pêcheurs (Rue des)
- Pêcheurs (Traverse des)
- Pensionnat (Passage du)
- Pépinière (Avenue de la)
- Perdrix (Allée, des)
- Père-Christian-Chessel (Rue) : Christian Chessel (1958-1994), est un Père Blanc, martyr de l'Église catholique algérienne
- Petit-Coteau (Avenue du)
- Petit-Four (Chemin du)
- Petit-Four (Rue du)
- La Peyregoue
- Peyregoue (Chemin de la)
- Phalenes (Allée des) : des phalènes sont des espèces de papillons
- Phare (Route du)
- Philippe-Rochat (Avenue)
- Pierre-Commanay (Rue)
- Pierre-Curie (Avenue) : Pierre Curie (1859-1906) fut un physicien français, surtout connu pour ses travaux en radioactivité
- Pierre-Delmas (Boulevard) : Pierre Delmas (1904-1997), horticulteur, fut maire d'Antibes de 1959 à 1971
- Pierre-Loti (Rue) : Louis-Marie-Julien Viaud, dit Pierre Loti (1850-1923) fut un écrivain et officier de marine français
- Pierre-Merli (Quai): Pierre Merli (1920-Antibes 2002) fut un homme politique français
- Pierre-Semard (Place) : Pierre Semard (1887-1942) fut un syndicaliste français, secrétaire général de la Fédération des cheminots (CGT) et dirigeant du Parti communiste français, dont il fut secrétaire général de 1924 à 1929; fusillé par les allemands
- Pimeau
- Pinède (Avenue de la)
- Pinède (Boulevard de la)
- Pinède (Chemin de la)
- Pins (saramartel) (Avenue des)
- Pins-Dorés (Allée des)
- Pins-Parasols (Allée des)
- Pins-Parasols (Avenue des)
- Pins-Pimeau (Avenue des)
- Pins-du-Cap (Avenue des)
- Plage (Chemin de la)
- Plage (Traverse de la)
- Plages (Rond-Point des)
- Plateau-Fleuri (Allée du)
- Plateaux-Fleuris (Chemin des)
- Pompe (Rue de la)
- Pont-Romain (Chemin du)
- Le Ponteil
- Pré-aux-Pêcheurs (Esplanade du)
- Première-Avenue
- Première-Division-de-la-France-Libre (Quai de la)
- Président-Wilson (Boulevard du) : Thomas Woodrow Wilson (1856-1924) fut le 28e président des États-Unis, élu pour deux mandats consécutifs de 1913 à 1921.
- Preynat (Chemin) : Preynat fut conseiller municipal sous le maire Pierre Delmas
- Princes (Avenue des)
- Printemps (Rue du)
- Provence (Avenue de)
- Provence (Chemin de)
- Prugnons
- Puits-Fleuri (Chemin du)
- Le Puy
- Puy (Chemin du)
- Pylone (Avenue du)

- Haut – A
- B
- C
- D
- E
- F
- G
- H
- I
- J
- K
- L
- M
- N
- O
- P
- Q
- R
- S
- T
- U
- V
- W
- X
- Y
- Z

## Q
- Quatre-Chemins (Chemin des)

- Haut – A
- B
- C
- D
- E
- F
- G
- H
- I
- J
- K
- L
- M
- N
- O
- P
- Q
- R
- S
- T
- U
- V
- W
- X
- Y
- Z

## R
- Rabiac
  - Rabiac-Estagnol (Chemin de)
- Les Rastines
  - Rastines (Chemin des)
  - Rastines (Domaine des)

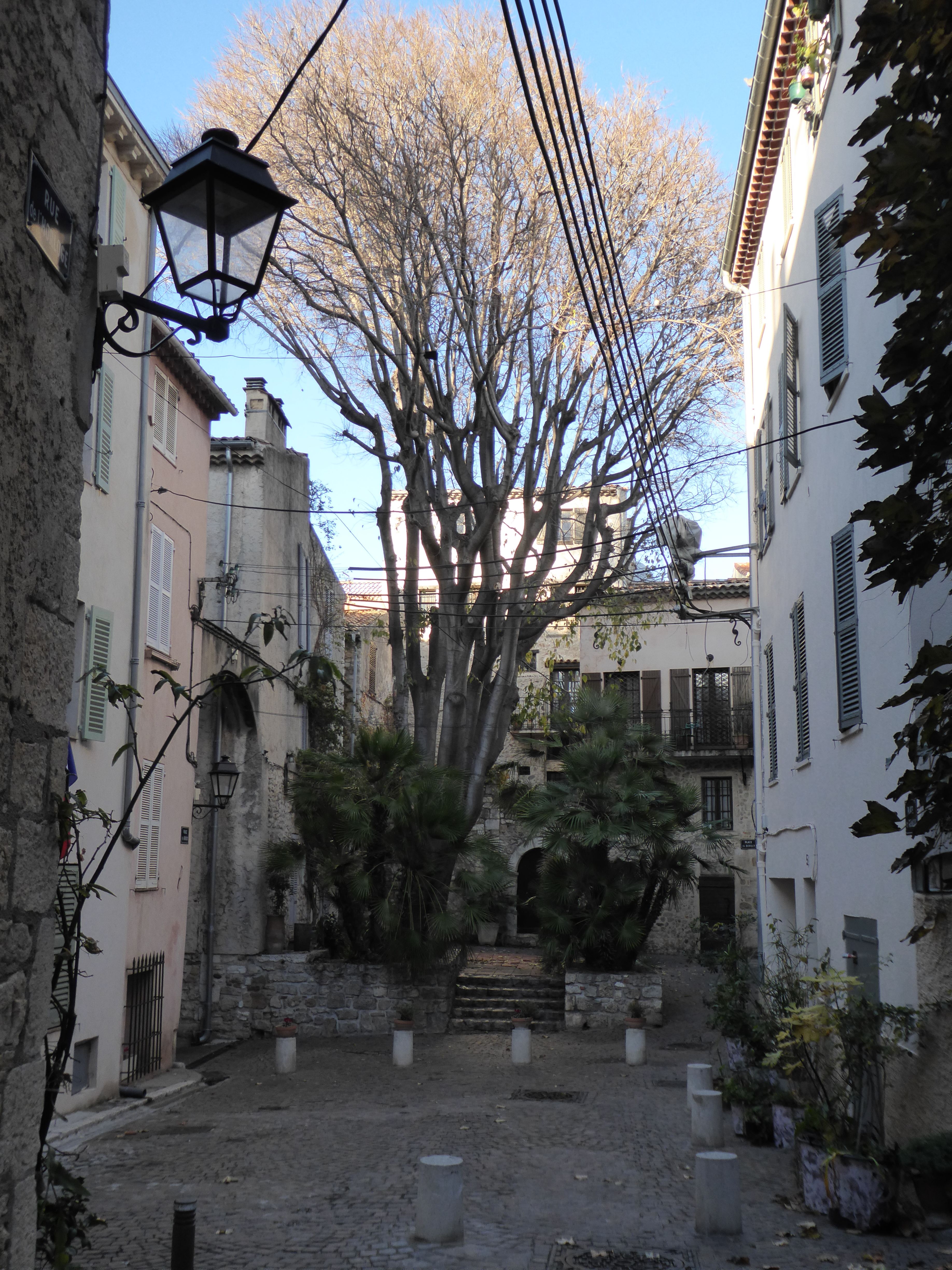
La place du Revely.

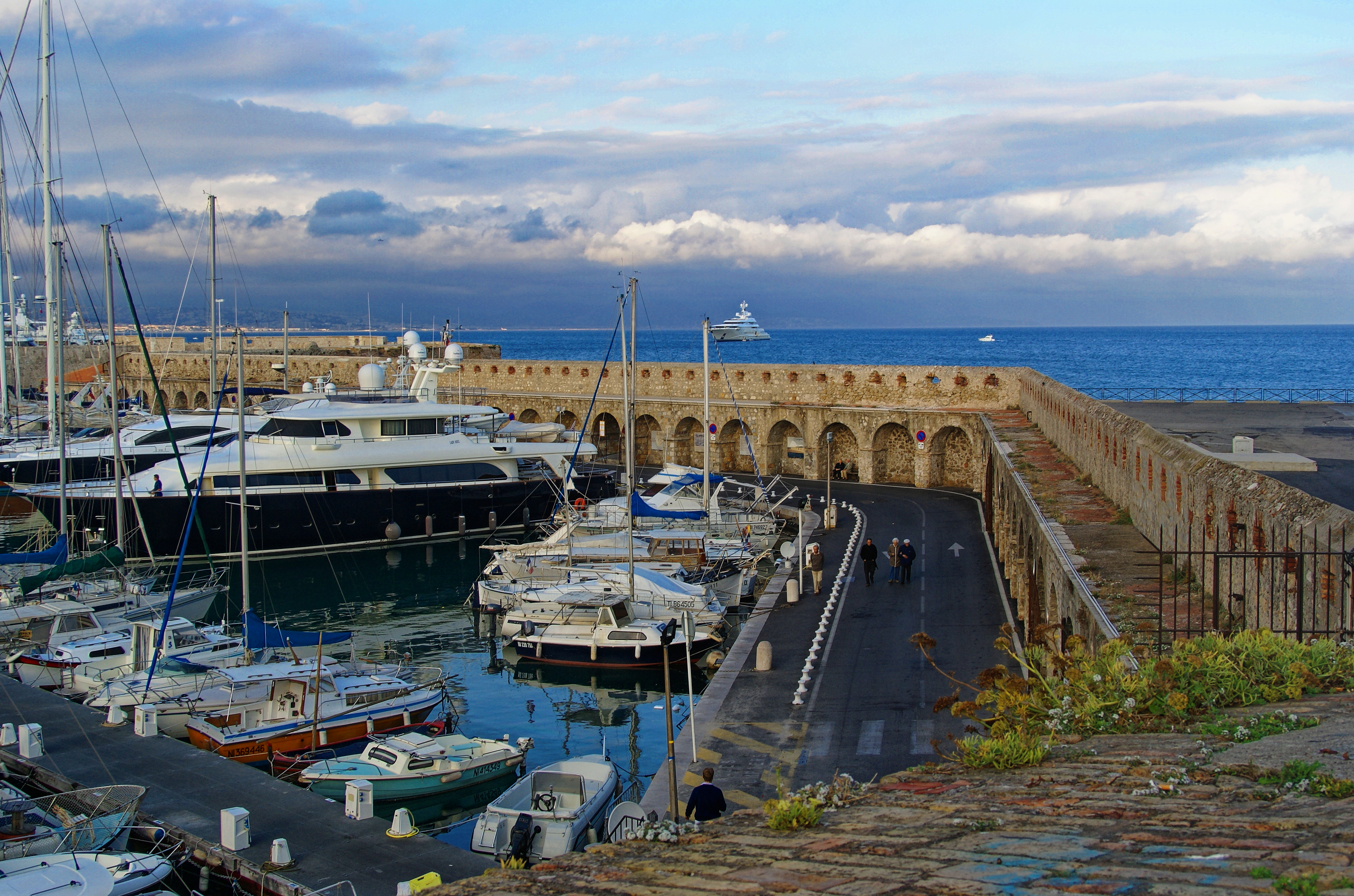
Le quai Henri-Rambaud.

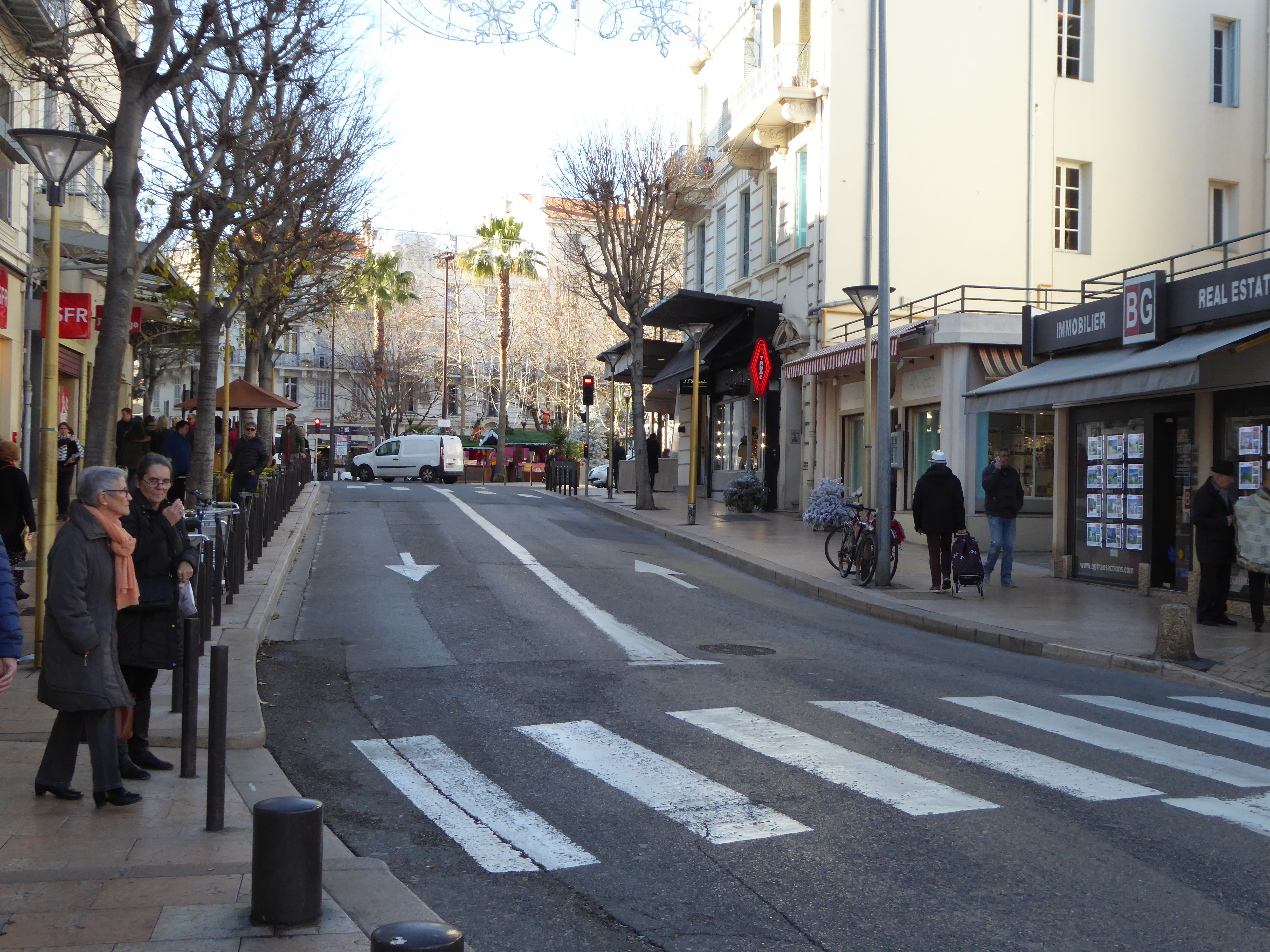
La rue de la République.

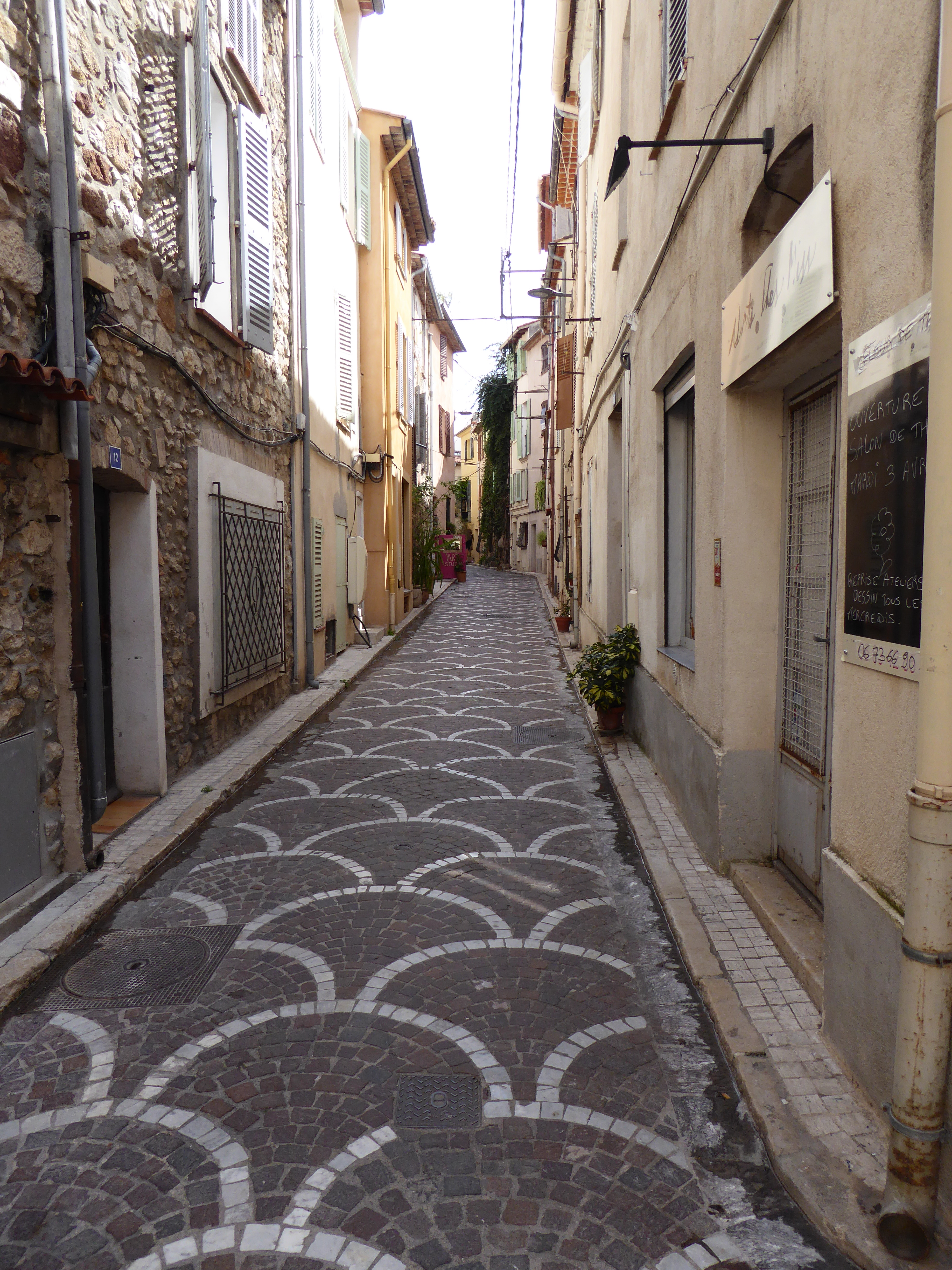
La rue des Revennes.

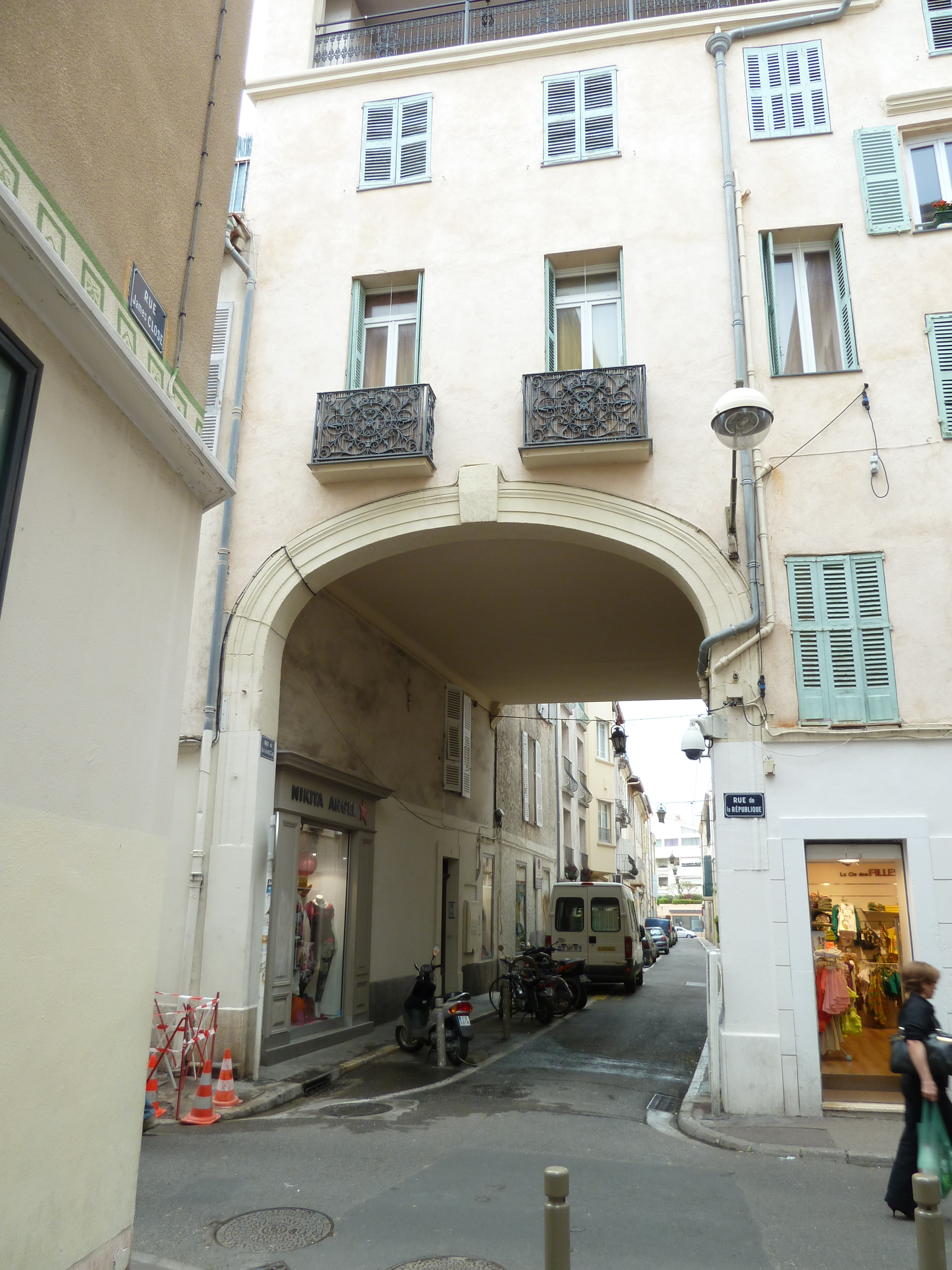
La rue du Docteur-Roustan.

- Raymond-Poincaré (Boulevard) : Raymond Poincaré (1860-1934) fut un homme d'État français, président de la République française de 1913 à 1920
- Record (Traverse)
- La Regence
- Régent (Allée du)
- Reibaud (Avenue): Félix-Honoré Reibaud (1823-1895), maire d'Antibes ; Michel Reibaud, propriétaire terrien et son fils Pierre Reibaud (°1865), notaire à Antibes
- René-Barthélémy (Avenue) : René Barthélemy (1889- Antibes 1954) fut un ingénieur français, pionnier dans la mise au point de la télévision
- René-Laporte (Rue) : René Laporte (1905-1954) fut un écrivain, poète, et journaliste français, lauréat du prix Interallié en 1936.
- République (Rue de la)
- Revely (Place du)
- Revely (Rue du)
- Revennes (Impasse des)
- Revennes (Rue des)
- Rinaudo (Traverse)
- Robert-Desnos (Rue) : Robert Desnos (1900-1945) fut un poète français, mort du typhus au camp de concentration de Theresienstadt
- Robert-Soleau (Avenue) : Robert Soleau (Rethel 1845 - Antibes, 1919) fut maire d'Antibes pendant 17 ans, conseiller général de 1886 à 1919.
- Rochers (Avenue des)
- Romaine (Chemin de la)
- Rose-des-Vents (Avenue)
- Rose-des-Vents (Impasse)
- Roselière (Allée de la)
- Roseraie des Mésanges
- Roses (Allée des)
- Roses (Impasse des)
- Rostagne (Avenue de la)
- Rouaze (Avenue)
- Roubion (Chemin de)
- Les Routes
- Roy-Soleil (Rond-Point du)
- Rusquet (Avenue du): Le rusquet ou bouchon marseillais est une méthode de pêche typiquement locale consistant à laisser aller à la dérive un bouchon de liège orné d'hameçons

- Haut – A
- B
- C
- D
- E
- F
- G
- H
- I
- J
- K
- L
- M
- N
- O
- P
- Q
- R
- S
- T
- U
- V
- W
- X
- Y
- Z

## S
- Sables (Allée des)
- Sables (Chemin des)
- Sade (Impasse)

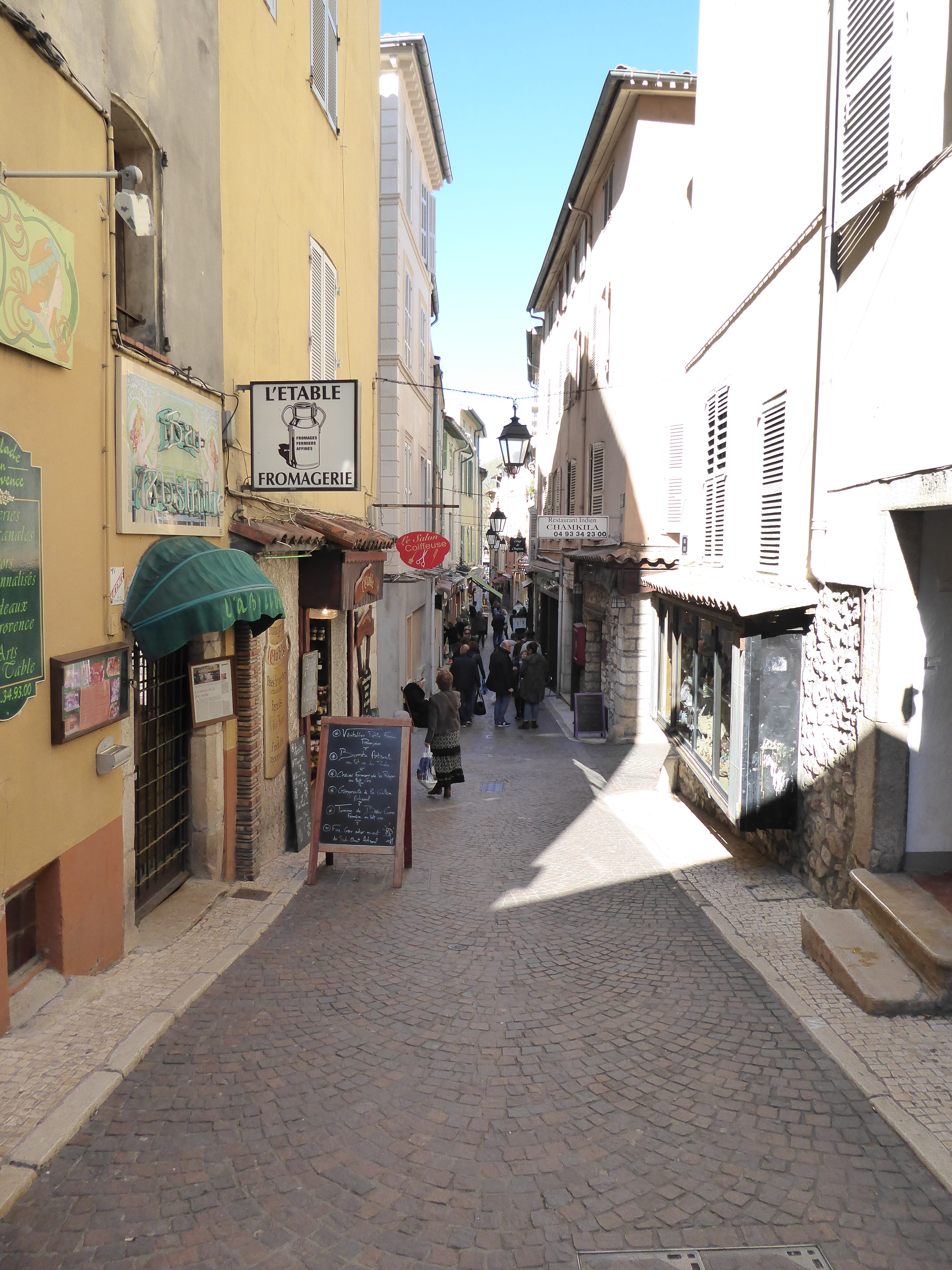
La rue Sade.

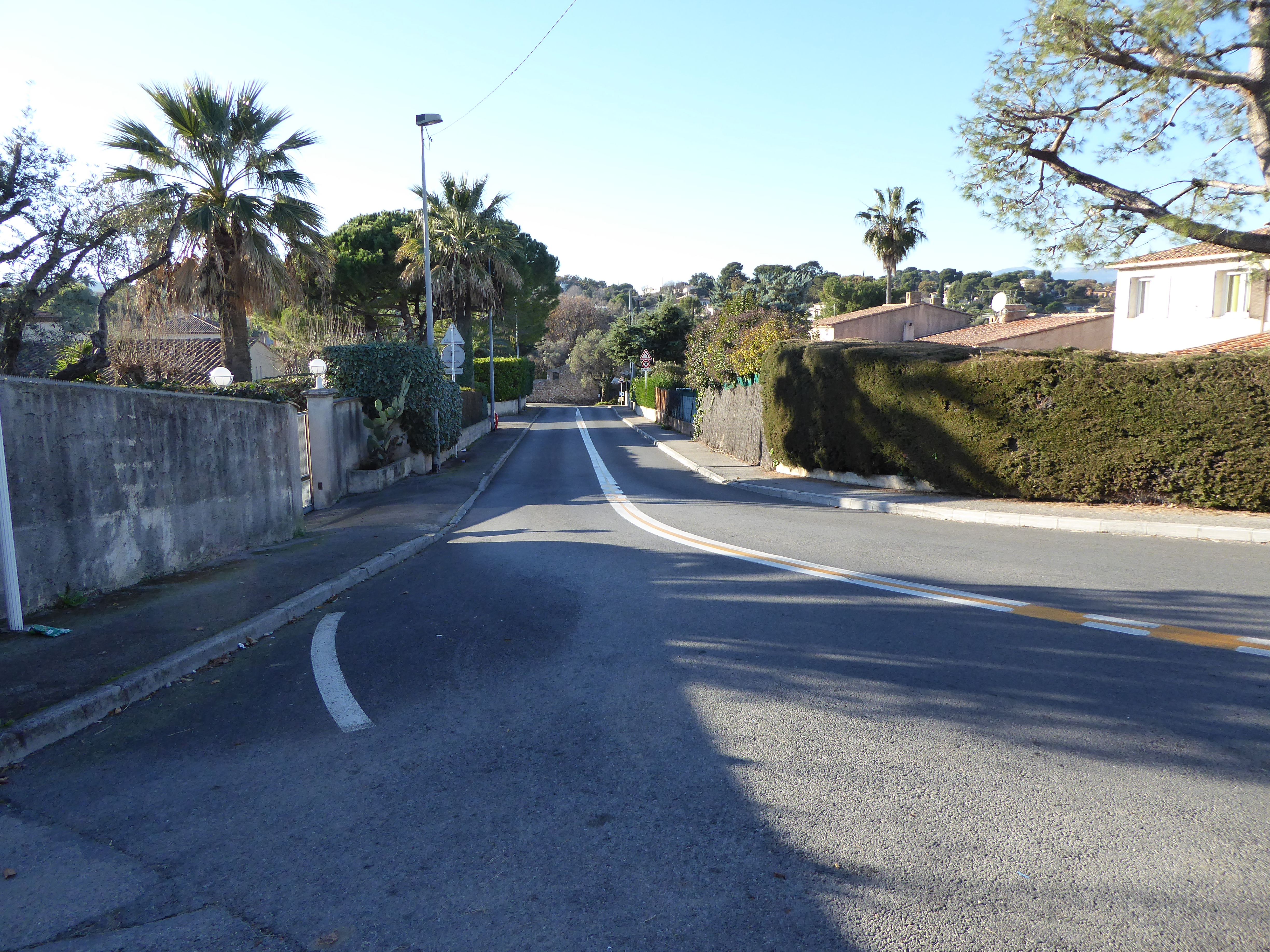
Le chemin de la Suquette.

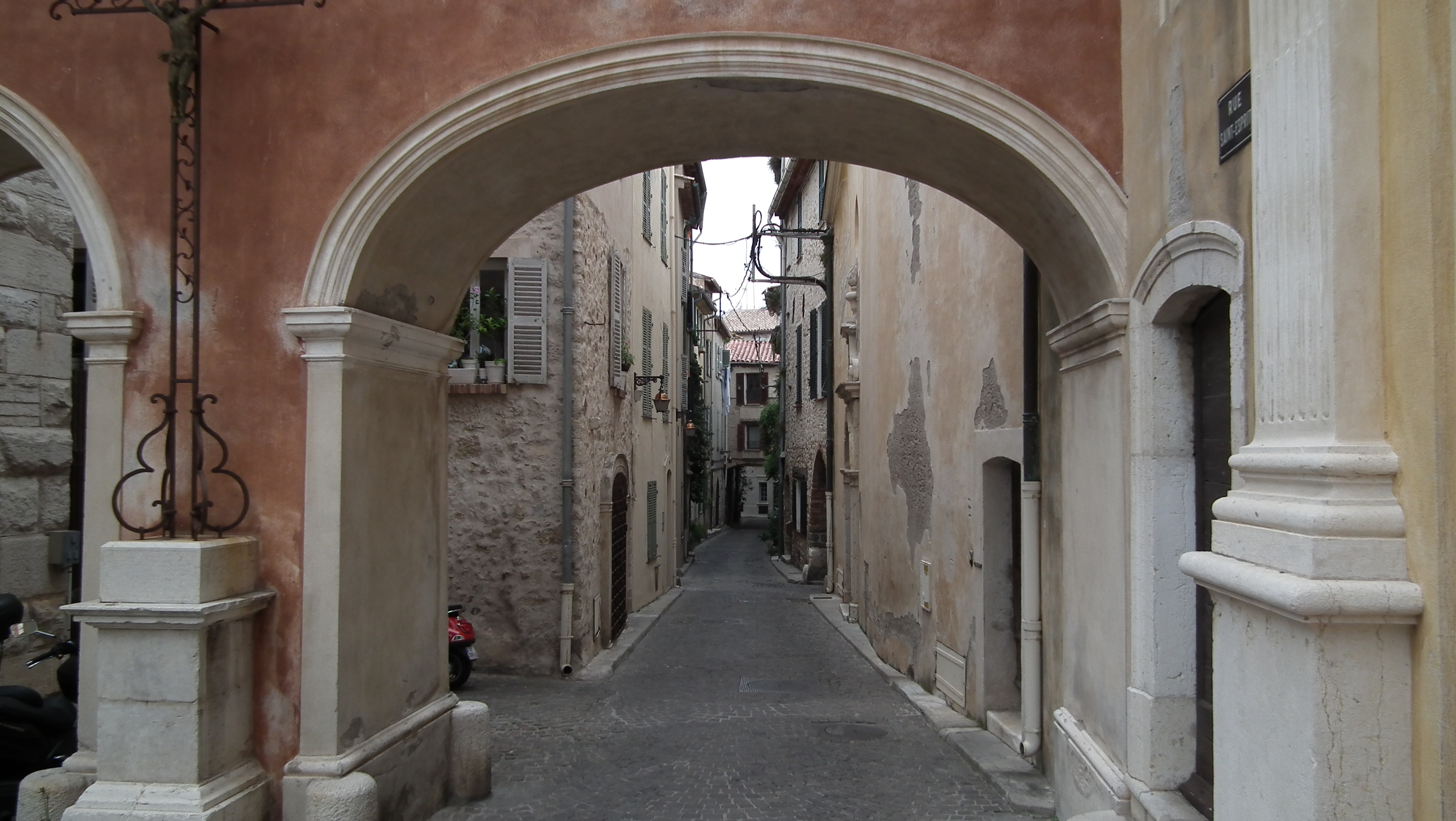
La rue Saint-Esprit.

- Sade (Rue) : Donatien Alphonse François de Sade (1740-1814) fut un homme de lettres, romancier, philosophe et homme politique français
- Sadi-Carnot (Rue)
- Safranier (Place du)
- Safranier (Rue du)
- Saint-Antoine (Rue)
- Saint-Barthélémy (Rue)
- Saint-Bernardin (Rue)
- Saint-Charles (Rue)
- Saint-Claude (Chemin de)
- Saint-Donatien (Avenue)
- Saint-Esprit (Rue)
- Saint-Exupéry (Avenue)
- Saint-Honorat (Rue)
- Saint-Jacques (Parc)
- Saint-Jean (Route de)
- Saint-Jean (Vieux Chemin de)
- Saint-Joseph (Impasse)
- Saint-Joseph (Rue)
- Saint-Maymes
- Saint-Michel (Chemin de)
- Saint-Péchaire (Chemin de)
- Saint-Roch (Avenue)
- Sainte-Marguerite (Avenue)
- Sainte-Marguerite (Rue)
- Sainte-Thérèse (Impasse)
- Saleurs (Rampe des) : saleur : personne dont le métier est de saler, de faire des salaisons ou de saler les poissons
- Salis (Avenue de la)
- Salisette (Avenue de la)
- Salisette (Avenue)
- Saramartel
- Saramartel (Avenue)
- Sarrazine (Avenue de la)
- Sarrazine (Impasse de la)
- Sauvagette (Impasse)
- Les Semboules
- Semboules (Chemin des)
- Shangrila (Parc): Le USS Shangri-La (CV-38) fut un porte-avion qui mouillait au port de Cannes; peint par Anne Français (1909-1995)
- Sidney-Bechet (Square): Sidney Bechet (1897-1959) fut un clarinettiste, saxophoniste et compositeur américain de jazz
- Soleil (Avenue du)
- Soleil-Levant (Impasse du)
- Soleil-Saramartel (Avenue du)
- Source-Romaine (Rond-Point de la)
- Sources (Impasse des)
- Super-Antibes
- Super-Antibes (Chemin de)
- Suquette (Chemin de la) : la suquette indique un monticule en occitan

- Haut – A
- B
- C
- D
- E
- F
- G
- H
- I
- J
- K
- L
- M
- N
- O
- P
- Q
- R
- S
- T
- U
- V
- W
- X
- Y
- Z

## T
- T (Rue du)
- T (Traverse du)

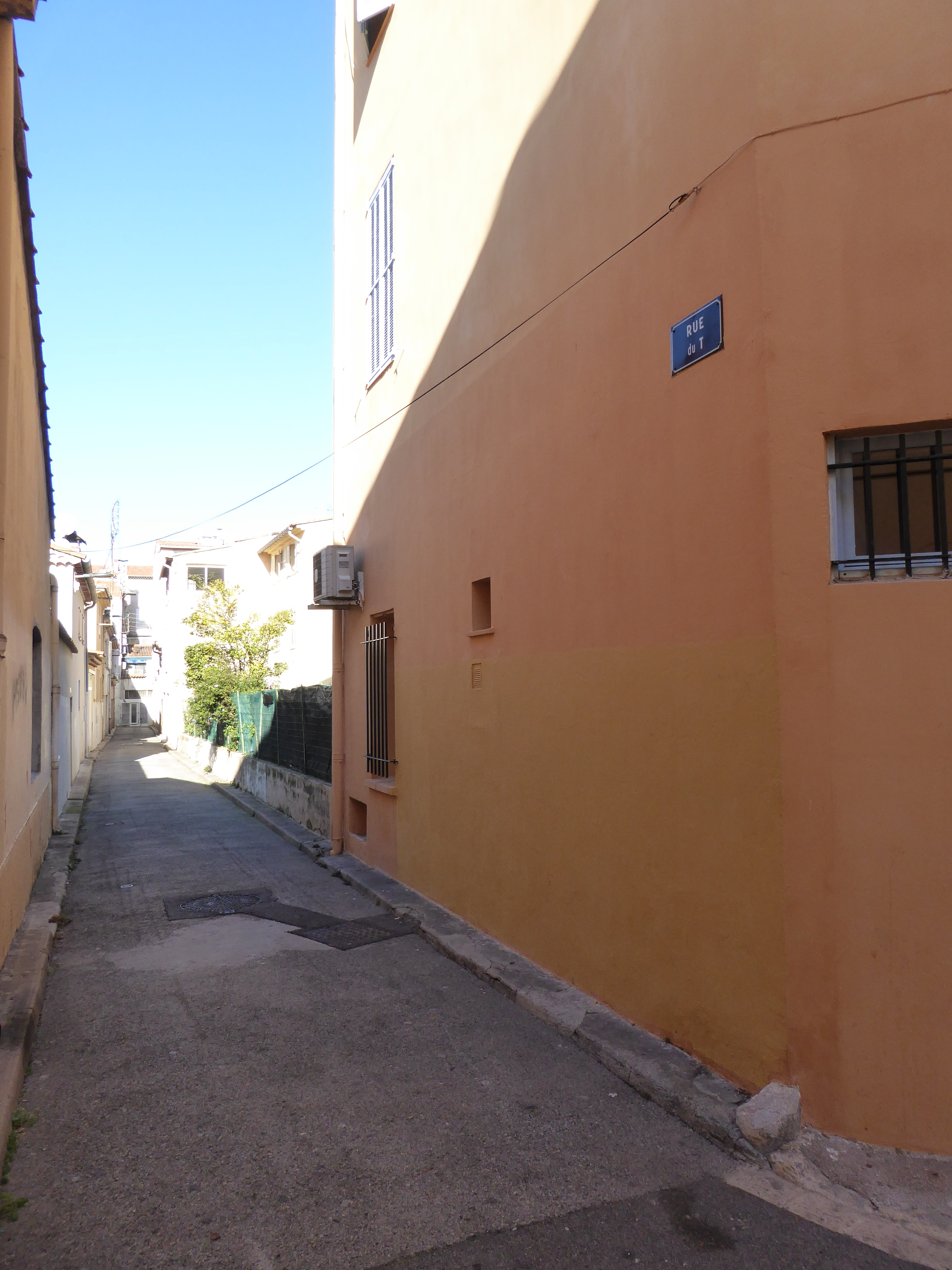
La rue du T.

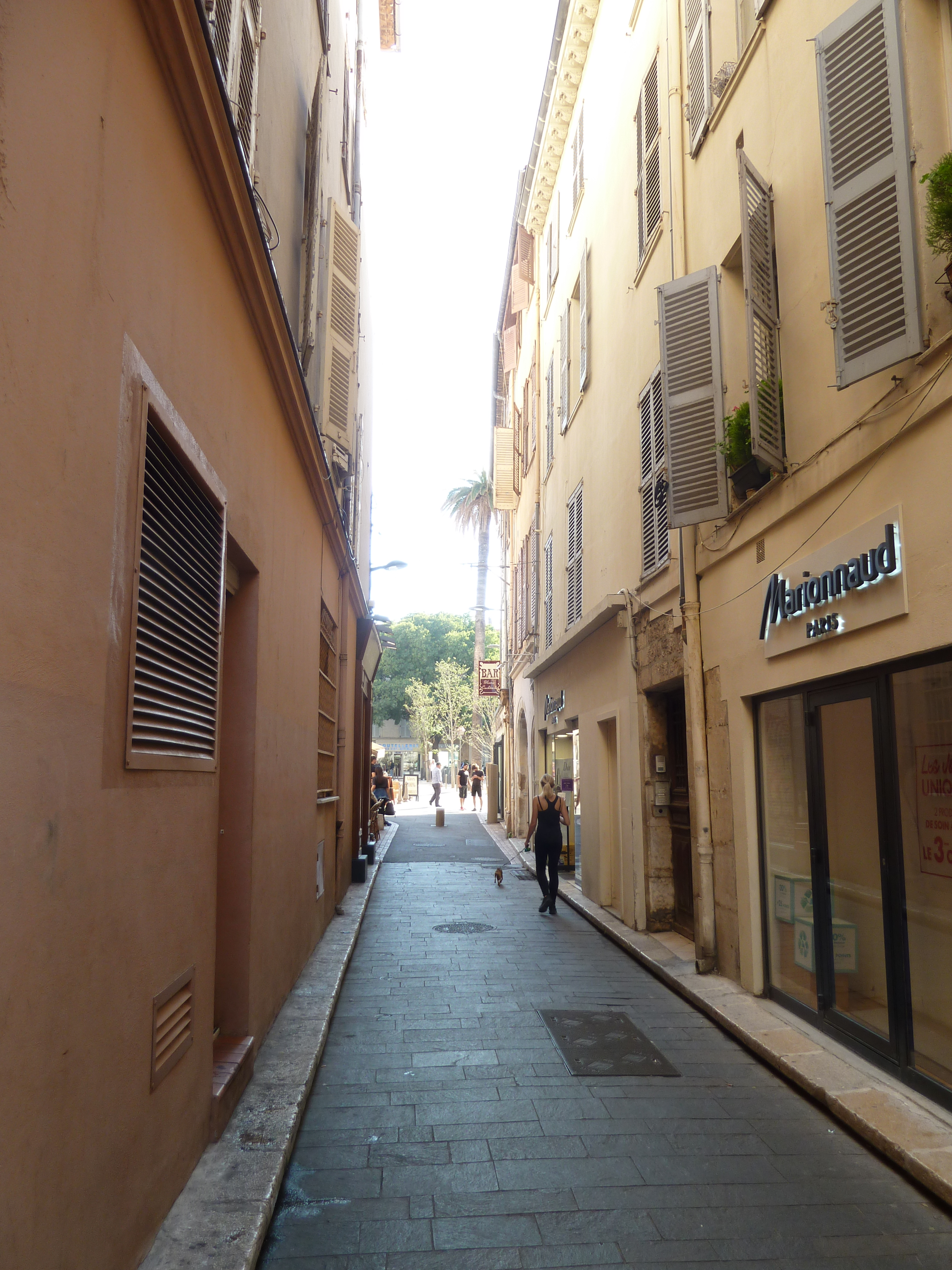
La rue Thuret.

- Tamisier (Chemin du): voir ci-dessous
- Tamisier (Impasse du): celui qui fabrique et vend des tamis
- Tanagra (Avenue du) : le tanagra ou tangara est le nom donné à de nombreuses espèces d'oiseaux de genres variés, appartenant à la famille des Thraupidae, dans l'ordre des Passeriformes
- Tanagra (Chemin du)
- Nouveau-du-Tanagra (Chemin)
- Tanit (Chemin de) : Tanit ou Tinnit est une déesse punique et libyque qui veille à la fertilité, aux naissances et à la croissance
- Tennis-Provencal (Allée)
- Terres-Blanches (Chemin des)
- Terres-Blanches (Impasse, des)
- Les Terriers
- Terriers (Allée des)
- Terriers (Chemin des)
- Terriers (Petit Chemin des)
- Thiers (Avenue): Adolphe Thiers (1797-1877) fut président de la République française du 31 août 1871 au 24 mai 1873
- Thuret (Impasse) : voir ci-après
- Thuret (Rue) : Gustave Adolphe Thuret (1817-1875) fut un botaniste français.
- Tilleuls (Impasse des)
- Tour-Gandolphe (Avenue)
- Tournelli (Avenue)
- Tournière-Estagnol (Rond-Point)
- Tourraque (Impasse de)
- Tourraque (Rue de la)
- Tourre (Avenue): Jean Tourre, maire d'Antibes (1815-1821)
- Trianon : voir ci-après
  - Trianon (Impasse du) : Trianon était un village situé près de Versailles, disparu en 1668 pour être intégré au parc de Versailles
- Tribunal (Rue du)
- Tribunal (Traverse, du)
- Tripodi (Voie)
- Trois-Moulins (Route des)
- Tulipes (Avenue des)
- Tristan-Tzara (Rue) : Tristan Tzara, pseudo de Samuel Rosenstock, (1896-1963)fut un écrivain, poète et essayiste de langues roumaine et française et l'un des fondateurs du mouvement Dada

- Haut – A
- B
- C
- D
- E
- F
- G
- H
- I
- J
- K
- L
- M
- N
- O
- P
- Q
- R
- S
- T
- U
- V
- W
- X
- Y
- Z

## V
- Le Val Claret
- Val-Claret (Boulevard du)
- Val-Claret (Impasse du)
- Valbosquet (Chemin du)
- Valentin (Chemin)

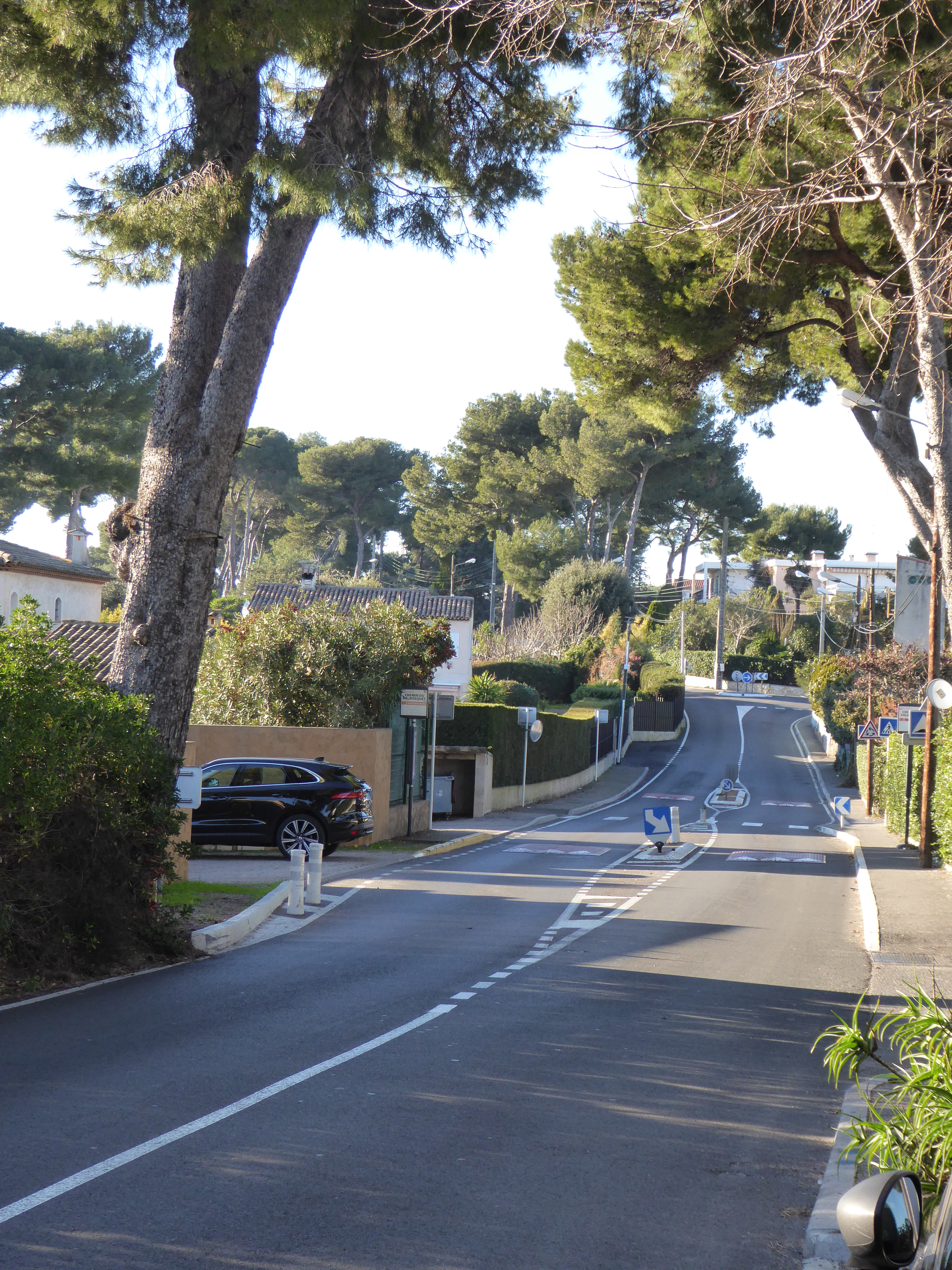
Le chemin du Valbosquet.

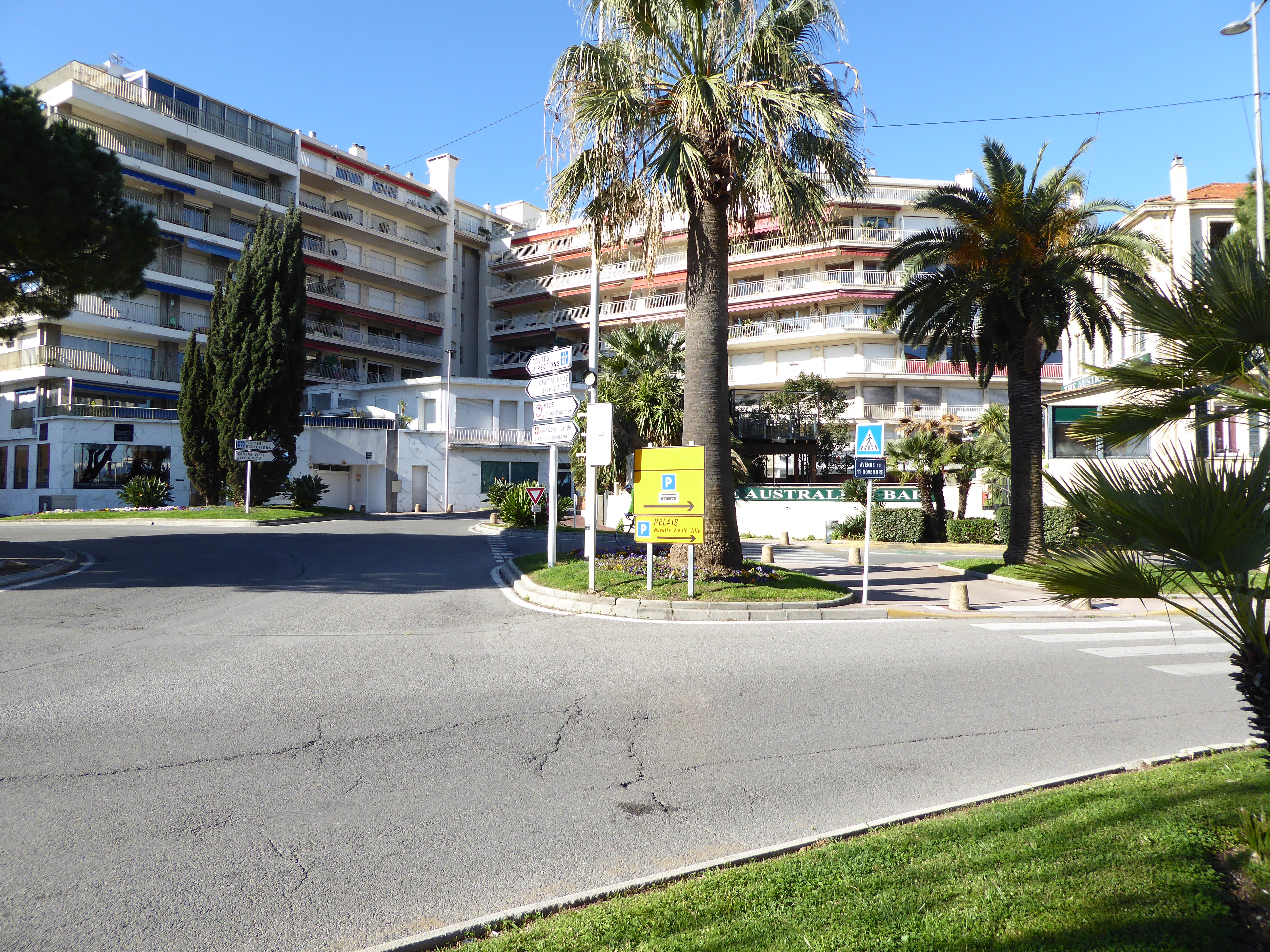
L’avenue de Verdun.

- Vallauris (Chemin de): Vallauris est une commune française située dans le département des Alpes-Maritimes à l'ouest d'Antibes
- Vallauris (Vieux Chemin de): voir ci-dessus
- Vallon Made (Chemin, du)
- Vallon Vert (Chemin du)
- Valmare (Corniche)
- Valmasque (Avenue de la)
- Valmasque (Chemin de la)
- Vauban (Port)
- Vauban (Rue) : Sébastien Le Prestre de Vauban (1633 - 1707) fut un ingénieur, architecte militaire, urbaniste, ingénieur hydraulicien et essayiste français
- Venet (Allée)
- Verdun (Avenue de) : La bataille de Verdun se déroula du 21 février au 18 décembre 1916 dans la région de Verdun en Lorraine, durant la Première Guerre mondiale
- Verte-Pagane (Avenue de la)
- Vial (Rue): Jacques Vial (Antibes 1774-1855), frère du général Honoré Vial, général de division, baron de l'Empire.
- Vigie (Chemin, de la)
- Vilmorin (Avenue) : L'horticulteur et acclimateur Henry de Vilmorin (1843-1899) possédait sur le cap d'Antibes un établissement horticole réputé, le domaine d'Empel, ainsi qu'un jardin botanique, le domaine de Latil, aujourd'hui disparu
- Vilmorin (Place) : voir ci-dessus

- Haut – A
- B
- C
- D
- E
- F
- G
- H
- I
- J
- K
- L
- M
- N
- O
- P
- Q
- R
- S
- T
- U
- V
- W
- X
- Y
- Z

## W

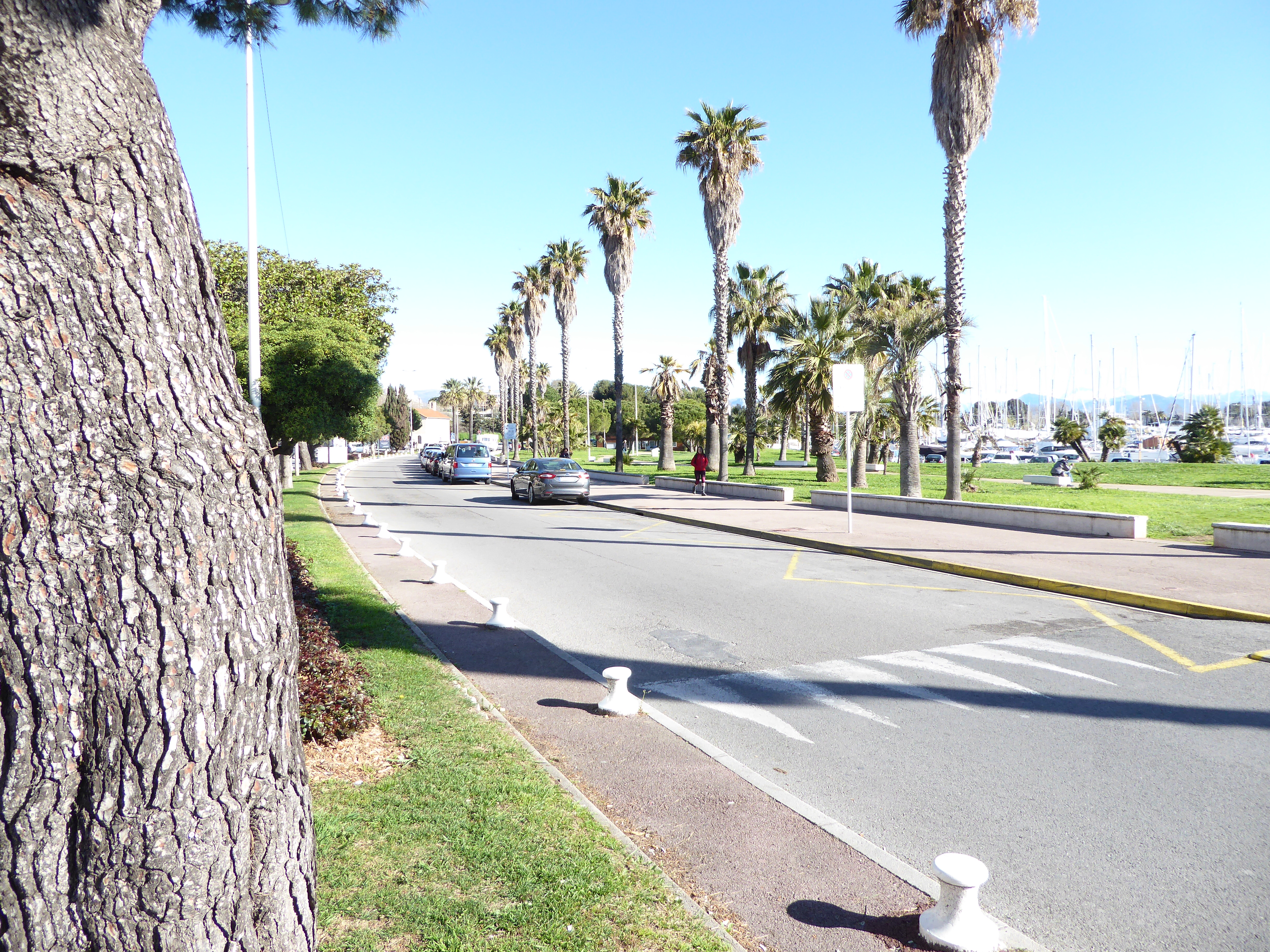
L’avenue du 11-Novembre.

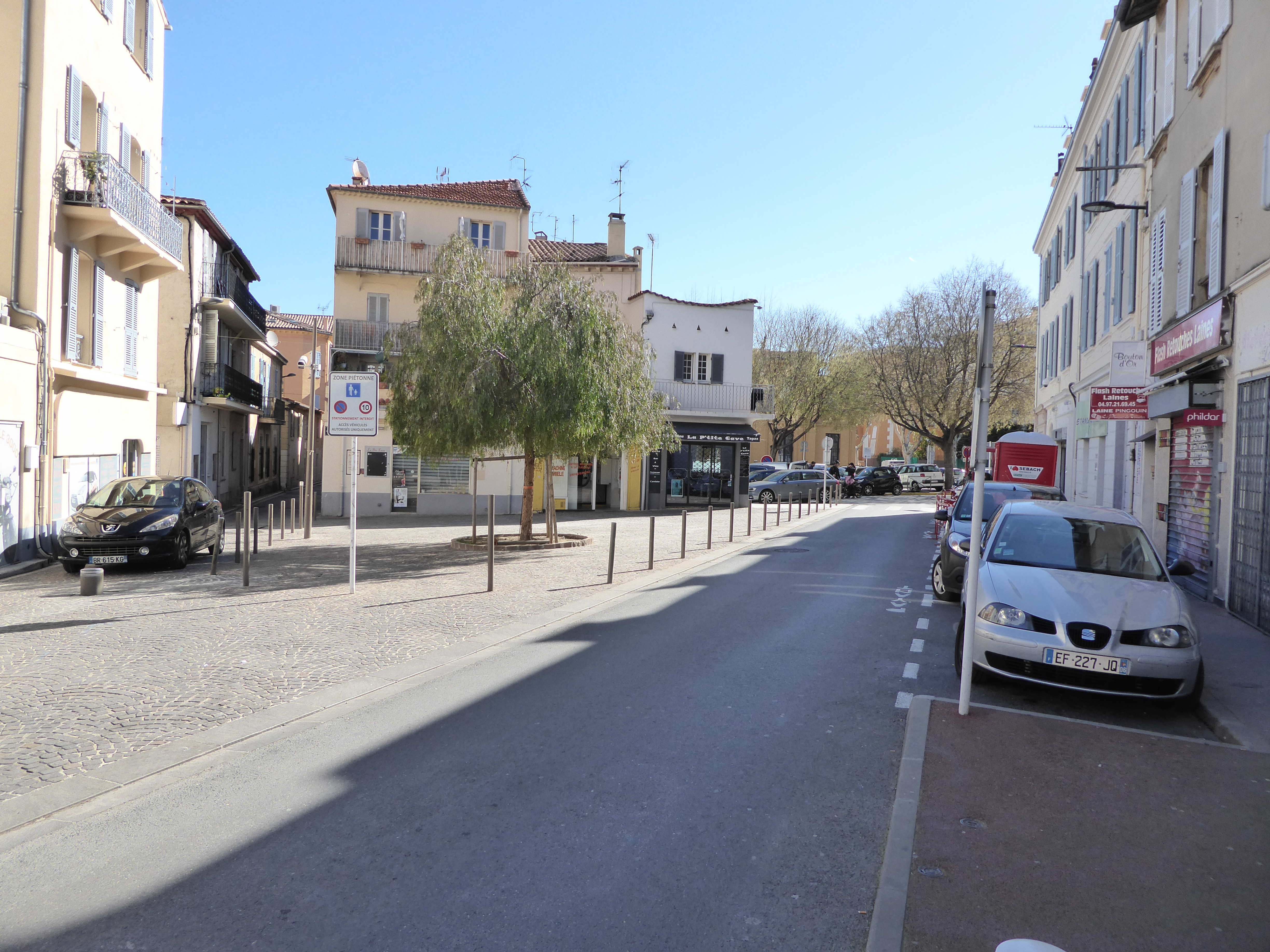
L’avenue du 24-Août.

- Weisweiller (Avenue) : Francine Weisweiller (1916-2003), née Worms fut une mécène française, amie de Cocteau, qui a tenu un salon littéraire et mondain à Paris et à Saint-Jean-Cap-Ferrat; sa belle-mère fut arrêtée dans sa villa d'Antibes puis déportée à Auschwitz.
- Wilson (Passage)

- Haut – A
- B
- C
- D
- E
- F
- G
- H
- I
- J
- K
- L
- M
- N
- O
- P
- Q
- R
- S
- T
- U
- V
- W
- X
- Y
- Z